# 東京大学
東京大学（とうきょうだいがく、The University of Tokyo）は、東京都文京区に本部を置く日本の国立大学である。略称は東大（とうだい）。

## 概観

### 東京大学全体
東京大学は欧米諸国の諸制度に倣った、日本国内で初の近代的な大学として設立された。

### 憲章
東京大学には、特に創立時に明文化された建学の精神はない。しかし、国立大学法人化に伴い、現在は「東京大学憲章」が定められている。東京大学憲章は、大学としての使命を公に明らかにすることと、目指すべき道を明らかにすることを目的として学内有識者会議によって制定されたものである。学部教育の基礎としてリベラル・アーツ教育（教養教育）を重視することを謳っている。

### 教育および研究の概略

#### 教育研究とキャンパス
東京大学は、主な3つのキャンパスごとに教育内容・研究内容を異にする。教育内容の面では、主に教養課程を実施する駒場キャンパス、専門教育を行う本郷キャンパス、主に大学院課程の教育を行う柏キャンパスに分けられる。また研究内容の面では、学際的な研究を行う駒場キャンパス、伝統的な学問領域の研究を行う本郷キャンパス、新しい学問領域の研究を行う柏キャンパスに分けられる。こうしたキャンパス分立体制は、学部ごとにキャンパスを分立することの多い他の大学と比べると珍しい形態である。さらに、現在でも学部入学時の教養課程を分化して設置していることも、日本国内の大学では珍しい存在となっている。
- 駒場Iキャンパス正門
- 本郷キャンパス正門
- 柏キャンパス

#### リベラル・アーツ教育
上述した通り、リベラル・アーツ教育を重視しているのが東京大学の教育の大きな特徴である。教養学部前期課程において教養教育科目が開講されており、その実施には東京大学の全ての学部・研究科・研究所が参加している。主に担当する教養学部では、各大学が1件ずつしか応募できない特色ある大学教育支援プログラムに「教養教育と大学院先端研究との創造的連携の推進」で応募したことが、大学として教養教育を重視していることの現れであるとしている。

#### 受賞
2021年12月時点、東京大学が公式に認めたノーベル賞受賞者は13名、東京大学に関連する受賞者は18名（英語版）で、そのうち12名が学位を授与されている（学士の学位を授与した卒業生は8名、博士の学位を授与した者は7名）。

### 大学評価
大学評価の世界的指標の一つである、クアクアレリ・シモンズによる「QS世界大学ランキング 2024」における総合評点の世界順位は、同点26位の香港大学に0.2ポイント後れを取って28位であった（国内大学中は第1位）。評価指標別では、Academic Reputation（学術関係者からの世評）で満点を達成した世界の8校のうちの一つであり、アジアでは唯一である。Employer Reputation（雇用者からの世評）では世界第9位等を獲得した（なお、国際化に関する留学生比率と外国人教員比率のスコアは依然として低い）。
タイムズ・ハイアー・エデュケーションによる『THE世界大学ランキング 2023-2024』（2023年度）では世界順位は29位、アジア第4位である。また、タイムズ・ハイヤー・エデュケーションがベネッセと連携して日本の大学の評価を発表している『THE世界大学ランキング日本版2023』では、3位・4位の大阪大学・東京工業大学の両大学に追い上げられながらも、辛うじて前回と同じ順位の総合第2位であった。
分野別ランキングはU.S. Newsにおいて、以下の通りであった。
- 物理学：6位
- 化学：28位
- 生物学：36位
- 数学：62位
- 材料工学：65位
- 農学：167位
- 化学工学：133位
- 電気工学：258位

### 入学試験

#### 学部入学試験
東京大学の学部入学試験は、高度経済成長期以降に激しくなった受験戦争の象徴として、日本社会に対して様々な社会的影響を与えてきた。2016年入試で初めて推薦入学制度を導入した。2023年の一般選抜 においては受験者8,487人中2,997人が合格（平均倍率2.83）、学校推薦型選抜 においては受験者179人中88人が合格（平均倍率2.03）、入学者数は特別選考を含めて3,126人であった。

#### 大学院入学試験
2023年の志願者数は8,725人、入学者数は4,530人であった。

## 沿革

### 略歴

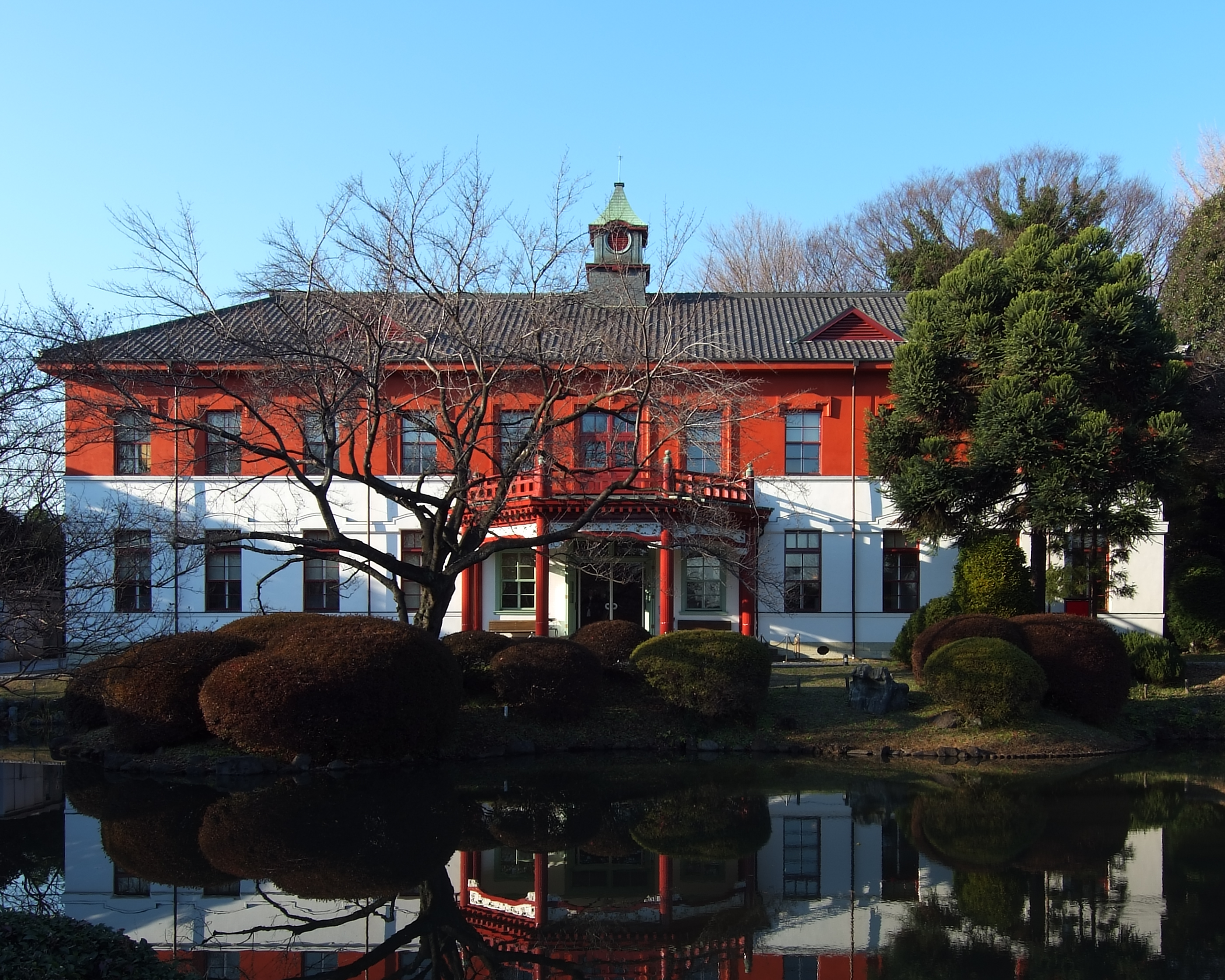
東京医学校本館（現：東京大学総合研究博物館小石川分館）

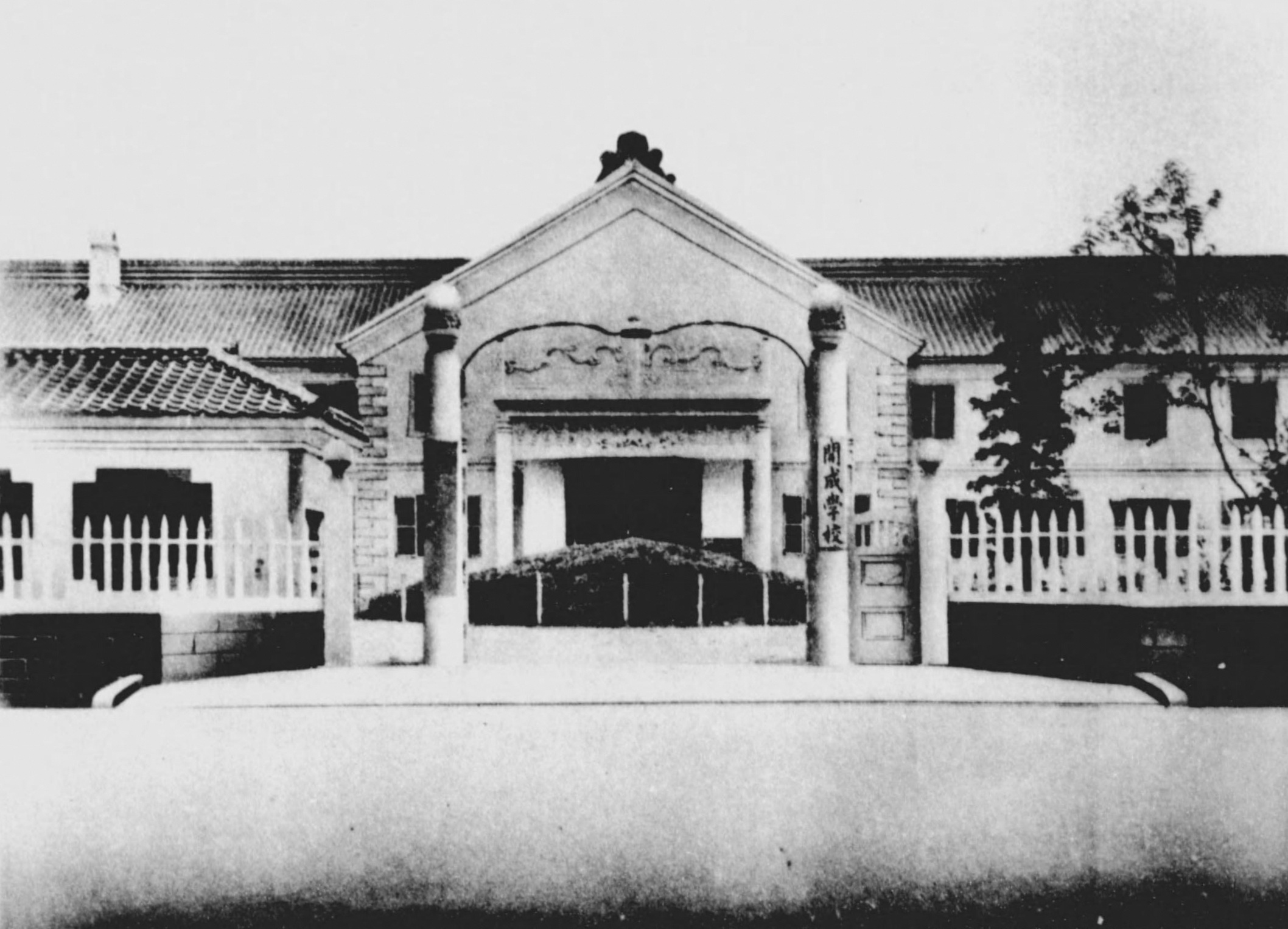
開成学校（1873年）

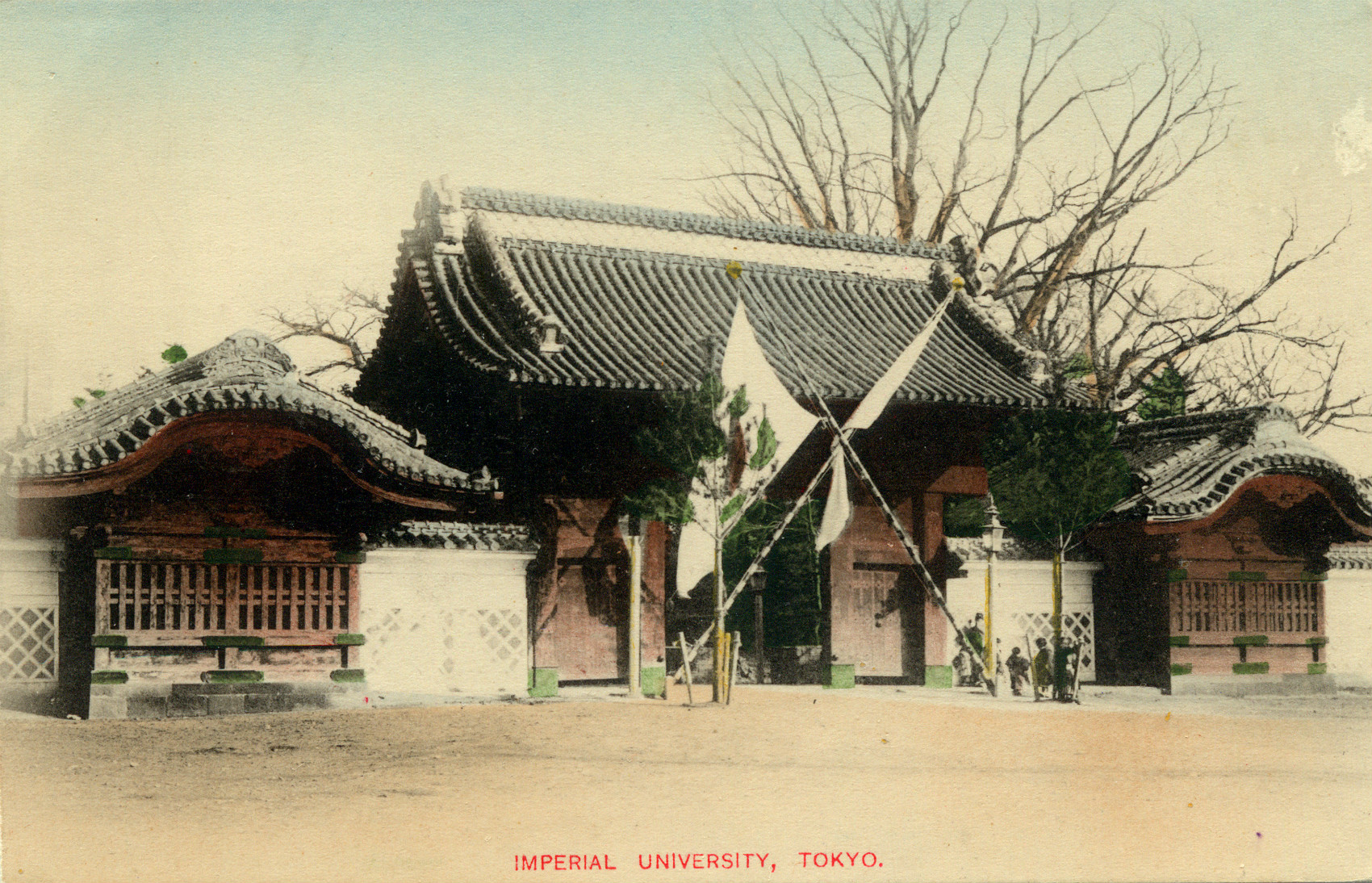
東京帝国大学赤門
（1905年1月2日）

明治維新直後に政府は旧幕府直轄だった昌平坂学問所、開成所、医学所を統合して大学校を建設した。紆余曲折を経て1871年（明治4年）に大学本校（旧：昌平坂学問所）が廃止され、開成所は南校、医学所は東校に改称。その後、東京開成学校、東京医学校への改組を経て1877年（明治10年）4月12日に至って合同することになり、文部省所管の官立東京大学が創設された。この4月12日は現在「東京大学記念日」となっており、この日に入学式が行われている。当初は法、理、医、文4学部と予備門を持ち、生徒数1,600人ほどの専門教育・普通教育機関であった。日本で初めての近代的な大学とされる。
1886年（明治19年）3月2日に帝国大学令によって帝国大学と改称するとともに、工部大学校を吸収合併して法、理、医、文、工の5分科となった。逆に予備門は分離して第一高等中学校となった。1890年（明治23年）に東京農林学校を吸収合併し、農科大学が設置された。
1897年（明治30年）6月22日には京都帝国大学創設により東京帝国大学に改称。1919年（大正8年）の大学令による改革で学部制が採用され、この際に経済学部が新設された。
第二次世界大戦後の1947年（昭和22年）9月30日に東京大学へ改称し、1949年（昭和24年）5月31日に新制国立大学に転換された。この際に第一高等学校と東京高等学校を吸収合併し、それぞれ教養学部と教育学部となった。1953年（昭和28年）4月に大学院が設置され、1958年（昭和33年）4月に薬学部が新設された。
詳細な歴史は下記年表を参照のこと。

### 年表

#### 明治

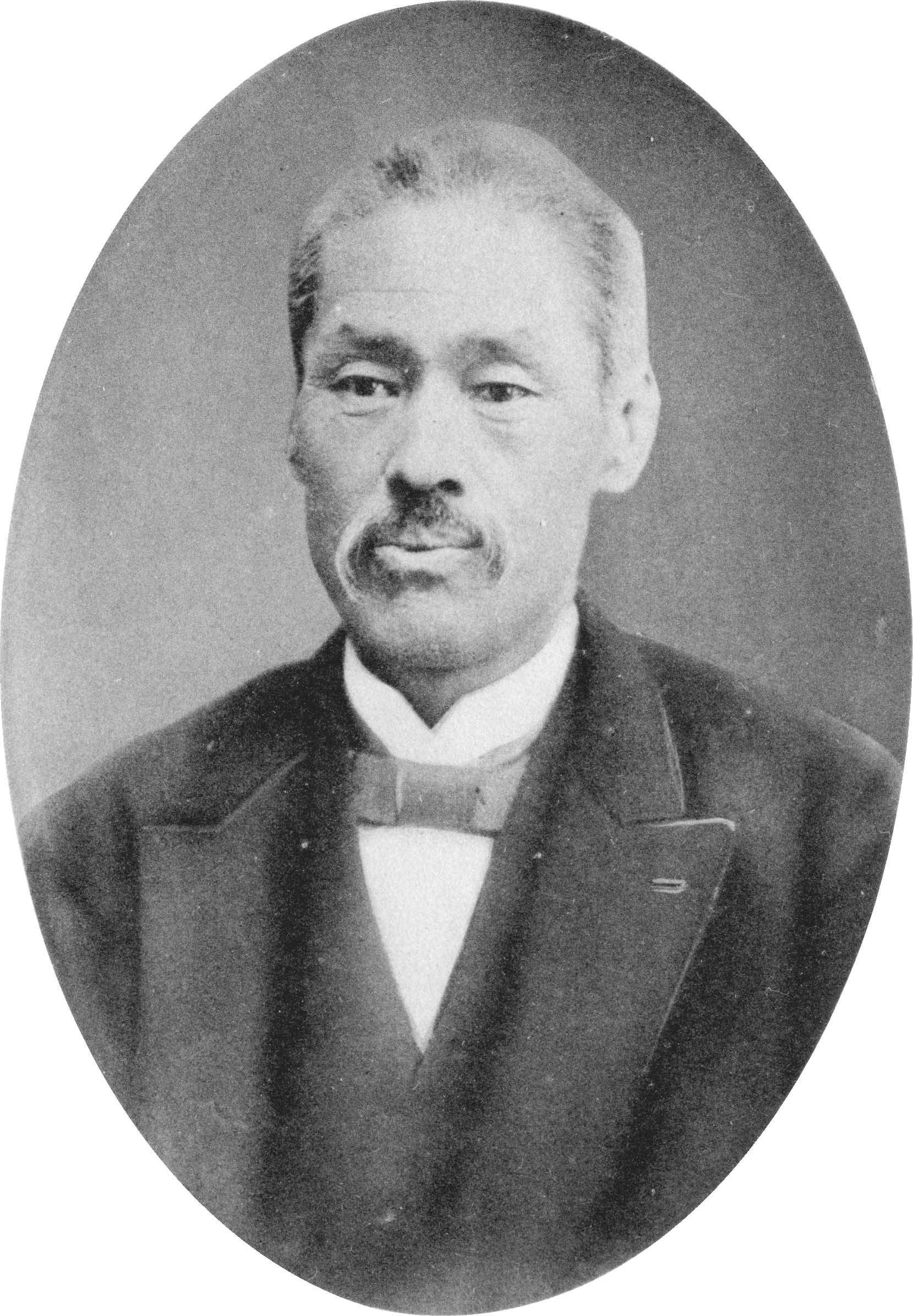
加藤弘之（旧東京大学初代綜理・帝国大学第2代総長）

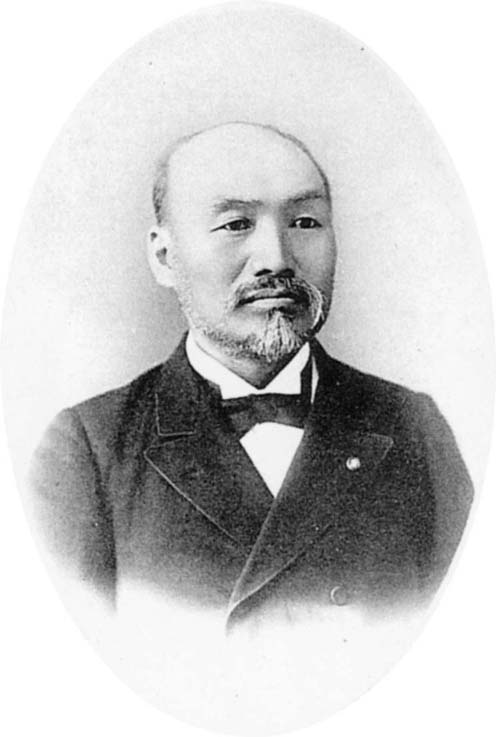
渡辺洪基（帝国大学初代総長）

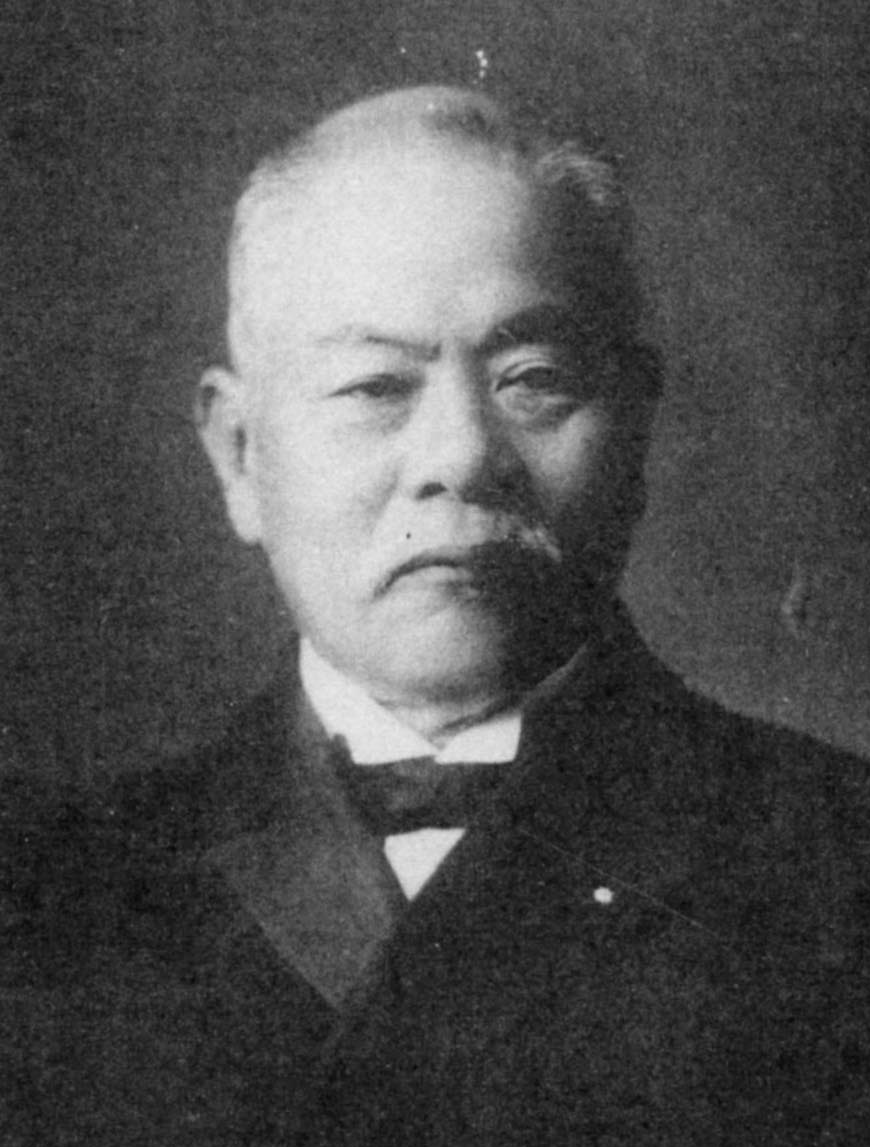
浜尾新（帝国大学第3代・東京帝国大学第8代総長）

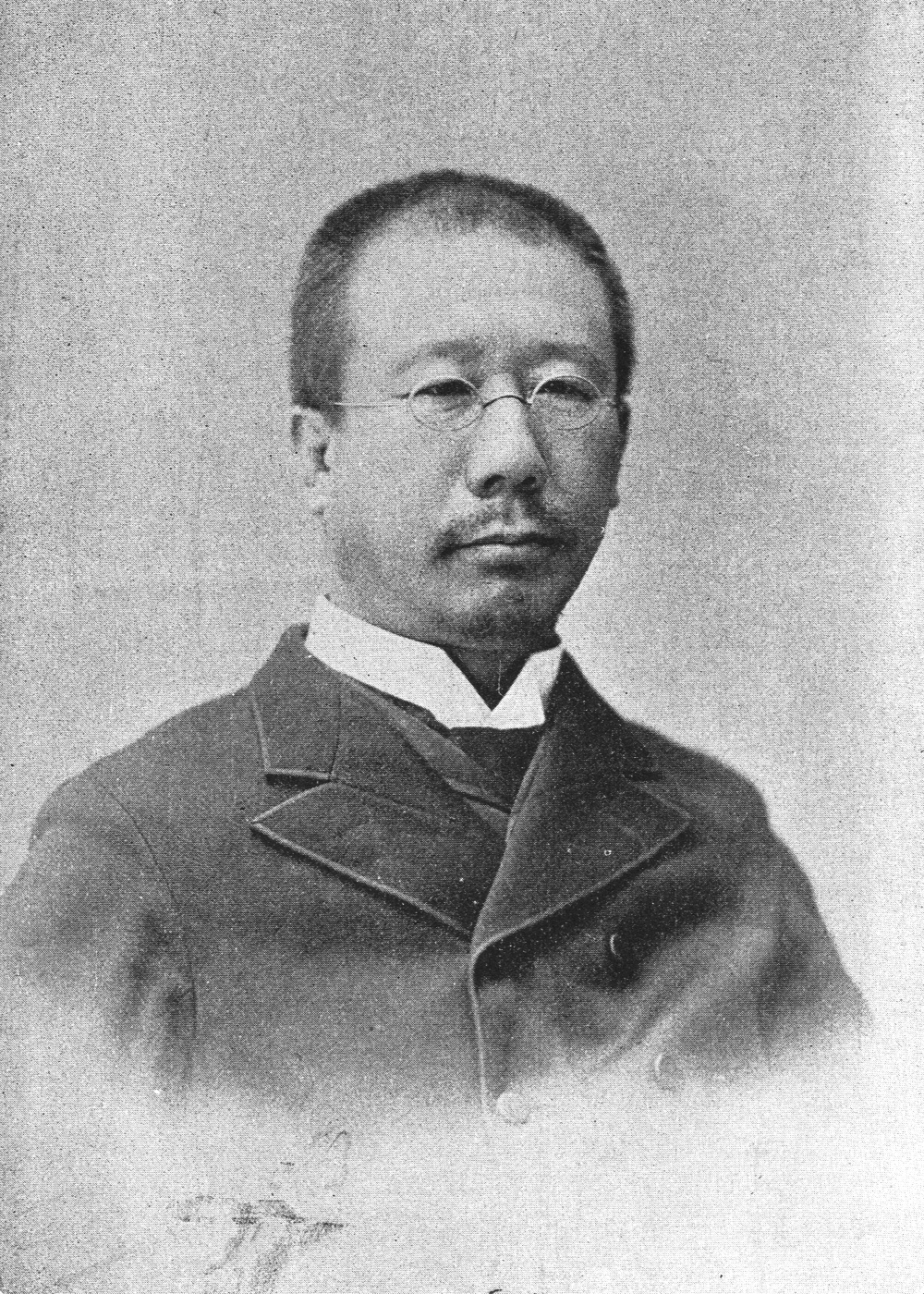
外山正一（帝国大学第4代総長）

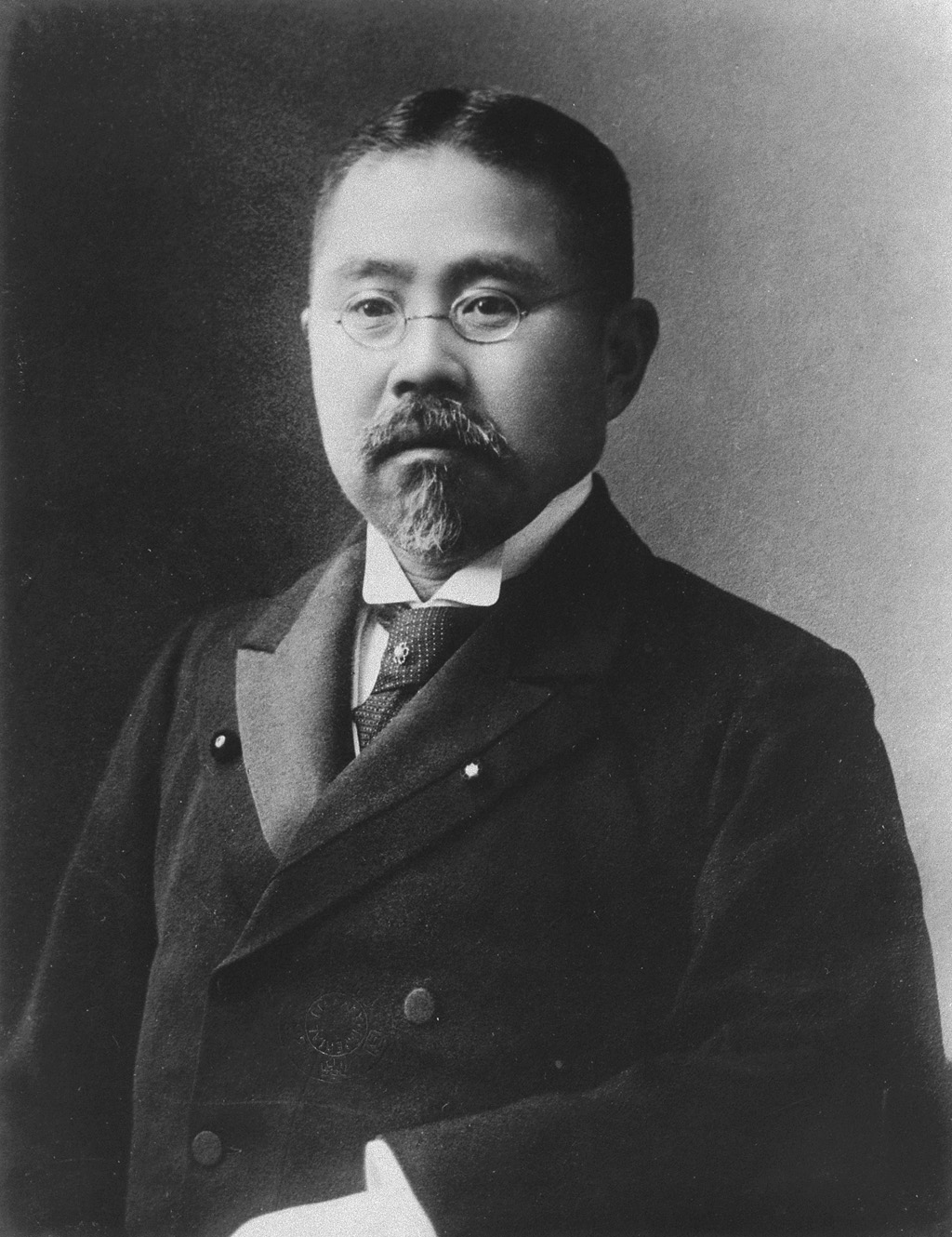
菊地大麓（東京帝国大学第5代総長）

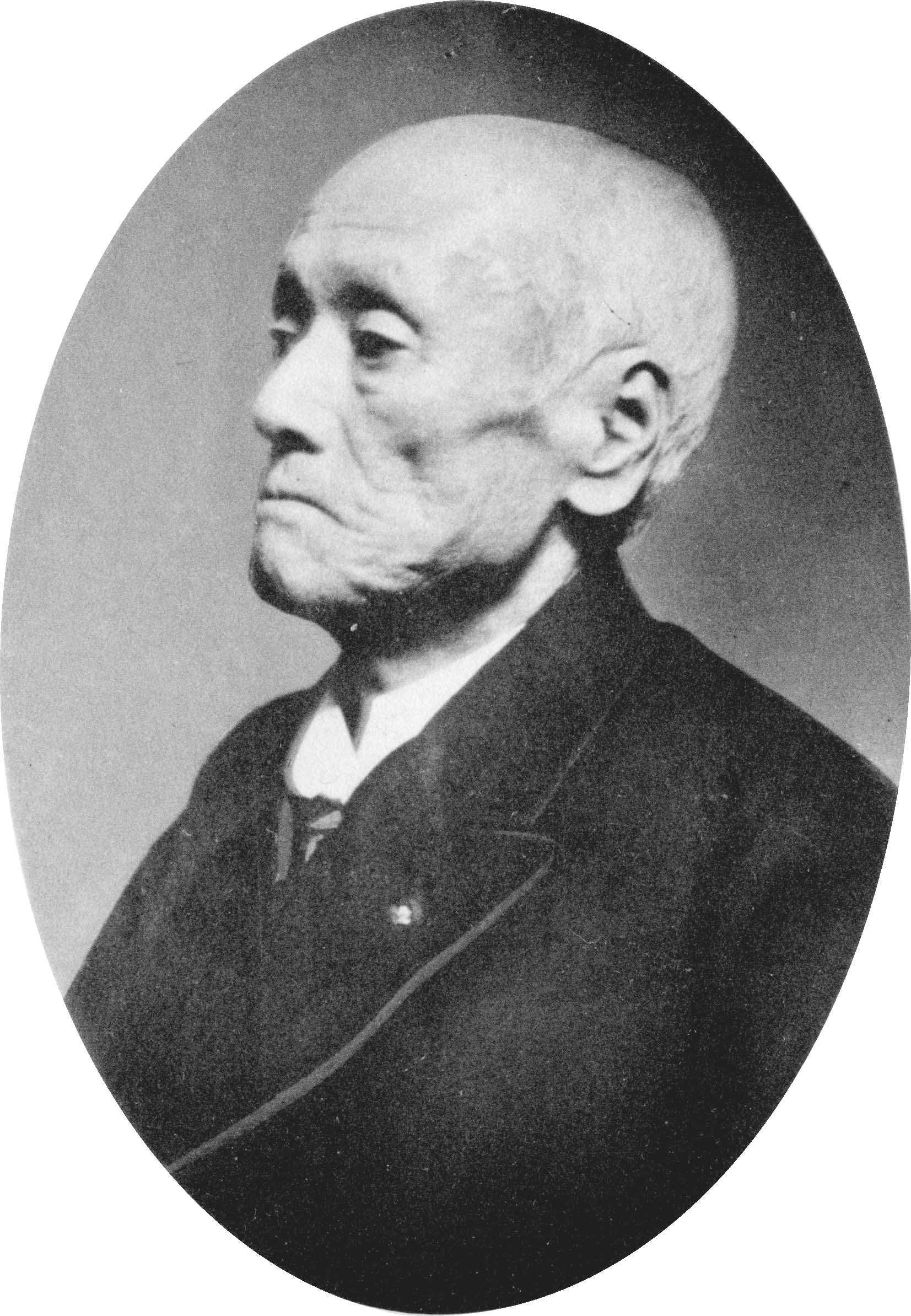
山川健次郎（東京帝国大学第6代・第9代総長）

- 1877年（明治10年）4月12日 東京開成学校と東京医学校が合併し「東京大学」が設立された[注釈 5]。
- 1878年（明治11年）12月 文部省、東京大学に学位（学士号）の授与権を与える。
- 1879年（明治12年）
  - 4月 東京大学の授与する学士号を法学士・理学士・文学士・医学士・製薬士とする。
  - 7月 法理文3学部、第1回学位授与式を挙行。
- 1880年（明治13年）8月 法理文の3学部に学士研究科を設置（大学院の前身）。
- 1881年（明治14年）
  - 6月 東京大学職制を制定（東京大学に総理を置き、4学部と予備門を統括）。
  - 8月 本科生を生徒と区別して「学生」と称する（学生呼称の起源）。諮詢会を設置（評議会・学部教授会の前身）。
- 1883年（明治16年）10月 明治十六年事件が起きた。
- 1884年（明治17年）
  - 8月 本部事務室と法学部・文学部が神田錦町から本郷本富士町（現：文京区本郷7丁目）の文部省用地に移転。
  - 10月 東京大学副総理を置く。この頃から角帽の着用が始まる。
- 1885年（明治18年）
  - 8月 予備門が東京大学の管理を解かれる（翌年第一高等中学校に改組）。
  - 9月 東京法学校（司法省法学校）を法学部に統合。理学部が神田錦町から本郷本富士町に移転。工芸学部を設置した（理学部より分割）。
  - 12月 文学部政治学科及理財学科を政治学科と改称し、法学部に移管。法学部を法政学部と改称。
- 1886年（明治19年）
  - 3月 工部大学校を統合し[注釈 6]、帝国大学令により「帝国大学」と改称[注釈 7]。総長、分科大学長、評議会を置く。同年施行の私立法律学校特別監督条規により、五大法律学校を監督下に置いた。
  - 4月 制服制帽を制定[27]。東京職工学校が帝国大学の附属学校となる（翌年分離）。
  - 7月 帝国大学運動会結成。
  - 12月 神奈川県三浦郡に臨海実験所を設立。
- 1887年（明治20年）
  - 2月 国家学会を設立。
  - 5月 学位令公布（学位は博士・大博士とし[注釈 8]、授与権者を文部大臣とする）。
  - 7月 分科大学卒業生に授与する学士号は称号とし法学士・医学士・薬学士・工学士・文学士・理学士とする。
- 1888年（明治21年）
  - 5月 初めて博士号を授与（25名）。
  - 7月 工科大学が虎ノ門から本郷本富士町へ移転。
  - 11月 理科大学附属東京天文台を設置した（麻布区飯倉）。
- 1889年（明治22年）11月 史学会を設立（翌月『史学会雑誌』創刊）。
- 1890年（明治23年）6月 東京農林学校を統合し、農科大学を設置した。
- 1891年（明治24年）8月 法科大学の修業年限を3年から4年に延長した。
- 1892年（明治25年）
  - 3月 筆禍事件により久米邦武教授が辞職。
  - 8月 帝国大学図書館竣工。
- 1893年（明治26年）
  - 8月 帝国大学官制公布（1897年廃止）。
  - 9月 各分科大学の講座制が正式に確立[注釈 9]。
- 1894年（明治27年）11月 千葉演習林を設置（日本初の大学演習林）。
- 1895年（明治28年）
  - 1月 『帝国文学』創刊（1920年終刊）。
  - 4月 文科大学に史料編纂掛を設置した。
- 1897年（明治30年）
  - 2月 農科大学で火災が発生し、本校教室の大部分を焼失した[29]。
  - 6月 京都帝国大学の設置に伴い「東京帝国大学」と改称した。
  - 8月 理科大学植物学教室が小石川植物園内に移転[30]。
- 1898年（明治31年）
  - 3月 外国人留学生の選科入学が初めて認められる[31]。
  - 5月 農科大学実科を開設。
  - 9月 入学資格者を高等学校大学予科卒業生に限定する。
  - 12月 帝国大学が授与する博士号に農学・林学・獣医学を追加。

- 1899年（明治32年）
  - 4月 農科大学に農業教員養成所を開設。

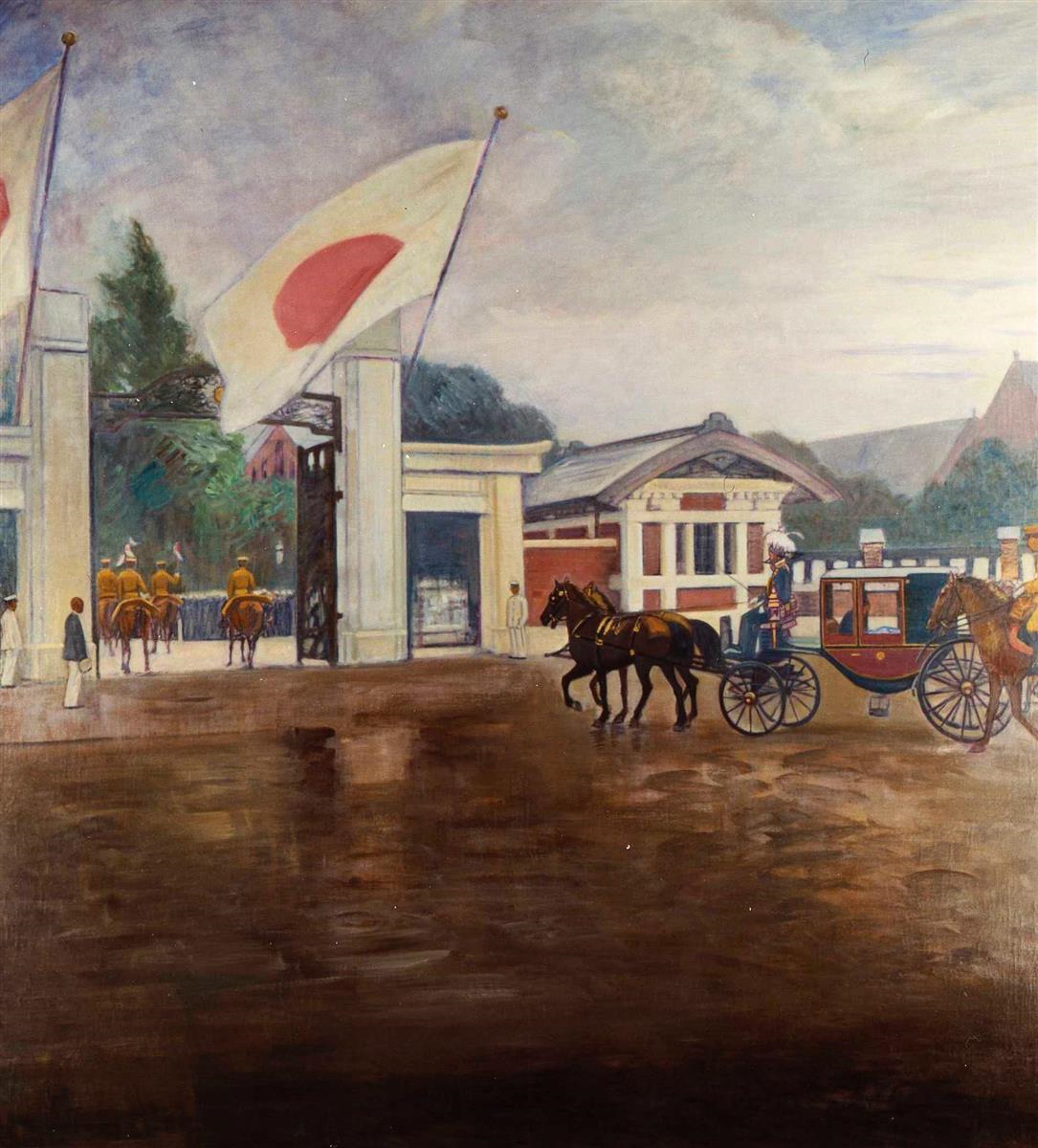
東京帝国大学行幸
（藤島武二筆、聖徳記念絵画館蔵）。
最後の行幸の際に落成直後の正門を馬車で通過した状況を描く。

  - 7月 明治天皇が初めて同大学に臨幸し、卒業式において優等生に銀時計を下賜[注釈 10][33]。
- 1902年（明治35年）11月 日光町仏岩に植物園分園を設置（1911年に現在地へ移設）[34]。
- 1905年（明治38年）8月 戸水事件が起こる。
- 1906年（明治39年）9月 外国人留学生が本科生として初めて入学。
- 1907年（明治40年）3月 帝国大学特別会計法公布。
- 1908年（明治41年）7月 法科大学に経済学科を設置した[35]。
- 1909年（明治42年）
  - 3月 東京天文台の移転用地として東京府北多摩郡三鷹村の土地を購入した[注釈 11]。
  - 6月 法科大学に商業学科を設置した[35]。
- 1910年（明治43年）
  - 4月 農科大学に水産学科を設置した[29]。
  - 10月 ドイツ人教師ハインリヒ・ヴェンティヒ（ドイツ語版、英語版）が「東京帝国大学ニ於ケル経済学教授法改良意見」を提出[注釈 12]。
- 1912年（明治45年）
  - 6月 本郷キャンパス正門を建造。
  - 7月 明治天皇が卒業式に出席（11日）。これが明治天皇にとって生涯最後の行幸となる（同月30日に崩御）[33]。

- 1910年頃 赤門
- 1910年 東京帝国大学
- 法文科大学校舎
（コンドル設計）
- 工科大学本館
（辰野金吾の初期作品）
- 理科大学本館
（山口半六設計）
- 1902年 物理研究棟
- 農科大学講堂（旧駒場農学校本校教室、1897年の火災で焼失）

#### 大正

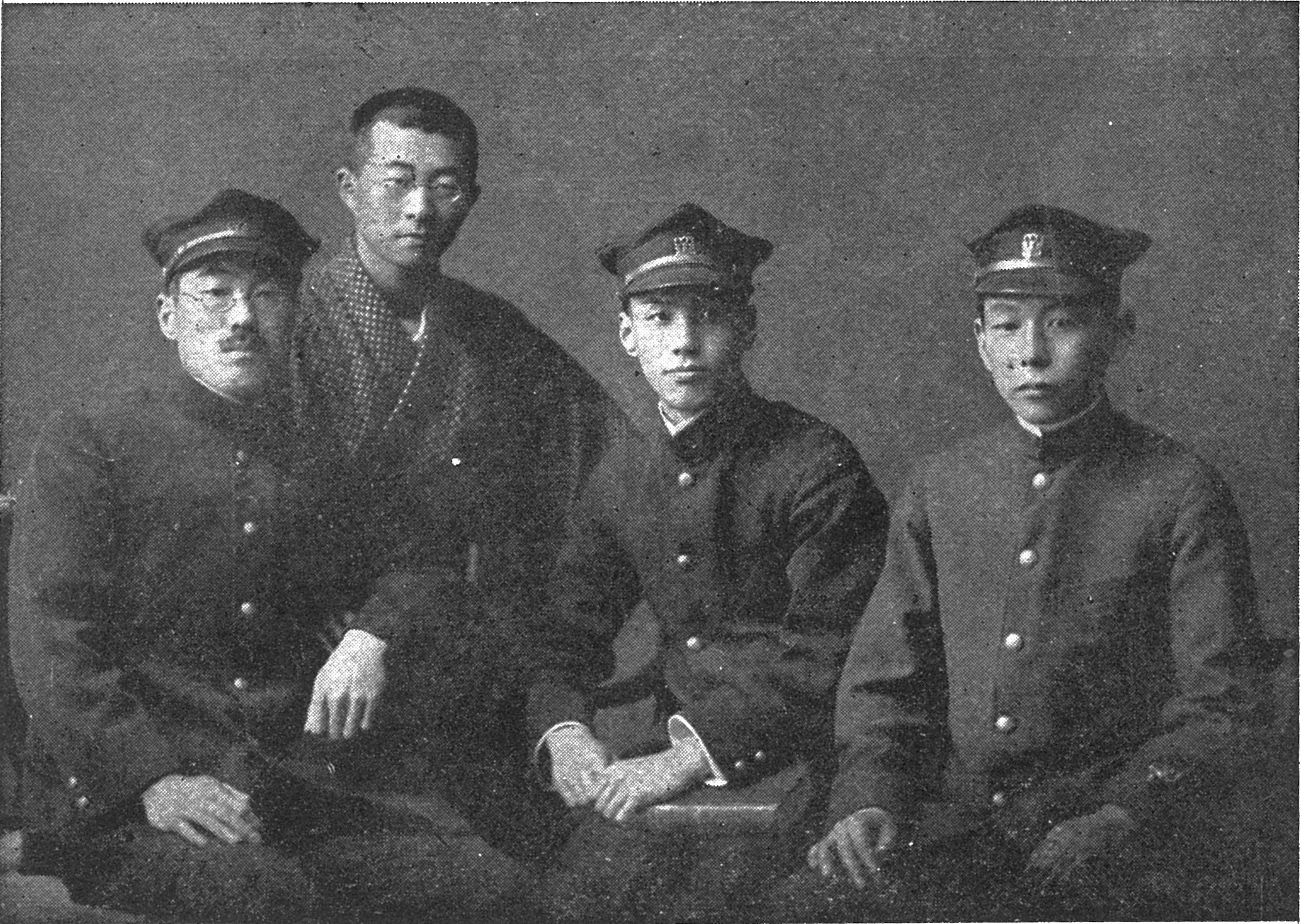
1916年頃の東大生（左から久米正雄、松岡譲、芥川龍之介、成瀬正一）

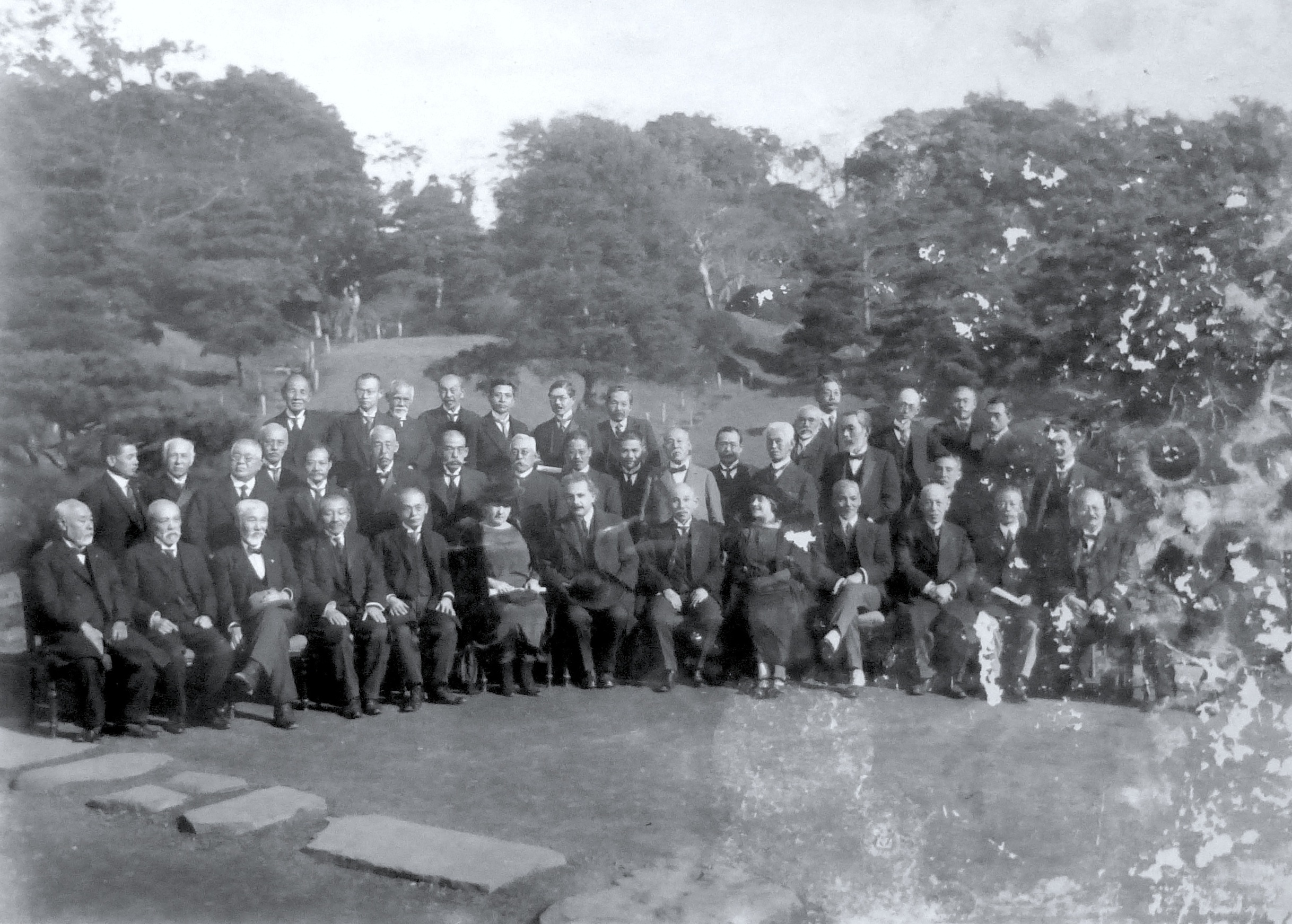
小石川植物園を訪れたアインシュタイン（1922年）

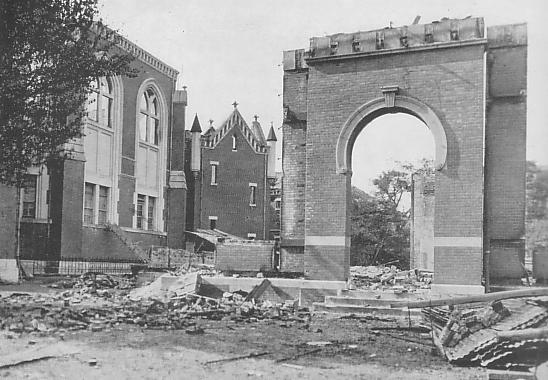
大正関東地震（関東大震災）で被災した東京帝国大学（1923年）

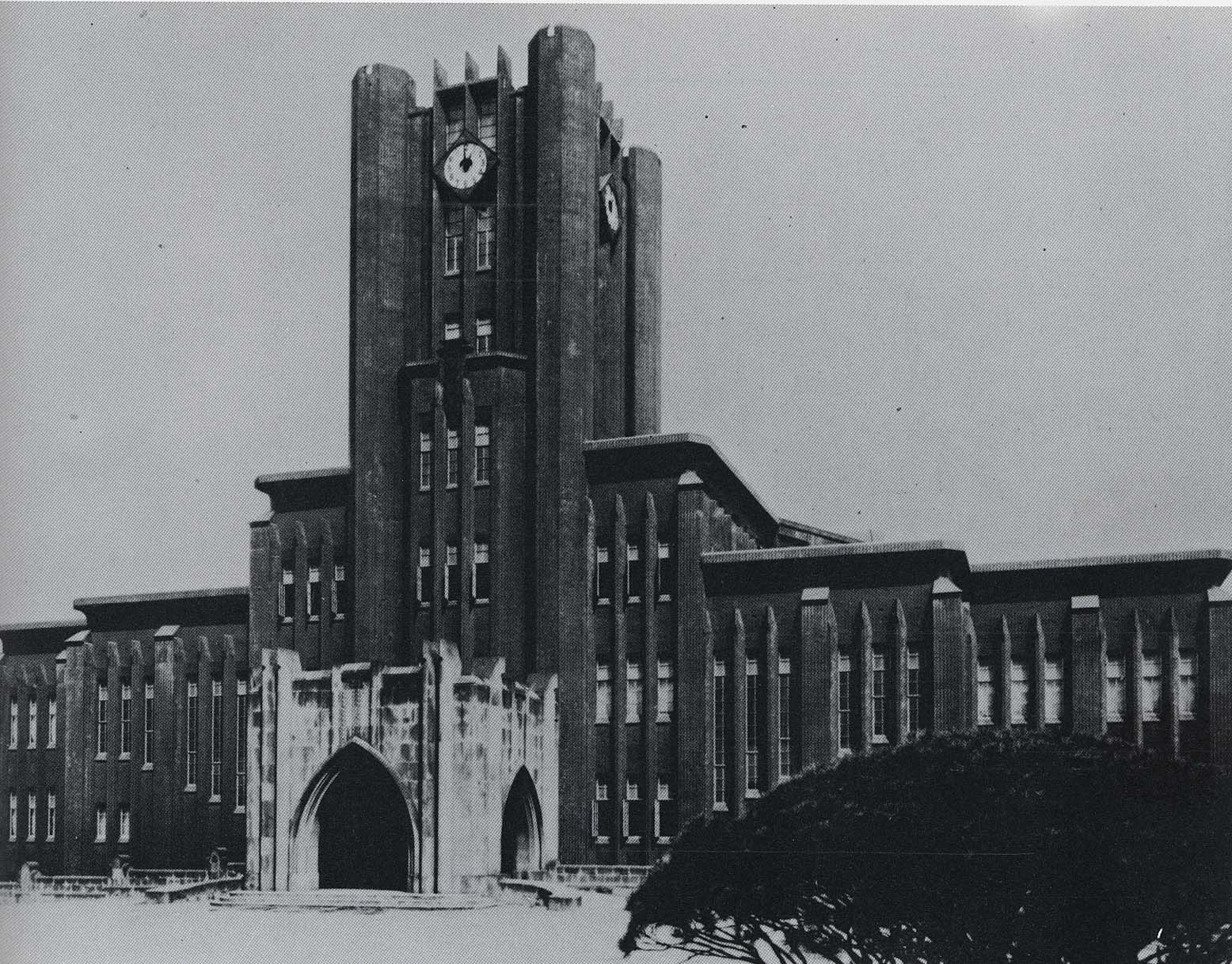
安田講堂（1925年）

- 1913年（大正2年）12月 医科大学が医学講習科（一般医師の研修機関）を設置。
- 1914年（大正3年）
  - 3月 法科大学八角講堂竣工（関東大震災で焼失）。
  - 7月 法科大学の修業年限を4年から3年に短縮した[37]。
- 1916年（大正5年）
  - 1月 吉野作造教授が『中央公論』で「憲政の本義を説いて其有終の美を済すの途を論ず」を発表。
  - 4月 伝染病研究所を設置した。
- 1918年（大正7年）
  - 4月 航空研究所を設置した（7月深川区越中島に移転）。
  - 7月 理科大学、海軍大学校選科生の入学許可。
  - 11月 工科大学、航空学科を設置。
  - 12月 緑会弁論部学生らにより新人会結成（1929年に解散）。
- 1919年（大正8年）
  - 1月 森戸事件が起こる。
  - 2月 分科大学制を廃し学部を設置。法・医・工・文・理・農各学部のほか経済学部を新設。
  - 7月 総長公選制を導入し、山川健次郎が公選総長となる。
  - 9月 ILO代表問題で高野岩三郎教授が辞職[注釈 13]。
- 1920年（大正9年）
  - 2月 学部通則を制定。聴講生規程を新設し、女子聴講生の入学許可（9月文学部に32名入学）[39]。
  - 10月 法学部の憲法講座が2講座制となる（美濃部達吉教授が憲法第二講座を兼担）[40]。
  - 11月 東京帝国大学学位規則を制定。授与学位を法学・医学・薬学・工学・文学・理学・農学・経済学の8種とし、林学・獣医学は農学博士に一本化。
  - 12月 『帝国大学新聞』創刊。
- 1921年（大正10年）4月 学年暦を4月1日から翌年3月31日までとする。東京帝国大学記念日を3月1日から4月12日に変更。
- 1922年（大正11年）11月 新人会が中心となり学生連合会（学連）が結成される[注釈 14]。
- 1923年（大正12年）
  - 5月 学友会が成立。第1回大園遊会を開催（五月祭の起源）。
  - 9月 関東大震災により甚大な被害を受ける。図書館の全焼により約75万冊の蔵書が焼失した[41]。
  - 11月 東京帝国大学の代々木移転断念[注釈 15]。
  - 12月 理学部に地震学科を設置。東京帝大セツルメント創立（1938年閉鎖）。
- 1924年（大正13年）11月 上杉慎吉教授らにより七生社を結成[43]。
- 1925年（大正14年）
  - 1月 ジョン・ロックフェラーが震災で被災した図書館に400万円を寄付[44]。
  - 3月 農学部に農業経済学科を設置。
  - 7月 安田講堂が落成した。
  - 9月 野球部が東京六大学野球連盟に正式加盟。
  - 11月13日 地震研究所を設置した。
- 1926年（大正15年）8月 前田侯爵邸地を入手（駒場の農学部用地の一部と土地交換）。

#### 昭和（旧制）
- 1927年（昭和2年）

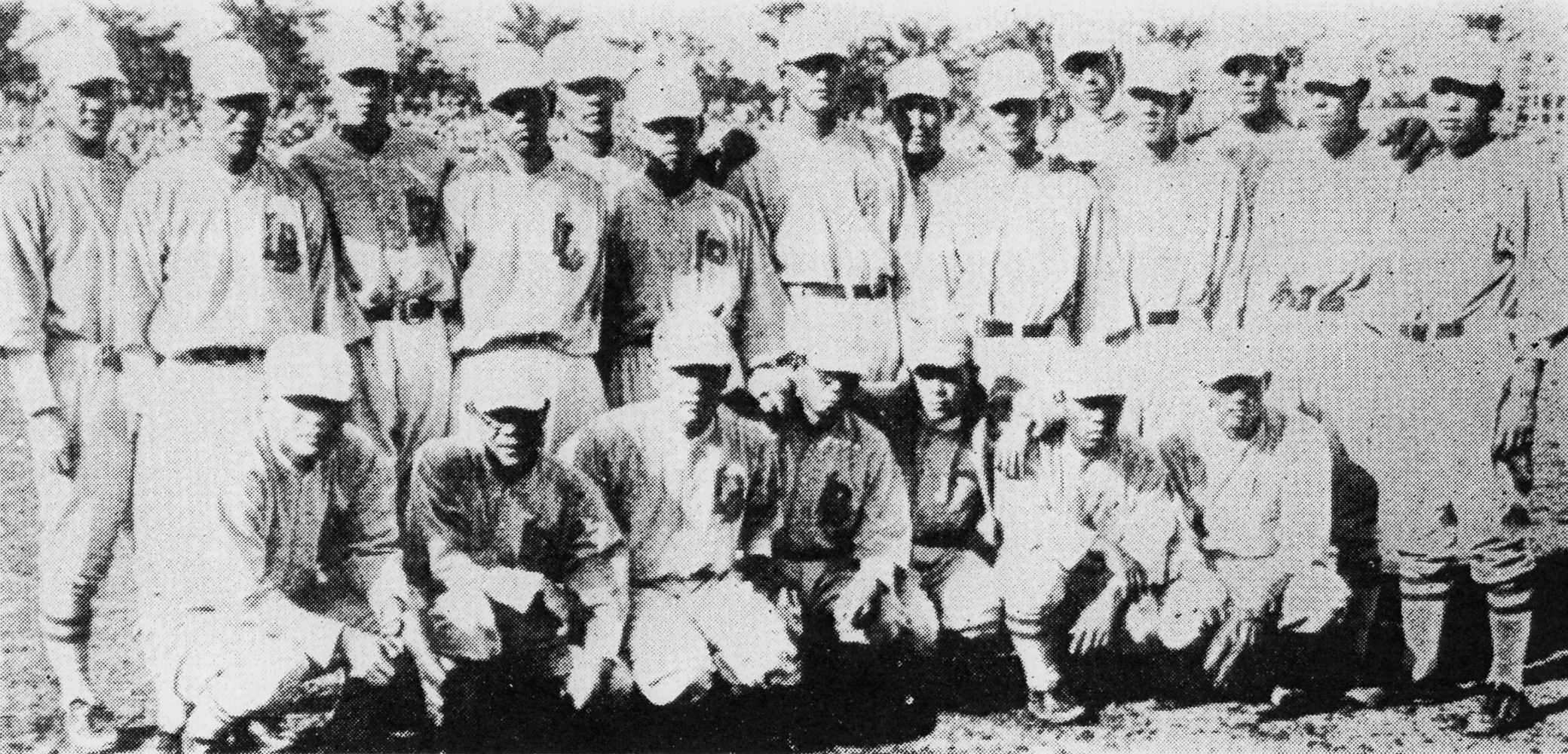
1930年春の東京帝大野球部

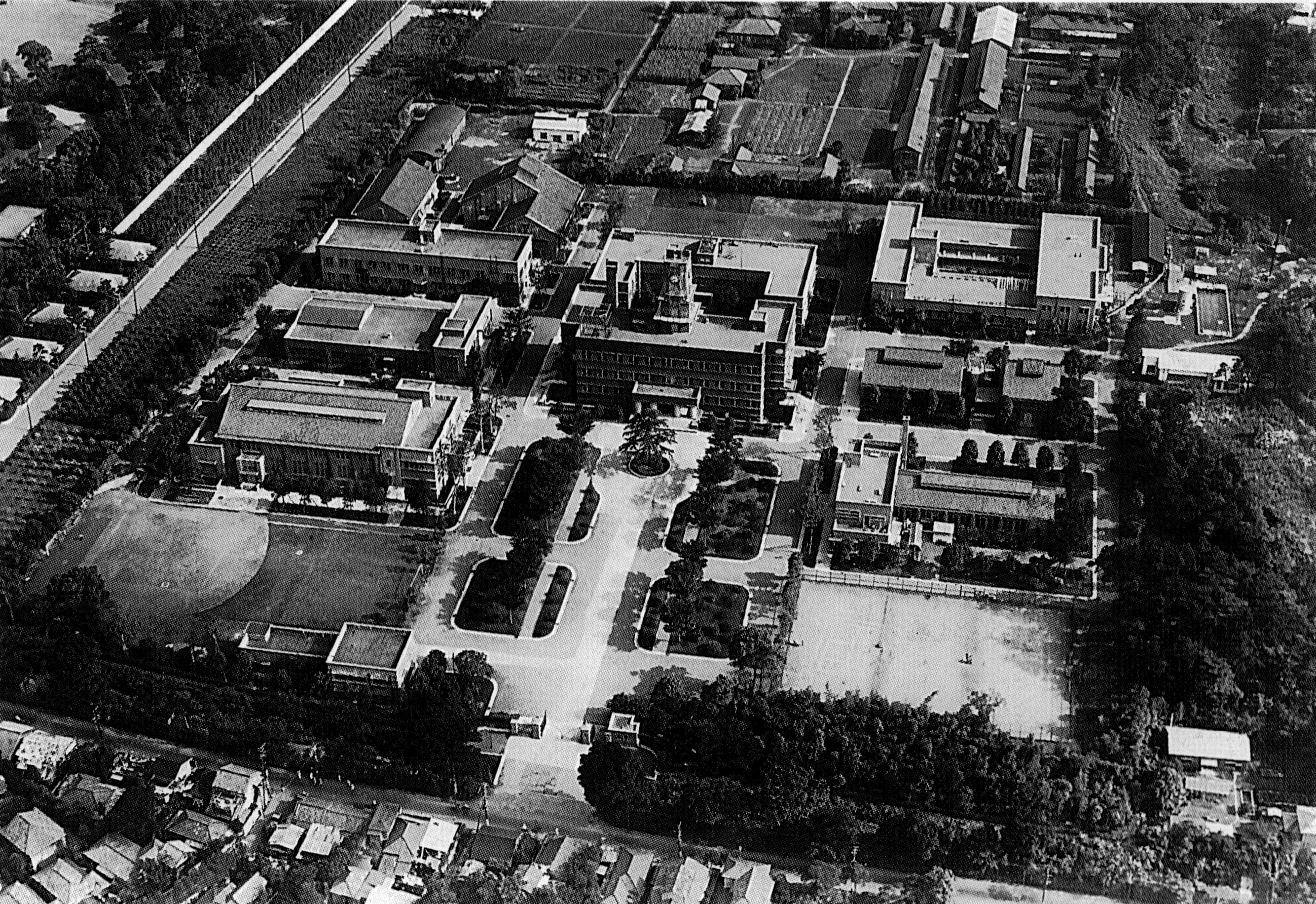
航空研究所（1935年頃）

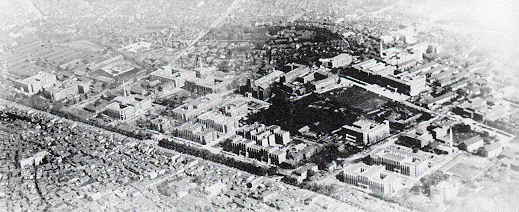
本郷キャンパス（1936年）

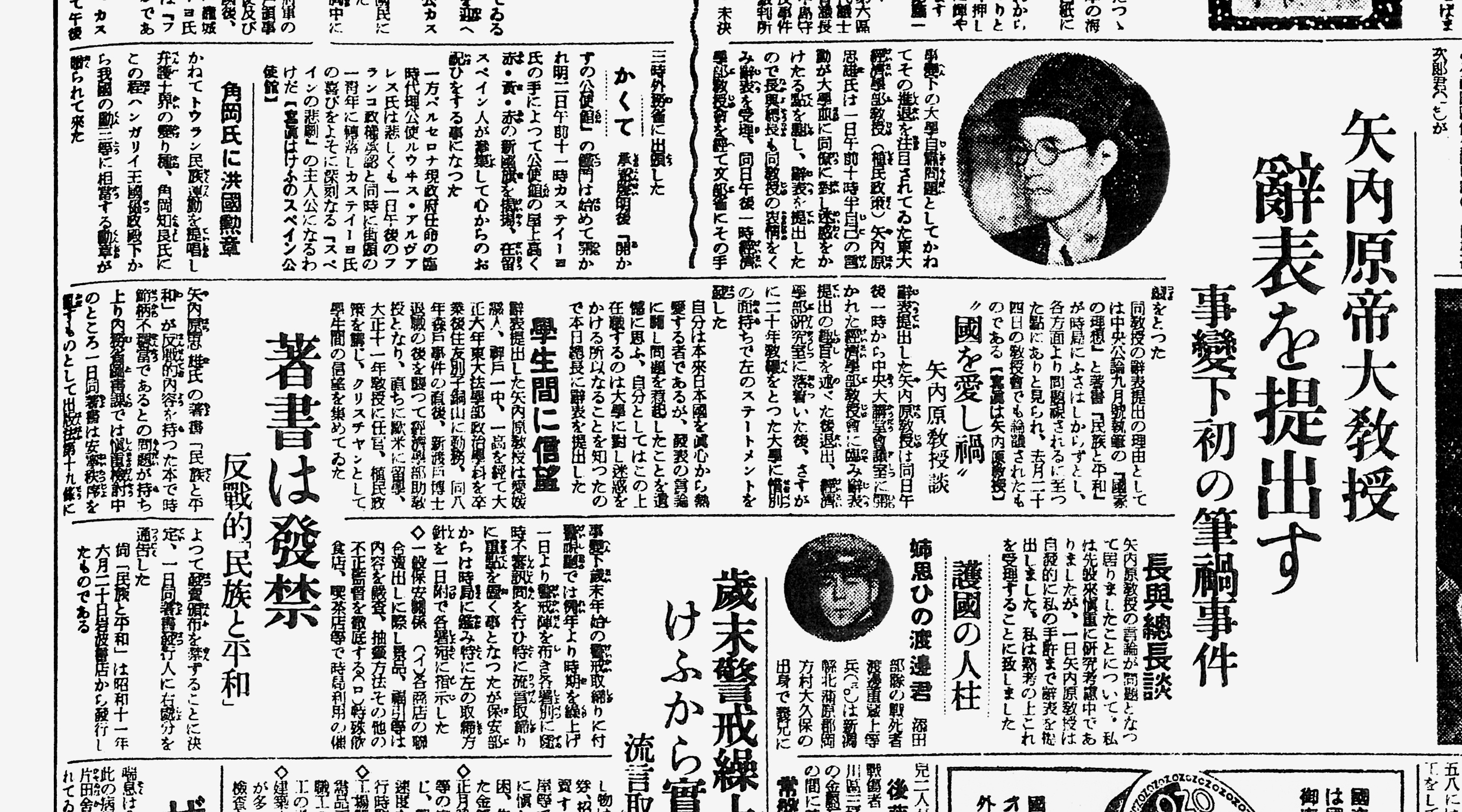
矢内原忠雄（のちの第16代総長）の辞職を報じる『東京朝日新聞』（1937年12月2日付夕刊2面）

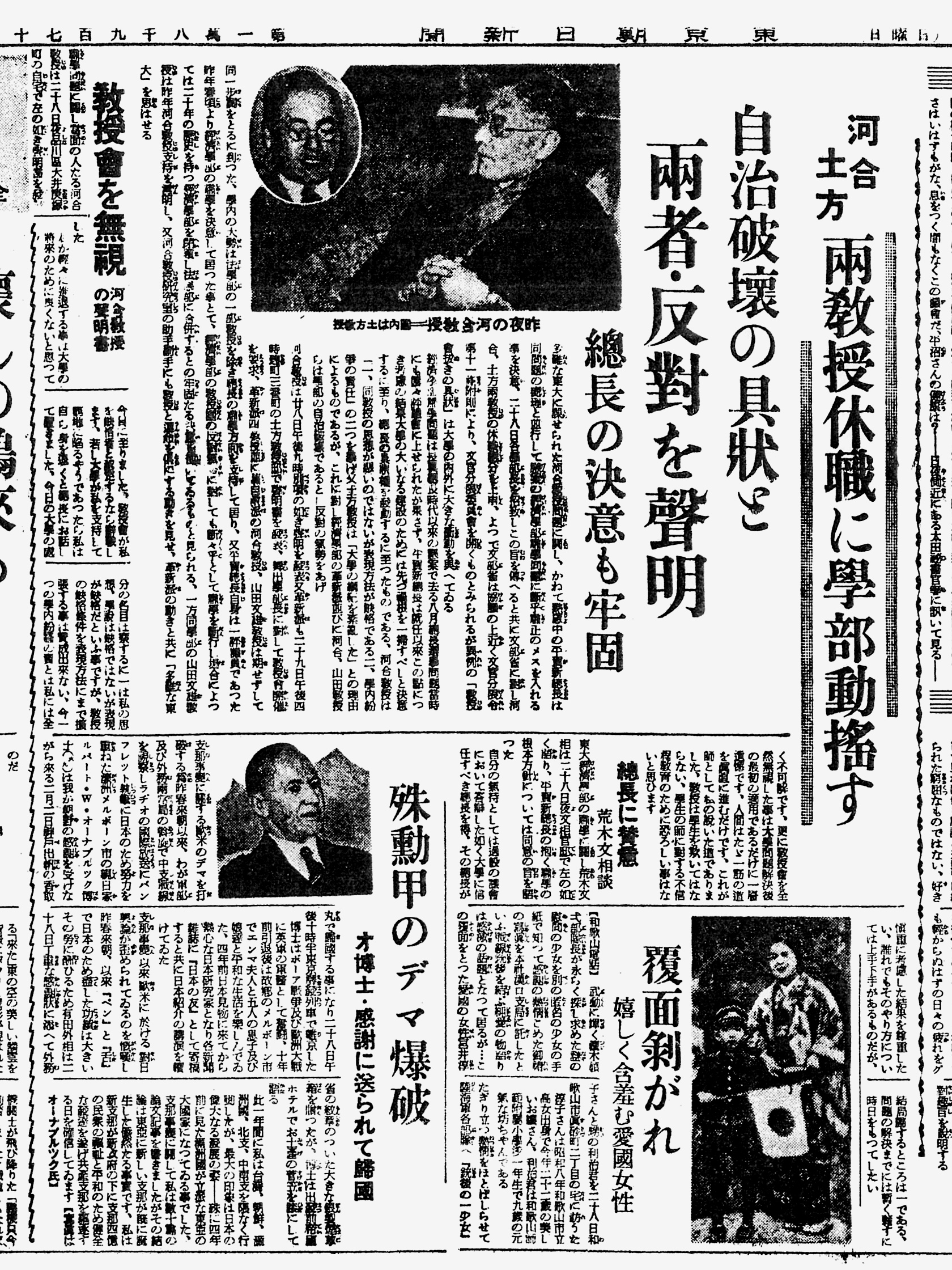
平賀粛学を報じる『東京朝日新聞』（1939年1月29日付朝刊11面）

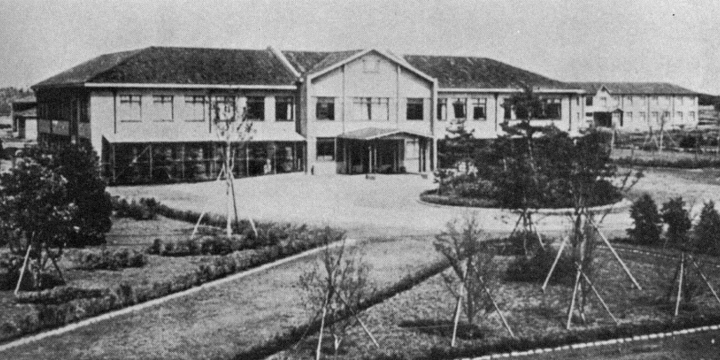
第二工学部本部事務室

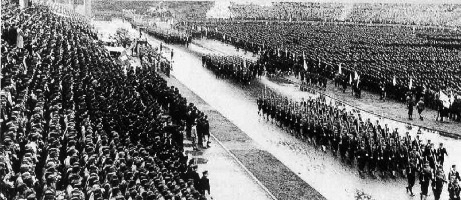
出陣学徒壮行会（東京帝大を先頭に東京・神奈川・千葉・埼玉各都県の大学・高校・専門学校計77校の出陣学徒が行進した。1943年10月。）

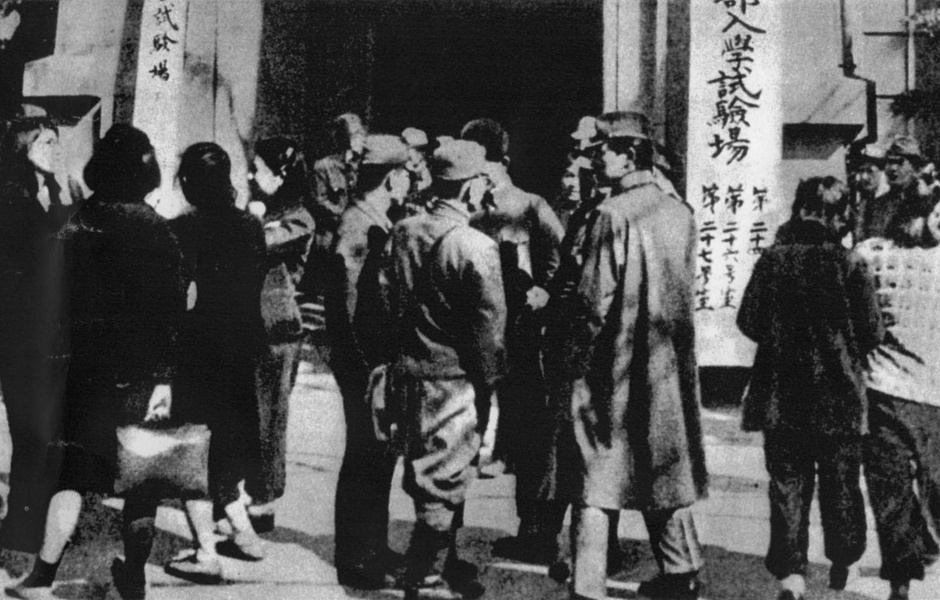
戦後最初の東京帝国大学入学試験（1946年4月）

  - 2月 宮武外骨らにより明治新聞雑誌文庫を設立[45]。
  - 12月 航空研究所が越中島から農学部敷地西端（現在の駒場IIキャンパス）に移転開始（1930年移転完了）[46]。
- 1928年（昭和3年）
  - 1月 高等学校弁論大会擁護演説会をめぐって七生社と新人会が衝突する（七生社事件）[47][48]。
  - 3月 三・一五事件により新人会関係者十数名が検挙される[49]。学友会解散。全学合同卒業式が復活。
  - 11月 東京学生消費組合の一支部として赤門学生消費組合を設立[50]（40年2月強制解散）[51]。
  - 12月 ジョン・ロックフェラー2世からの寄付により[52]新図書館が完成した。
- 1929年（昭和4年）
  - 3月 大学本部が安田講堂内に移転した。
  - 7月 史料編纂掛を史料編纂所と改称した。
  - 10月 文学部内に新聞研究室を開設（新聞研究所の前身）。
- 1931年（昭和6年）12月 赤門が国宝に指定される。
- 1934年（昭和9年）9月 文学部内に神道講座を新設[注釈 16]。
- 1935年（昭和10年）
  - 2月 貴族院で美濃部達吉名誉教授の天皇機関説が攻撃される（4月著書発禁）。
  - 4月 農学部実科が東京高等農林学校として分離独立（現：東京農工大学）。
  - 7月 農学部が一高と用地を交換し、本郷に移転。
  - 9月 理学部植物学教室が小石川植物園から本郷に移転[53]。
- 1936年（昭和11年）7月 農学部附属水産実験所を設置[54]。
- 1937年（昭和12年）
  - 4月 農学部附属農業教員養成所が東京農業教育専門学校として分離独立（東京教育大学農学部の前身）。
  - 10月 東大球場竣工[55]。
  - 12月 経済学部の矢内原忠雄教授が辞職（矢内原事件）。
- 1938年（昭和13年）
  - 1月 文学部内に日本思想史講座[注釈 16]と考古学講座を新設。
  - 2月 第2次人民戦線事件により大内兵衛教授らが検挙される。
  - 5月 航研機が長距離飛行の世界記録を樹立。
  - 7月 検見川総合運動場建設のため学生の集団勤労作業を実施。
  - 12月 七徳堂（柔剣道場）落成式を挙行。
- 1939年（昭和14年）
  - 1月 平賀粛学により、経済学部が壊滅状態となる。
  - 5月 臨時附属医学専門部を設置。
- 1941年（昭和16年）
  - 3月 特設防護団規程を制定（9月報国隊に包摂。終戦後廃止）。
  - 4月 向ヶ丘弥生町の民有地を購入（～1943年。現在の浅野キャンパス）。全学会発足（終戦後解散）。
  - 11月 東洋文化研究所を設置。
- 1942年（昭和17年）3月 千葉県千葉市に第二工学部を設置[注釈 17]。
- 1943年（昭和18年）10月 大学院特別研究生制度実施（1958年廃止）[56]。出陣学徒壮行会に参加（明治神宮外苑競技場）。
- 1944年（昭和19年）1月 南方自然科学研究所を設置した。
- 1945年（昭和20年）
  - 1月 輻射線化学研究所を設置した。
  - 3月 東京大空襲により懐徳館（旧前田邸）が焼失。
  - 7月 千葉空襲により第二工学部校舎が被災[57]。
  - 8月 敗戦により戦時的学科・講座の改廃に関する討議が始まる。
  - 9月 GHQとの交渉により本郷キャンパスの接収回避。
  - 11月 戦前の諸事件で教壇を追われていた経済学部教授7名が復職。図書館・研究室における禁示図書の閲覧解禁。
- 1946年（昭和21年）
  - 3月 南方自然科学研究所を改組して立地自然科学研究所を設置、航空研究所を改組して理工学研究所を設置した。
  - 4月 戦後最初の入学試験を実施。女子、専門学校、高等師範学校出身者にも門戸開放。
  - 5月 戦後最初の入学式を挙行。女子学生19名が入学[58]。
  - 6月 東京帝国大学協同組合を設立（戦後最初の大学生協）[51]。野球部が同年春季の六大学リーグ戦で史上最高の2位を記録。
  - 8月 社会科学研究所を設置した。
- 1947年（昭和22年）
  - 5月 五月祭の際に応援部が正式に発足（活動自体は前年秋の六大学野球リーグから開始）。
  - 6月 新大学制実施準備委員会発足。
  - 9月 帝国大学令は国立総合大学令と改題され、東京帝国大学から「東京大学」に改称した。
- 1948年（昭和23年）
  - 6月 東大マーク（旧）を制定[59]。
  - 7月31日 - 新制東京大学への認可申請書を文部省に提出（9月9日に第2回提出）。

#### 昭和（新制）
- 1949年（昭和24年）

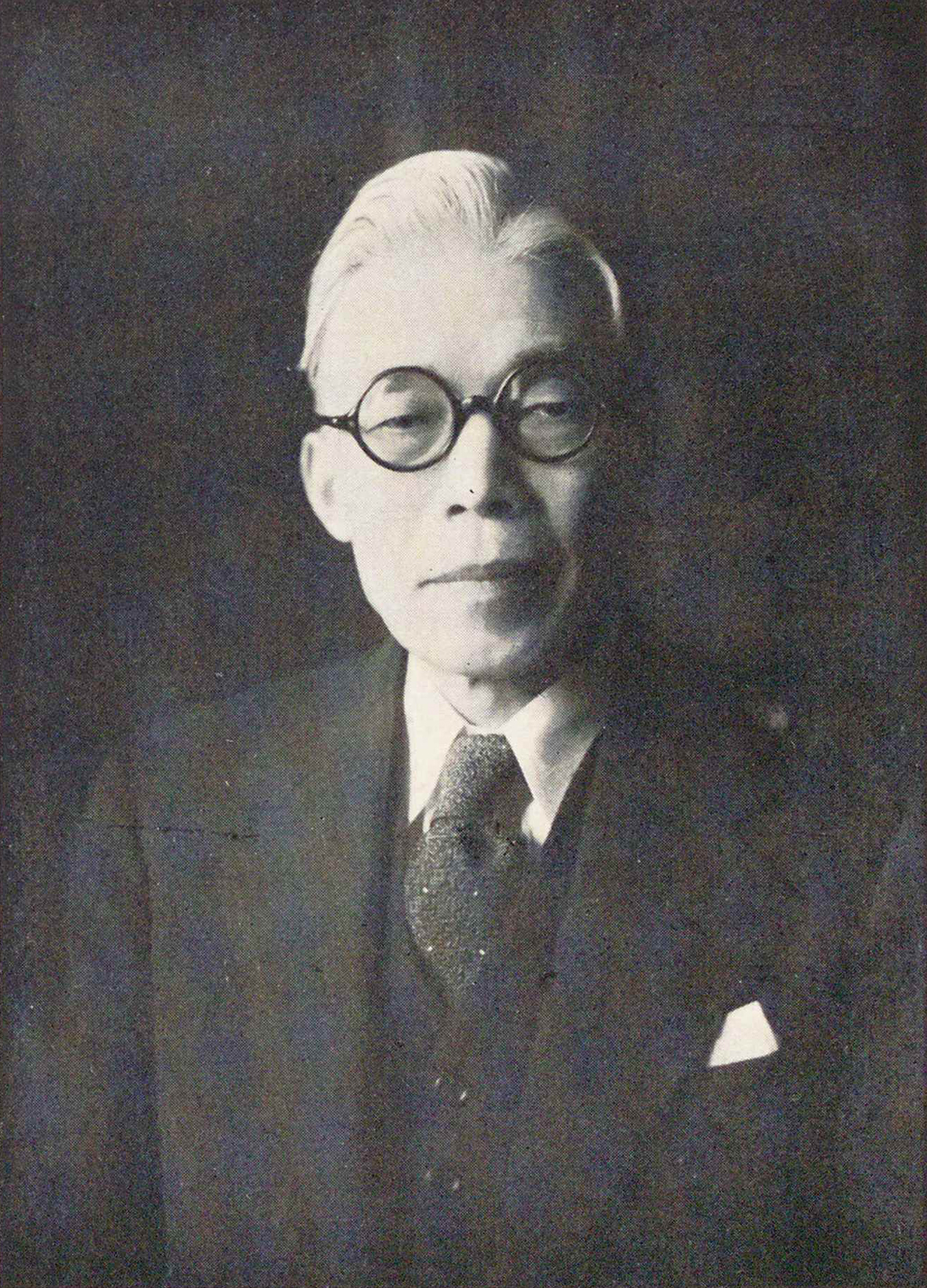
南原繁（戦後初代の東大総長〈第15代〉）

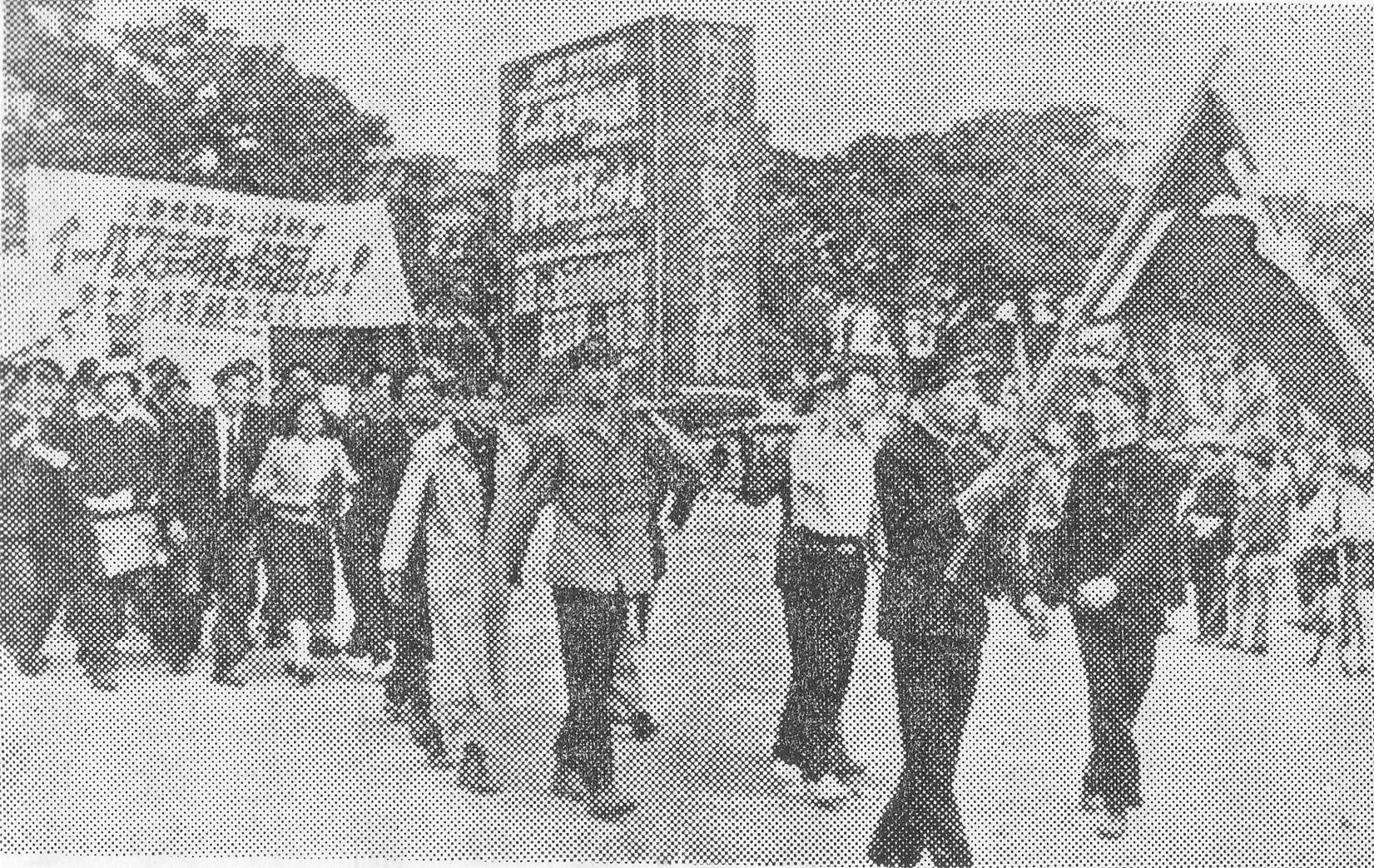
イールズ声明反対闘争（1950年）

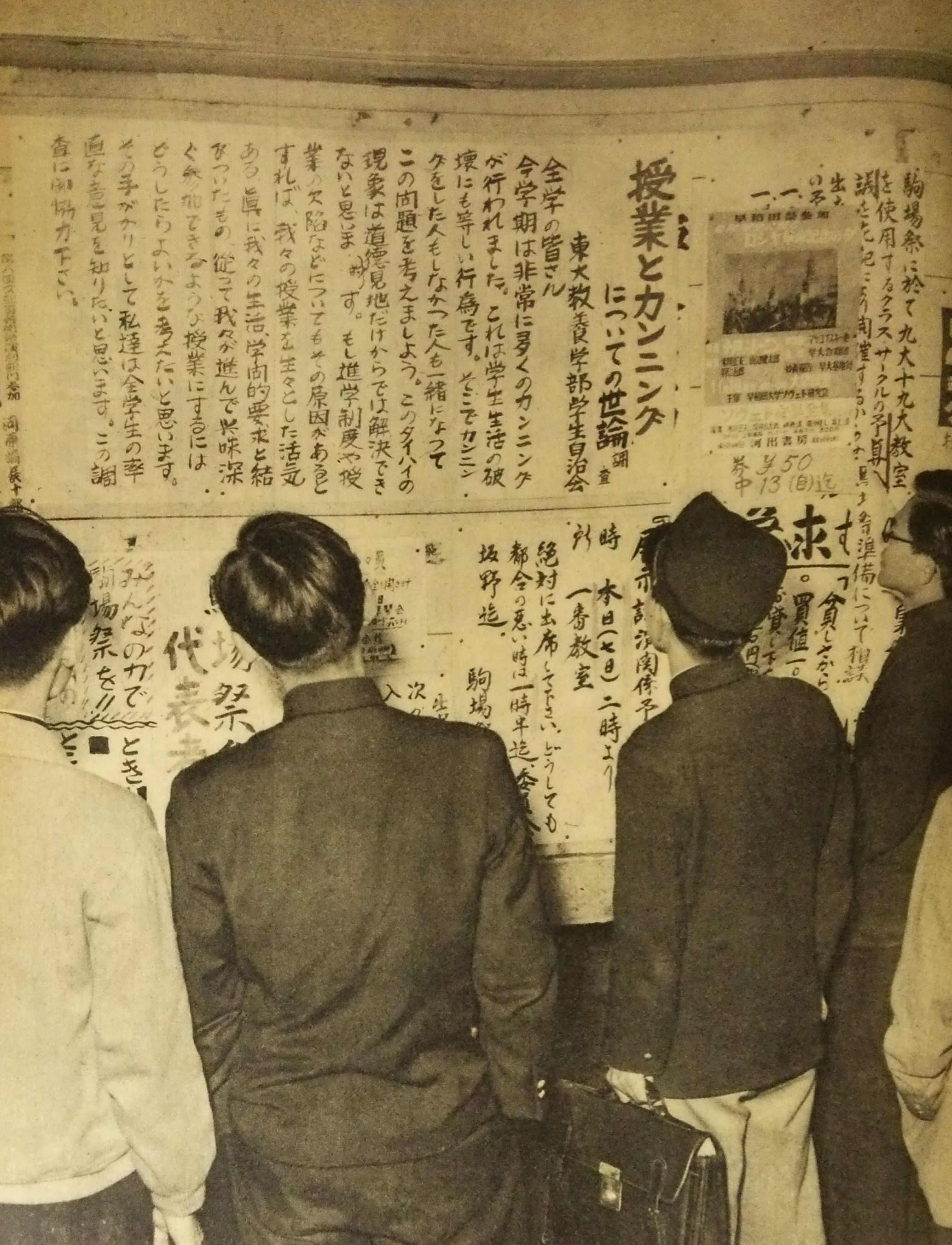
壁新聞を眺める東大生（1953年）

  - 5月 新制東京大学発足。法・医・工・文・理・農・経済各学部のほか教養学部と教育学部を新設。従来からの旧制東京大学・旧制附属医学専門部・旧制第一高等学校・旧制東京高等学校高等科を包括[注釈 18]。新聞研究所を設置。
  - 7月 新制東京大学最初の入学式を挙行。
  - 11月 生産技術研究所開所（千葉市の二工キャンパス内）。
- 1950年（昭和25年）
  - 2月 旧制東京大学最後の入学試験を実施。
  - 3月 輻射線化学研究所を廃止。
  - 5月 文学部附属の史料編纂所を東京大学附置研究所（東京大学史料編纂所）とする。南原繁総長と吉田茂総理大臣との間で「曲学阿世」論争。
  - 7月 乗鞍コロナ観測所開設。
  - 11月 第1回駒場祭を開催。
- 1951年（昭和26年）
  - 3月 教育学部附属中学校・高等学校を設置、第一工学部、第二工学部を改組[注釈 19]。東京大学出版会を設立。
  - 4月 教養学部後期課程として教養学科を設置。
- 1952年（昭和27年）
  - 2月 東大ポポロ事件発生。
  - 3月 旧制附属医学専門部と立地自然科学研究所を廃止。
  - 10月1日 東京大学創立75年記念の切手が1種（10円）が発行された。
- 1953年（昭和28年）
  - 1月 第1回東京大学公開講座を開催。
  - 3月 旧制最後・新制最初の卒業式を挙行[61]。新制の大学院を設置（人文科学・社会科学・数物系・化学系・生物系の5研究科）。
  - 7月 応用微生物学研究所、宇宙線観測所（全国共同利用研究所）を設置。

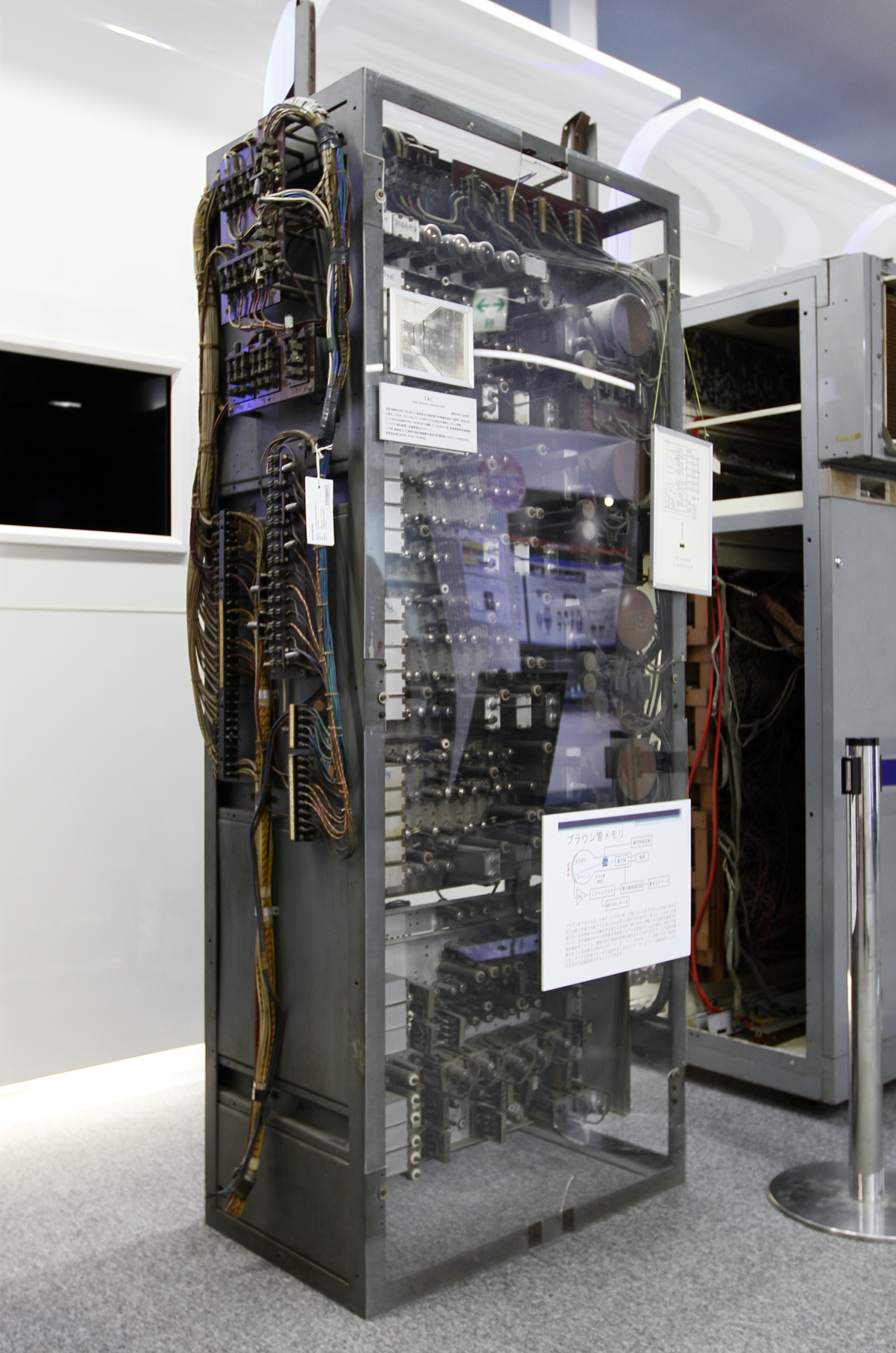
TAC 1959

- 1955年（昭和30年）3月 教育学部・社会科学研究所・新聞研究所の教室および研究室を新築。全国共同利用研究所として原子核研究所を設置。
- 1956年（昭和31年）9月 イラク・イラン遺跡調査団本隊出発（～1966年。団長は江上波夫教授）。
- 1957年（昭和32年）
  - 4月 全国共同利用研究所として物性研究所を設置。東京大学学位規則を制定[62]。
  - 9月 糸川英夫教授らにより初の国産ロケット「カッパー4C型」の発射に成功。
- 1958年（昭和33年）
  - 1月 「学生大会の議題について」（いわゆる矢内原三原則）を発表[注釈 20]。
  - 3月 初めて新制博士号を授与。
  - 4月 薬学部設置[注釈 21]。理工学研究所を改組し航空研究所を設置。
- 1960年（昭和35年）
  - 6月 安保闘争で東京大学の女子学生が死亡[64]。
  - 10月 岡山天体物理観測所を開設。
- 1961年（昭和36年）11月 医学部図書館竣工。
- 1962年（昭和37年）
  - 3月 旧制大学院廃止[65]。
  - 4月 前期課程の4科類（文科一類・二類、理科一類・二類）を6科類に再編。経済学部商業学科を経営学科と改称。全国共同利用研究所として海洋研究所を設置。生産技術研究所が六本木に移転。
- 1963年（昭和38年）
  - 4月 大学院人文科学研究科・社会科学研究科を改組し、人文科学・教育学・法学政治学・社会学・経済学の5研究科を設置。
  - 9月 駒場学生会館開館（1981年新館開館）。
- 1964年（昭和39年）
  - 2月 東京大学名誉教授称号授与規則を制定[66]。
  - 4月 航空研究所を改組し全国共同利用研究所として宇宙航空研究所を設置。
- 1965年（昭和40年）
  - 3月 農学部図書館再建。
  - 4月 大学院数物系研究科・化学系研究科・生物系研究科を改組し、理学系・工学系・農学系・医学系・薬学系の5研究科を設置。
  - 7月 総合図書館が国連の寄託図書館となる。東洋文化研究所が大塚から本郷に移転開始（1968年完了）。
- 1966年（昭和41年）4月 経済学部が正門付近から赤門付近（現在の赤門総合研究棟）に移転。総合研究資料館、大型計算機センター、保健センターを設置。
- 1967年（昭和42年）6月 伝染病研究所を改組して医科学研究所を設置。
- 1968年（昭和43年）1月 医学部学生自治会が登録医制度に反対し、無期限ストに突入（東大紛争の発端）。
- 1969年（昭和44年）
  - 1月 安田講堂事件により600名以上の逮捕者が出た。
  - 2月 東大紛争の余波で入学試験見送り。
  - 5月 東大全共闘と三島由紀夫の討論会を開催。
  - 7月 教養学部図書館開館。
  - 旧東京医学校本館を本郷から小石川植物園内に移築（翌年重要文化財となる）[67]。
- 1970年（昭和45年）3月 2箇所に分散していた農学部附属水産実験所を静岡県浜名郡舞阪町に移転統合[54]。
- 1971年（昭和46年）5月 大学院工学系研究科と東京工業大学大学院理工学研究科との間に単位互換協定を締結。
- 1972年（昭和47年）9月 エセックス大学（英国）との間で学生交換が始まる。
- 1974年（昭和49年）5月 創立百年記念事業委員会、百年史編集委員会を設置。
- 1975年（昭和50年）
  - 4月 1969年以後中止していた入学式を再開（日本武道館）。
  - 6月 評議会で米軍立川基地跡地への自然科学系学部・研究所の移転案が浮上する[68]。
- 1976年（昭和51年）
  - 5月 東京大学情報図書館学研究センター発足[注釈 22]。宇宙線観測所を宇宙線研究所に改組した。
  - 9月 中央食堂開店（安田講堂前広場の地下）。
  - 9月 法文2号館から出火し、文学部長室などが焼失。学生が建物を占拠している中の出来事[69]。
- 1979年（昭和54年）
  - 1月 立川移転構想が不可能と判明、移転を断念[70]。
  - 9月 本部庁舎竣工（丹下健三設計）[71]。
- 1981年（昭和56年）
  - 4月 宇宙航空研究所を廃止（→宇宙科学研究所）
  - 春 野球部が六大学リーグ戦で早慶両校から勝ち点を上げる（赤門旋風）。
- 1983年（昭和58年）4月 大学院総合文化研究科を設置。
- 1984年（昭和59年）1月 『東京大学百年史』刊行開始（1987年完結）。
- 1987年（昭和62年）5月 先端科学技術研究センターを設置（駒場IIキャンパス）。
- 1988年（昭和63年）7月 東京天文台を廃止（→国立天文台）。

#### 平成

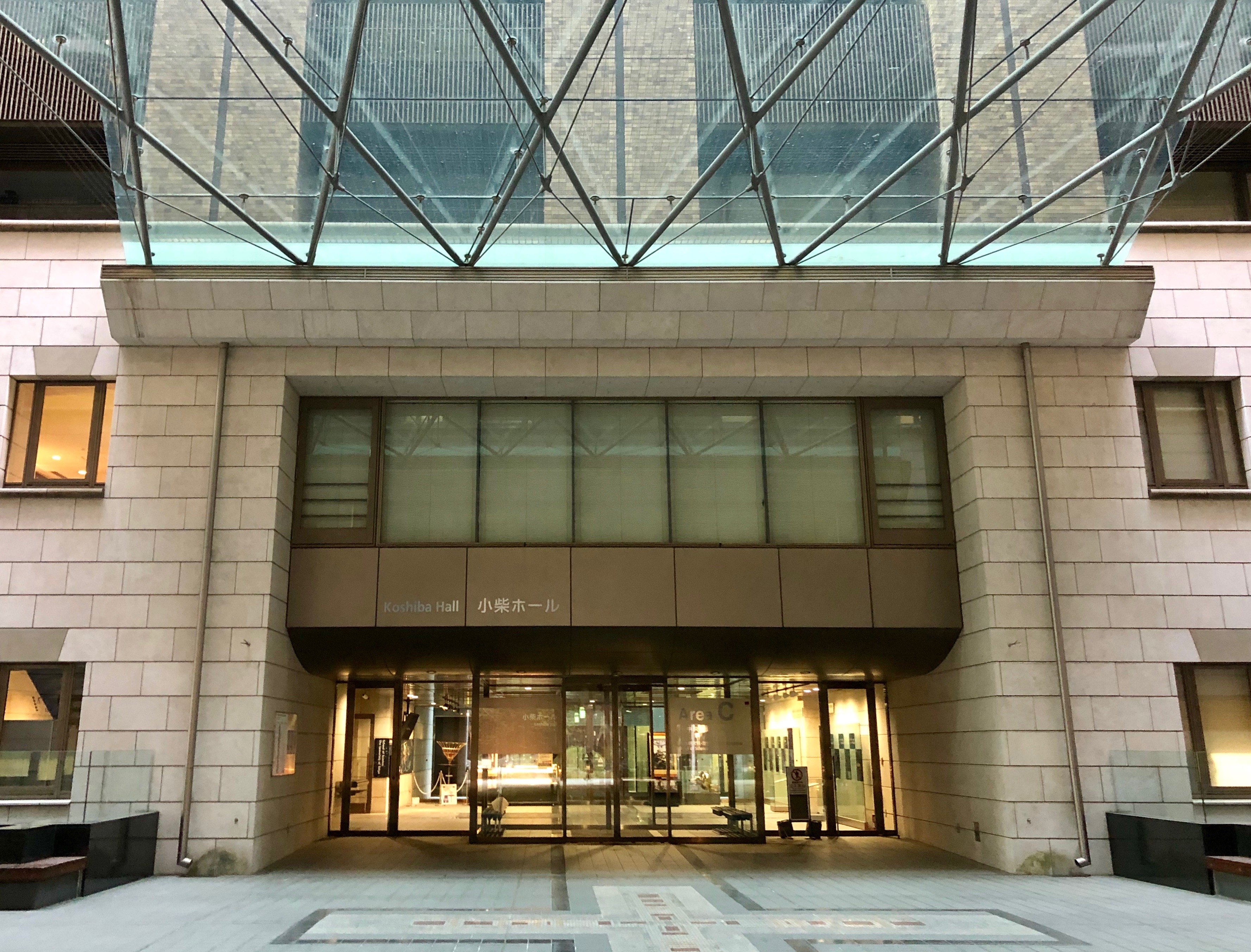
小柴ホール

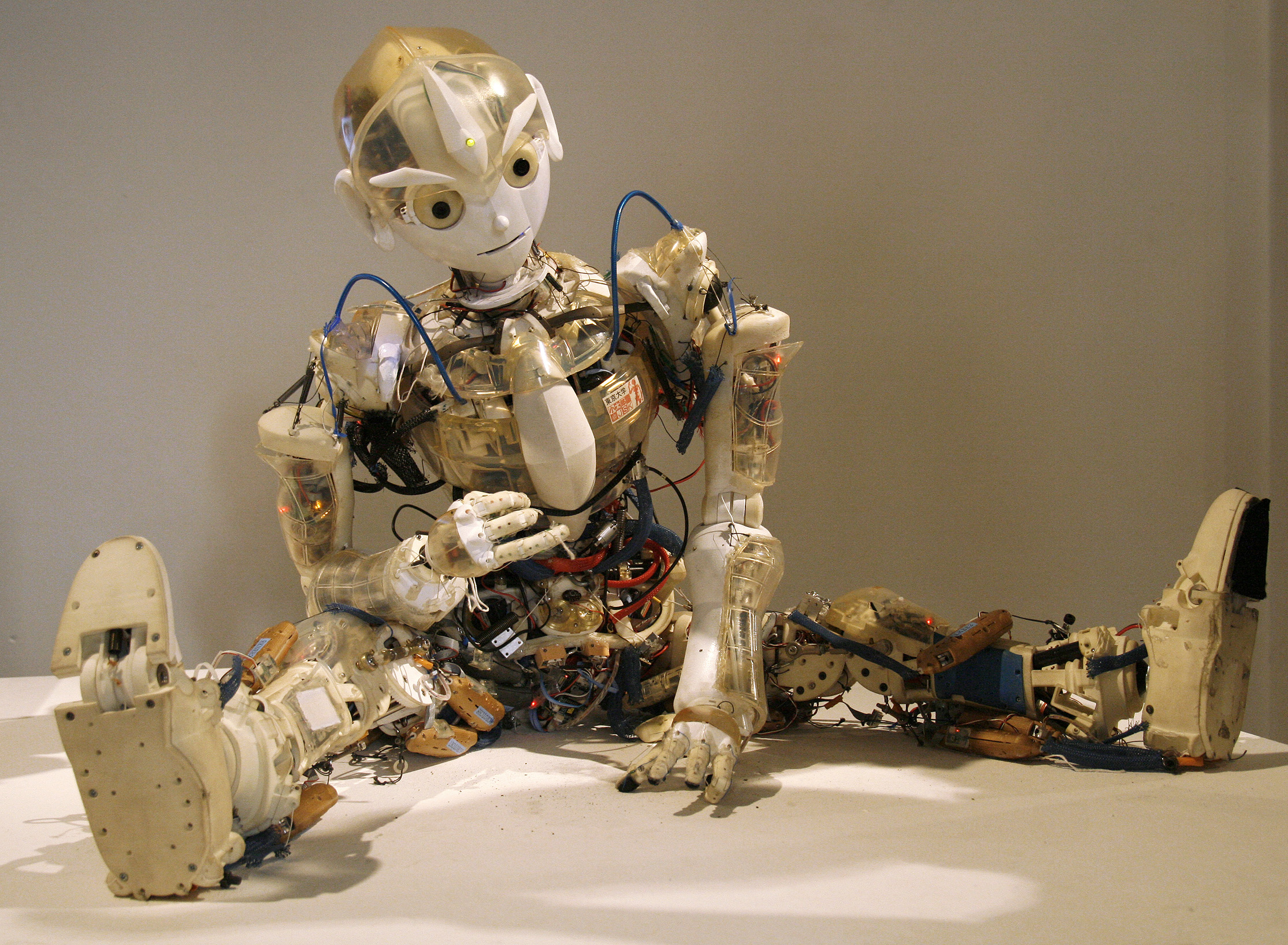
ヒューマノイドロボット 小太郎（アルスエレクトロニカ 2008）

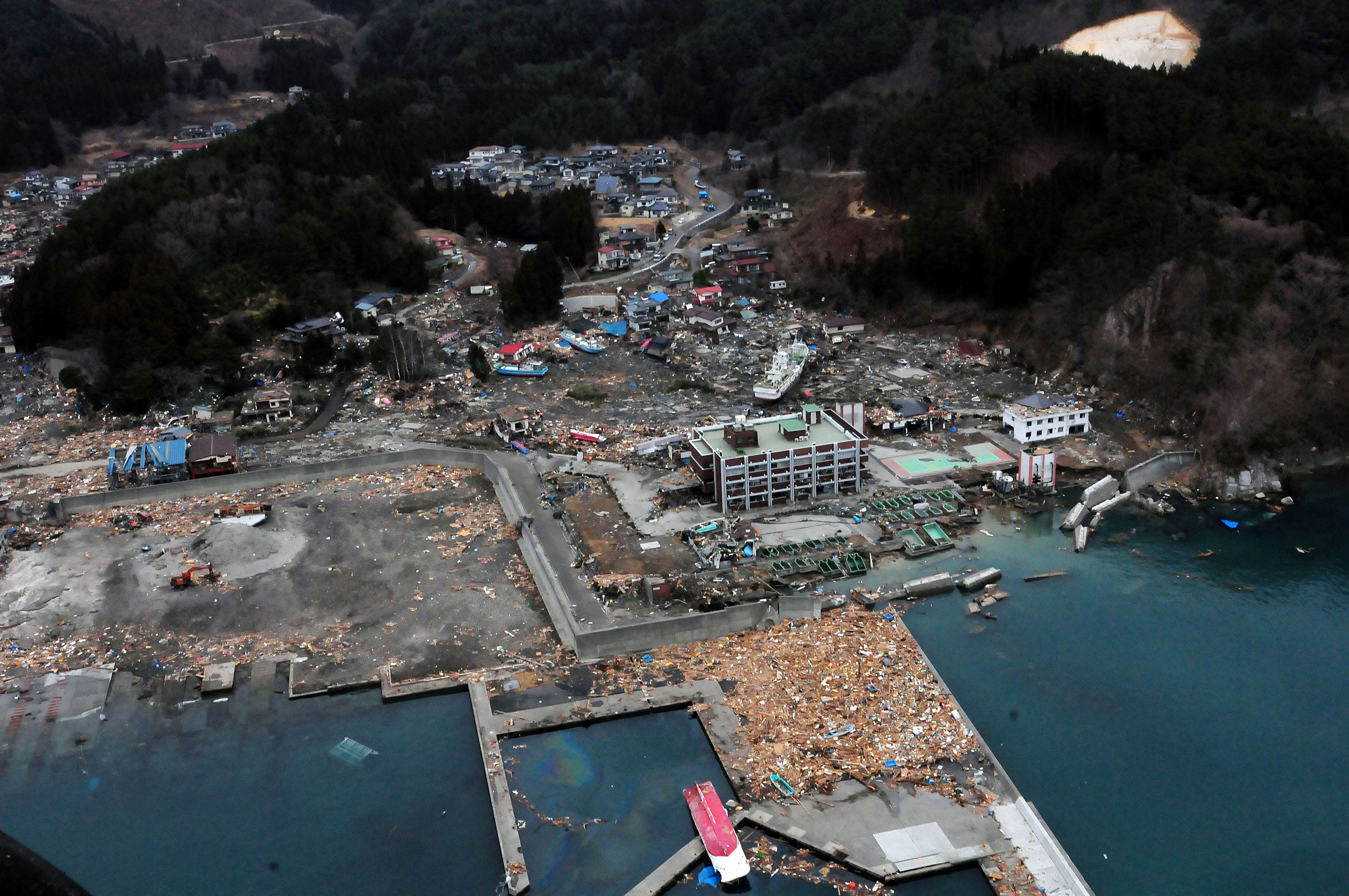
東日本大震災で津波被害を受けた国際沿岸海洋研究センター

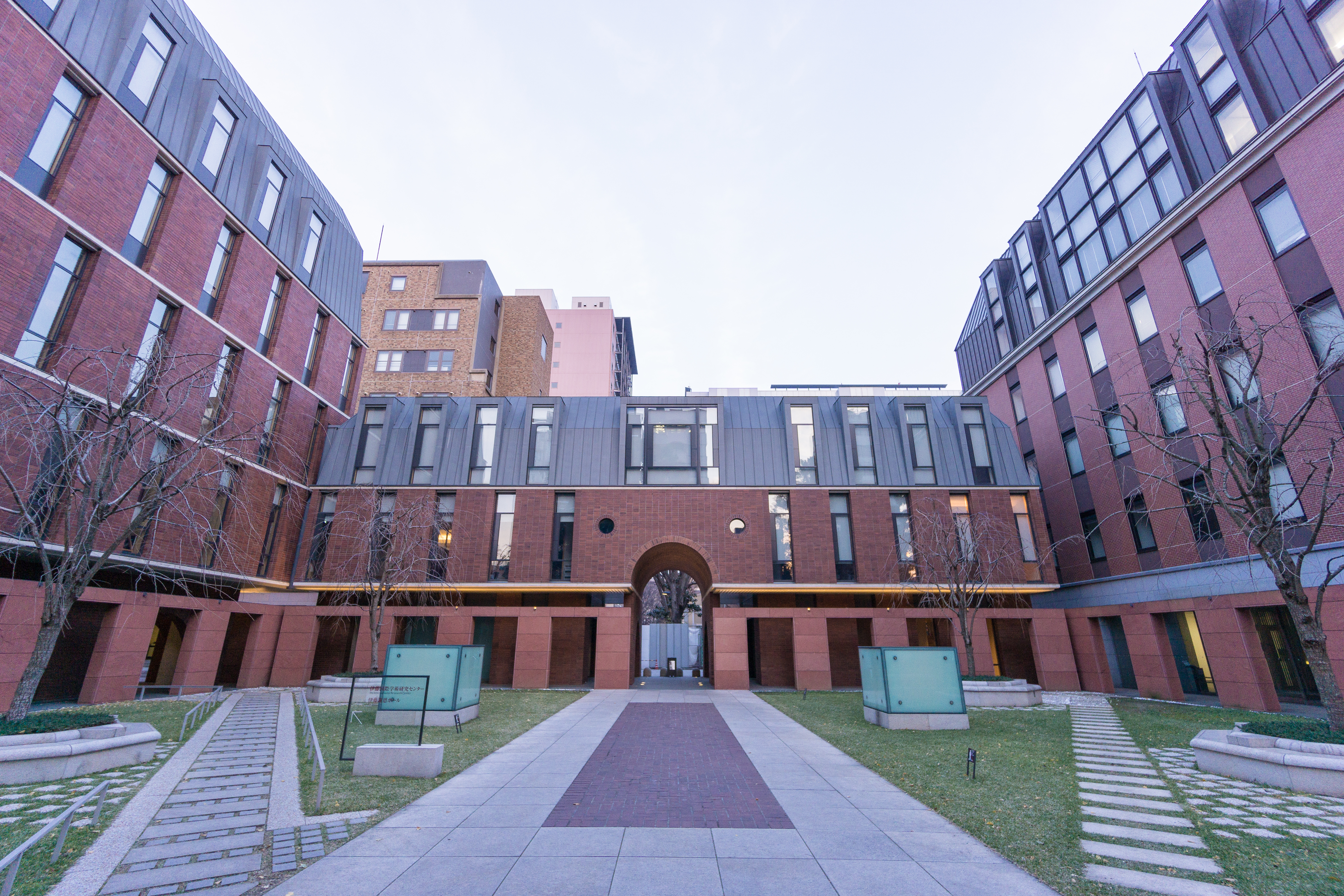
伊藤国際学術研究センター
（香山壽夫設計）

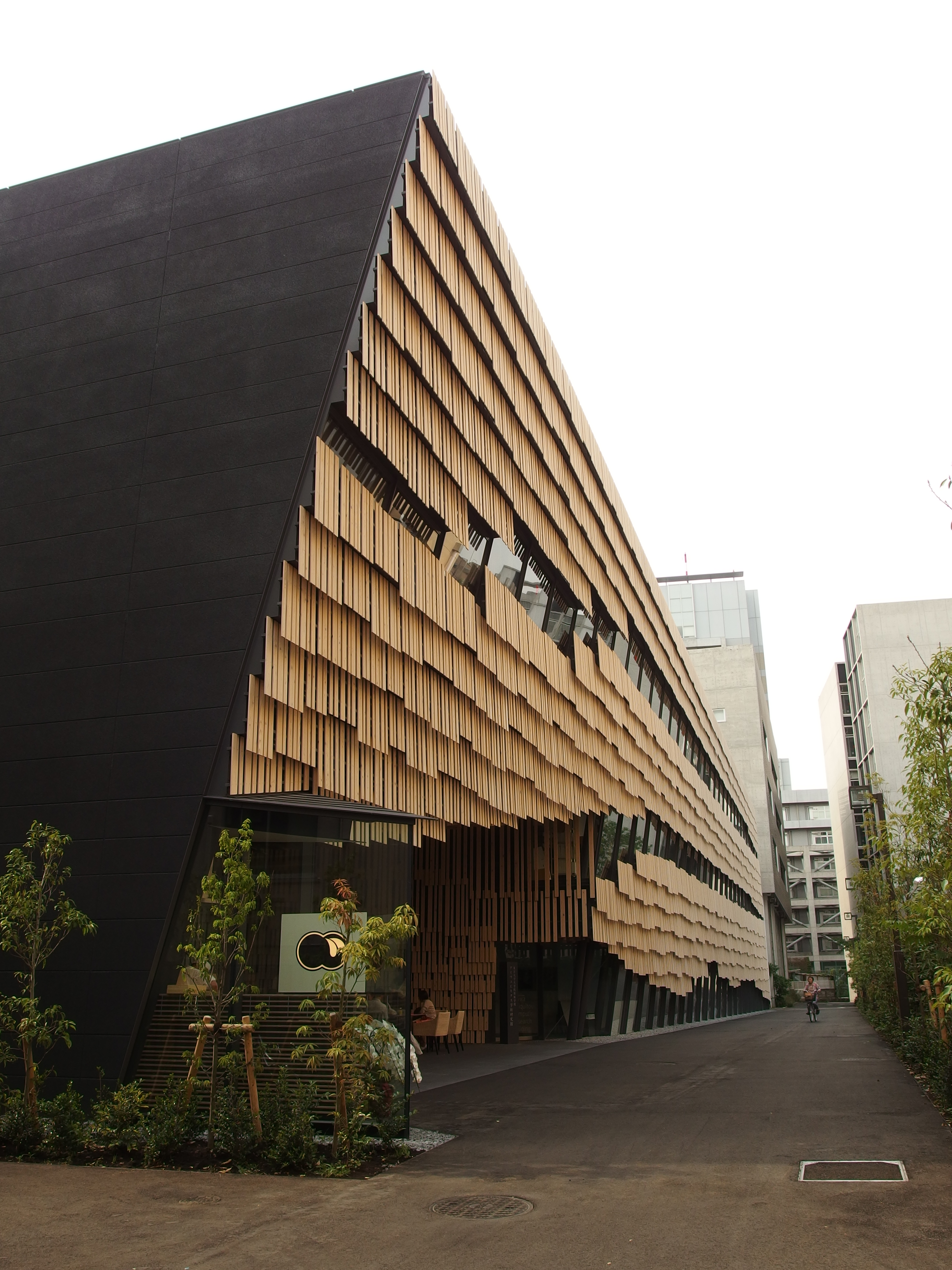
ダイワユビキタス学術研究館（隈研吾設計）

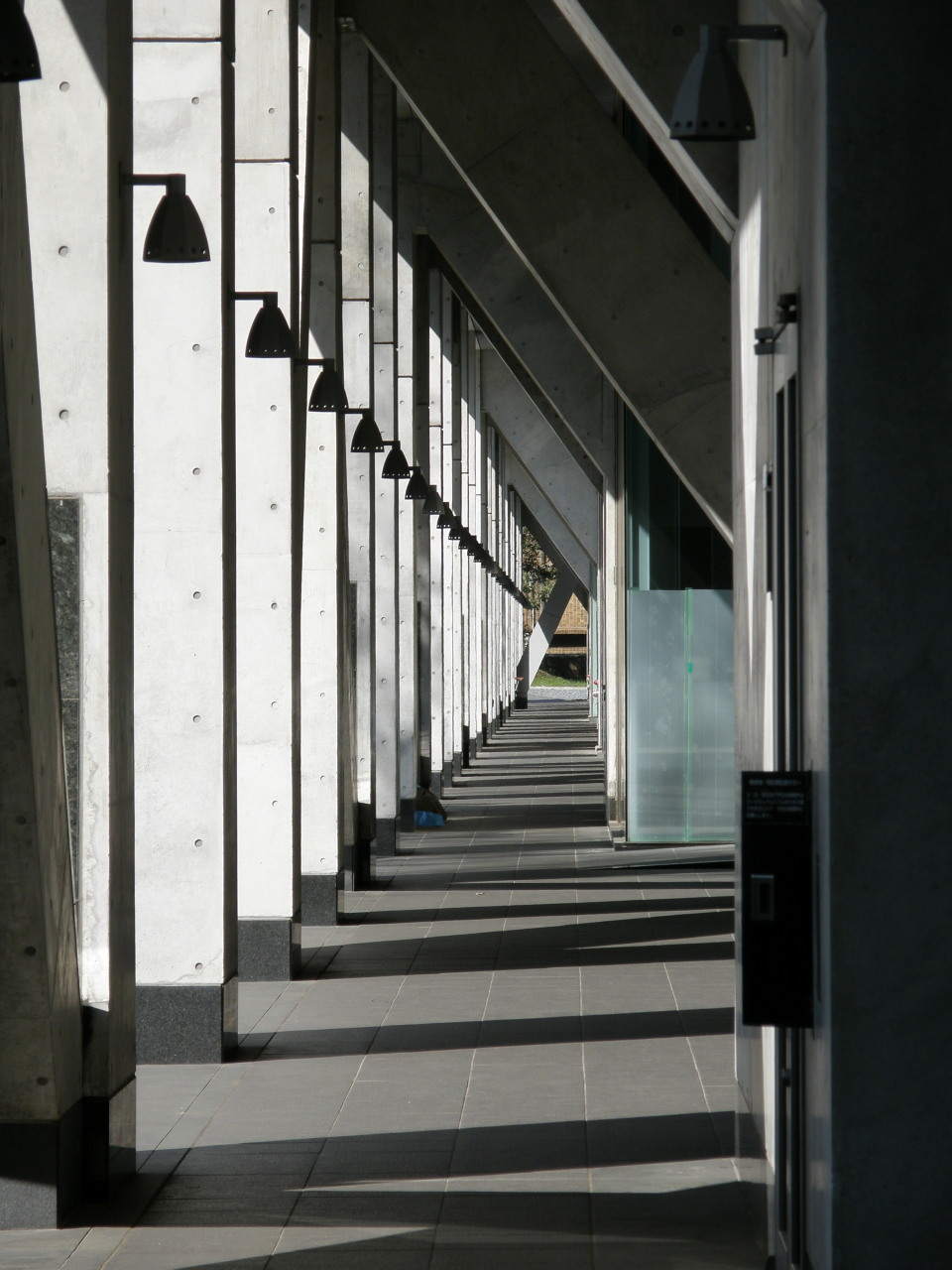
駒場リサーチキャンパス

- 1989年（平成元年）4月 御殿下記念館（運動施設）竣工。
- 1991年（平成3年）
  - 3月 東大紛争の影響で中断していた安田講堂での卒業式を再開。
  - 4月 大学院重点化を開始した。
- 1992年（平成4年）
  - 4月 大学院数理科学研究科を設置。新聞研究所を社会情報研究所に改組。
  - 6月 「東京大学キャンパス計画の概要」を策定[72]。
- 1993年（平成5年）4月 応用微生物学研究所を分子細胞生物学研究所に改組した。
- 1994年（平成6年）
  - 4月 大学院農学系研究科を大学院農学生命科学研究科に改称。
  - 6月 地震研究所が全国共同利用研究所となる。
- 1995年（平成7年）
  - 4月 大学院社会学研究科を廃止し、人文科学研究科を人文社会系研究科に改組。
  - 柏キャンパス取得（米軍柏通信所跡地）。
- 1996年（平成8年）
  - 5月 総合研究資料館の改組拡充により総合研究博物館を設置[73]。
  - 12月 安田講堂が国の登録有形文化財に登録された。
- 1997年（平成9年）4月 大学院重点化が完了。原子核研究所を廃止（→高エネルギー加速器研究機構）。
- 1998年（平成10年）
  - 4月 大学院新領域創成科学研究科を設置。
  - 柏キャンパス追加取得。
- 1999年（平成11年）11月 第1回東アジア4大学フォーラムを開催。
- 2000年（平成12年）4月 大学院情報学環・学際情報学府を設置。教育学部附属中学校・高等学校が中等教育学校へ移行。宇宙線研究所と物性研究所が柏キャンパスに移転。
- 2001年（平成13年）
  - 4月 大学院情報理工学系研究科を設置。生産技術研究所が駒場IIキャンパスに移転。
  - 8月 強制執行により駒場寮から学生が退去させられる。
  - 11月 東京大学名誉博士称号制度を創設[74]。
- 2002年（平成14年）10月 東京大学稷門賞を創設[75]。
- 2003年（平成15年）
  - 3月 東京大学憲章を制定した。
  - 駒場博物館が開館した[76]。
- 2004年（平成16年）
  - 4月 「国立大学法人東京大学」となる。特別栄誉教授制度を創設。大学院の改組[注釈 23]。先端科学技術研究センターを附置研究所へ転換。社会情報研究所が大学院情報学環・学際情報学府と統合。東大マークを制定[59]。株式会社東京大学エッジキャピタルパートナーズを設立（前月に設立した有限責任中間法人の東京大学産学連携支援基金の出資により間接的に設立）。
  - 9月 この年初めて公表されたQS世界大学ランキング（英：2004版）で東京大学が12位でランクインする。
  - 10月 応援歌「ただ一つ」と運動会歌「大空と」を「東京大学の歌」として制定[77]。
- 2005年（平成17年）
  - 3月 理学部1号館中央棟に小柴ホールを設置。
  - 4月 柏図書館が正式開館。全学的な海外学術交流拠点として北京代表所を設置。
  - 7月 東京大学アクション・プランを公表[78]。
- 2006年（平成18年）
  - 1月 国際研究型大学連合 (IARU) 発足。
  - 4月 大学院新領域創成科学研究科を柏キャンパスに移転。
- 2007年（平成19年）
  - 4月 経済学部に金融学科を新設。
  - 10月 「数物連携宇宙研究機構」発足。
  - 11月 東大-イェール大学・イニシアティブ設立。
- 2008年（平成20年）4月 進学選択制度が改変され、「全科類進学枠」の設置や特定科類における希望者全員進学制度の見直しなどが実施。
- 2009年（平成21年）
  - 1月 ダボス会議にて東大・慶應レセプションを開催。
  - 10月 東京大学放射光連携研究機構 物質科学ビームライン完成。
- 2010年（平成22年）
  - 4月
    - 海洋研究所、気候システム研究センターを統合改組して大気海洋研究所を設置。
    - 農場と緑地植物実験所（検見川キャンパス）を統合し、演習林田無試験地を組み入れ生態調和農学機構が発足。

  - 9月 国際化・グローバル化に伴い、新たに秋季学位記授与式・卒業式を、翌月は秋季入学式を実施[79][注釈 24]。
- 2011年（平成23年）
  - 1月 東京大学国際高等研究所を設置[80]。健康と医学の博物館が開館[81]。
  - 3月11日 東日本大震災発生。国際沿岸海洋研究センター（岩手県大槌町）が津波被害を受ける。
  - 3月24日 被災後間もない学位記授与式・卒業式の挙行にあたっては、参列する修了者・卒業者を各課程・各学部の代表者に限定し、インターネットのライブ中継で実施[82]。
  - 4月12日 大学院・大学入学式を縮小した形式で挙行[83][注釈 25]。
- 2012年（平成24年）
  - 2月 東京大学インド事務所を設置。
  - 9月 小石川植物園の御薬園跡及び養生所跡が国の名勝および史跡に指定された[84]。
- 2013年（平成25年）
  - 6月 京都大学とのスポーツ対校戦を双青戦と命名。
  - 7月24日 新図書館建設工事のため掲示場所が確保できないとして、本郷キャンパスで行われていた合格発表を2014年から3年間取り止めることを発表[85]。
- 2014年（平成26年）
  - 1月29日 平成28年度より、後期日程試験による入学者選抜を停止し、推薦入試を導入することを発表[86]。
  - 3月 東京大学キャンパス計画大綱を発表[87]。
  - 4月 東京大学文書館を設置[88]。
  - 6月11日 海洋アライアンス海洋教育促進研究センターが、福井県立若狭高等学校（福井県立若狭高等学校海洋キャンパスを含む）と海洋教育促進拠点としての連携に関する協定を締結。
- 2015年（平成27年）
  - 3月 懐徳館庭園が国の名勝に指定される[89]。
  - 10月 東京大学ビジョン2020を公表[90]。
- 2016年（平成28年）
  - 4月 スポーツ先端科学研究拠点(UTSSI)を開設。大学院公共政策学教育部（公共政策大学院）に国際公共政策学専攻（博士課程）を新設。
  - 10月 高大接続研究開発センターを設置。
- 2017年（平成29年）
  - 4月 生産技術研究所附属千葉実験所が柏キャンパスに移転した。
  - 6月 指定国立大学法人に指定される。
  - 10月10日 国際高等研究所ニューロインテリジェンス国際研究機構 (RCN) が発足[91]。
- 2018年（平成30年）
  - 2月 国際沿岸海洋研究センターに研究実験棟と宿泊棟が竣工。
  - 4月 分子細胞生物学研究所を定量生命科学研究所に改組・改称[92]。
- 2019年（平成31年）
  - 2月 国際高等研究所東京カレッジを設置。
  - 4月 政策ビジョン研究センターとサステイナビリティ学連携研究機構が統合し未来ビジョン研究センターが発足[93]。健康と医学の博物館が東大病院・南研究棟1階に移転。

#### 令和
- 2020年（令和2年）
  - 2月 低温センターを改組し、低温科学研究センターを設置。
  - 4月 スポーツ先端科学研究拠点をスポーツ先端科学連携研究機構(UTSSI)に改組（略称はそのまま）。新型コロナウイルスの感染拡大の影響を受けて、入学式を中止[注釈 26]。
  - 8月 総合図書館の改修工事が終了（11月26日グランドオープン）[95]。
  - 10月16日 日本で初の大学債となる国立大学法人東京大学債券（ソーシャルボンド、愛称「東京大学FSI債」）を発行[96]。
- 2021年（令和3年）
  - 4月 新型コロナウイルスの感染拡大防止のため取り止めていた入学式を2年ぶりに挙行[97][注釈 27]。
  - 7月8日 政府の新型コロナウイルス感染症対策に沿って、新型コロナウイルスワクチンの 大学拠点接種 の実施に踏み切る[99]。
  - 9月 UTokyo Compassを公表[100][101]。
- 2022年（令和4年）7月 - 弥生キャンパス内の東大球場が日本野球聖地・名所150選に選定された[102]。

## 基礎データ

### 所在地
- 本郷キャンパス（東京都文京区本郷、東京都文京区弥生、北緯35度42分45.7秒 東経139度45分42.4秒）
- 駒場キャンパス（東京都目黒区駒場、北緯35度39分38.4秒 東経139度41分05.4秒）
- 柏キャンパス（千葉県柏市柏の葉、北緯35度54分04.6秒 東経139度56分11.4秒）
- 白金キャンパス（東京都港区白金台、北緯35度38分23.5秒 東経139度43分29.5秒）
- 中野キャンパス（東京都中野区南台、北緯35度41分09.9秒 東経139度40分23.0秒）
- 検見川キャンパス（千葉県千葉市花見川区）
- 小石川キャンパス（東京都文京区）
- 東海村キャンパス（茨城県那珂郡東海村）
- 田無キャンパス（東京都西東京市）
- 西千葉キャンパス（千葉県千葉市稲毛区）- 閉鎖
- 六本木キャンパス（東京都港区）- 閉鎖

その他、創立以来日本全国各地に研究施設、実習施設、課外活動施設を設けている。

### 象徴

#### スクールカラー
東京大学のスクールカラーは   淡青（ライトブルー）である。これは東京大学ボート部が1920年9月24日、京都大学と初めてボート競技を行った際、乗るボートをくじ引きで決めたところ、東京大学は淡青、京都大学は濃青、となったことに由来する。
また、各学部ごとのカレッジカラーも存在する。
- 法学部 -   緑色
- 医学部 -   赤色
- 工学部 -   白色
- 教育学部 -   橙色
- 理学部 -   樺色
- 農学部 -   紫色
- 経済学部 -   青色
- 教養学部文科 -   黒色
- 教養学部理科 -   黄色
- 薬学部 -   臙脂色

#### シンボルマーク

東京大学のシンボルマーク

東京大学のシンボルマークは黄色と淡青の2枚の銀杏の葉を組み合わせたもので、国立大学法人化に際して制定された。商標としても登録（登録商標日本第4871651号）されている。このシンボルマークは「東大マーク」と呼称されるが、商標は図案のみの登録で「東大マーク」という名称は商標登録されていない。
なお、東京大学にはそれ以前から様々なところで使用されてきた銀杏のマークがあり、そちらは現在「東大マーク（旧）」と呼ばれている。2枚の銀杏の葉に「大學」の文字を重ねた図の「東大マーク（旧）」は、1948年に第二工学部教授（当時）の星野昌一が「銀杏バッジ」として制作したもので（ただし正式な校章ではない）、現行の「東大マーク」は、「東大マーク（旧）」の銀杏の葉の配置を引き継いでいる。「東大マーク（旧）」についても商標登録（第4868079号、図案のみ）されている。
これらシンボルマークのほかに「東京大学」（第4845999号、第4868078号）、「東大」（第4846000号、第4853892号、第4872824号、第4872825号、第4872826号、第4872827号、第4878617号、第4901389号、第4903509号、第4903510号、第4903511号、第4928970号、第4928971号）、「UNIVERSITY OF TOKYO」（第4871650号）も国立大学法人東京大学によって商標登録されている。
「東大マーク」および「東大マーク（旧）」の図柄は公式サイト内の東大マーク・東京大学の歌に掲載されている。
なお、駒場Iキャンパスでよく見られる3枚のカシワの葉を組み合わせたマークは、旧制第一高等学校のシンボルであり、現在は大学院総合文化研究科・教養学部のシンボルマークである。
2024年2月、学内広報誌を通じて2024年度（4月）から使用される新しいロゴマークが発表された。従来のロゴの文字部分が、より多くの人に伝わることを意図して漢字の「東京大学」から英字の「UTokyo」の表記に変更され、また文字の色も厳格さと権威的な印象をはらむ黒色から、明るくオープンな印象を示すことができる淡青色に変更されることが公表された。理事の岩村水樹は、このように一貫したビジュアルアイデンティティを確立することによって東京大学のブランド価値を可視化できるとしている。

#### 校歌・応援歌
東京大学には校歌が存在しないが、応援歌『ただ一つ』と運動会歌『大空と』が「東京大学の歌」として公認されている。また、学生歌として『足音を高めよ』が存在する。各種学校／専門学校から帝國大學令を廃止して旧制の新「大学令」により1920年以降に旧制大学に昇格した歴史は東京大学には無く、最初から大学として存在するため、校歌というよりもむしろ、「学生歌」だけの存在で代替できるとの見解もある。2004年6月に東京大学の校歌についての検討会が設置され、『大空と』を暫定的に校歌とする提案がなされた。しかし、『ただ一つ』の方が親しみがあるという意見が多く寄せられたため、『ただ一つ』と『大空と』を校歌ではなく「東京大学の歌」と位置付けた。
これに加え新しい「東京大学の歌」の歌詞を公募したが、入選作品はなく、その後も新たな提案などは提示されていない。
東京大学で現在も歌われている歌には以下がある。
応援歌『ただ一つ』
大森幸男作詞、山口琢磨作曲。1947年に誕生。校歌に代わって、式典での斉唱や運動部の試合でのエール交換に使用されている。曲名の表記は、大学当局は『ただ一つ』、応援部などの運動部は『ただひとつ』とすることが多い。
運動会歌『大空と』
北原白秋作詞、山田耕筰作曲。1932年に誕生。制作当時は学歌としての制定を意図していたが、手続上の混乱で学歌とはならなかった経緯がある。北原は格下げともいえるこの処遇に不満を抱いていたという。なお、「帝国の学府」の歌詞は戦後になって「栄光の学府」と改変された。東京六大学野球では7回のエール交換で歌われる。
学生歌『足音を高めよ』
平井富夫作詞、末広恭雄作曲。1953年に誕生。上の2曲と並んで東京大学の関係者には有名。
応援歌『闘魂は』
第一応援歌に相当する。
第一高等学校寮歌『嗚呼玉杯に花うけて（第十二回紀念祭東寮寮歌）』
「少年倶楽部」に連載された佐藤紅緑の少年小説「あゝ玉杯に花うけて」で広く知られるようになった。
緑会会歌
青戸精一作詞、山田耕筰作曲。戦前の六大学野球では校歌代わりによく歌われた。
各曲の楽譜・歌詞・音源は、公式サイト内の東大マーク・東京大学の歌に掲載されている。また、これらの歌が収録された CD も東大生協で販売されている。

#### 大学公認商品
東京大学内の大学生協や購買部などでは、商標登録された図形商標および The University of Tokyo 名を入れた商品なども販売している。報道各社では東大ブランドと使うときには、こちらの商品以外のものにも使われる場合がある。大学公認の商品の場合には、図形商標および The University of Tokyo 名が入った商品が大学公認のものである。なお、校章の入ったものは、学生証、本部出版物などに限られている。

### 卒業者数

#### 学部卒業者数
学部卒業者数の累計は、2022年3月31日時点では新制大学発足前の卒業者91,453人を含む295,562人、2024年3月31日時点では301,780人である。

#### 大学院修了者数
大学院修了者数（新制発足以降）の累計は、修士課程110,493人、専門職学位課程6,000人、博士課程39,598人（2022年3月31日現在）である。論文博士の取得者数は、旧制大学院で授与された11,182人を含む29,944人（2022年3月31日時点）である。

### 教職員数
役員を含む教職員数は11,547人（2023年5月1日時点）である。

## 組織構成
東京大学では、学部入学者全員が教養学部へ一旦所属し、2年間の教養学部前期課程を経て、進学選択により各学部学科へ進学する制度を採用している。なお、教養学部においては、学部専門教育組織としての後期課程、そして大学院研究科として総合文化研究科もある。

### 学部
東京大学の学部入学者は全員が6つの科類（文科一類、二類、三類、理科一類、二類、三類）に分かれて教養学部に所属し、2年間の前期課程を履修する。その後、教養学部も含めた10学部に分かれて2年間（ただし医学部医学科、農学部獣医学課程、薬学部薬学科は4年間）の後期課程を履修する。前期課程から後期課程への進学時に行われる進学選択については東京大学の進学選択を参照。
なお、後期課程（3年次）への編入学、学士入学を行っている学部もある。
- 法学部
  - 第1類（法学総合コース）（旧第2類公法コース）
  - 第2類（法律プロフェッションコース）（旧第1類私法コース）
  - 第3類（政治コース）
    - 新しいコース制度は2017年進学者から適用
- 医学部
  - 医学科（6年制）
  - 総合健康科学科
- 工学部
  - 社会基盤学科
  - 建築学科
  - 都市工学科
  - 機械工学科
  - 機械情報工学科
  - 精密工学科
  - 航空宇宙工学科
  - 電子情報工学科
  - 電気電子工学科
  - 物理工学科
  - 計数工学科
  - マテリアル工学科
  - 応用化学科
  - 化学システム工学科
  - 化学生命工学科
  - システム創成学科
- 文学部
  - 人文学科
    - 2016年4月に思想文化、歴史文化、言語文化、行動文化の4学科を改組[119]
- 理学部
  - 数学科
  - 情報科学科
  - 物理学科
  - 天文学科
  - 地球惑星物理学科
  - 地球惑星環境学科
  - 化学科
  - 生物化学科
  - 生物学科
  - 生物情報科学科
- 農学部
  - 応用生命科学課程
  - 環境資源科学課程
  - 獣医学課程（6年制）
- 経済学部
  - 経済学科
  - 経営学科
  - 金融学科
- 教養学部
  - 前期課程（文科一類・二類・三類、理科一類・二類・三類）
  - 後期課程
    - 教養学科
    - 学際科学科
    - 統合自然科学科
- 教育学部
  - 総合教育科学科
- 薬学部
  - 薬科学科
  - 薬学科（6年制）

### 研究科

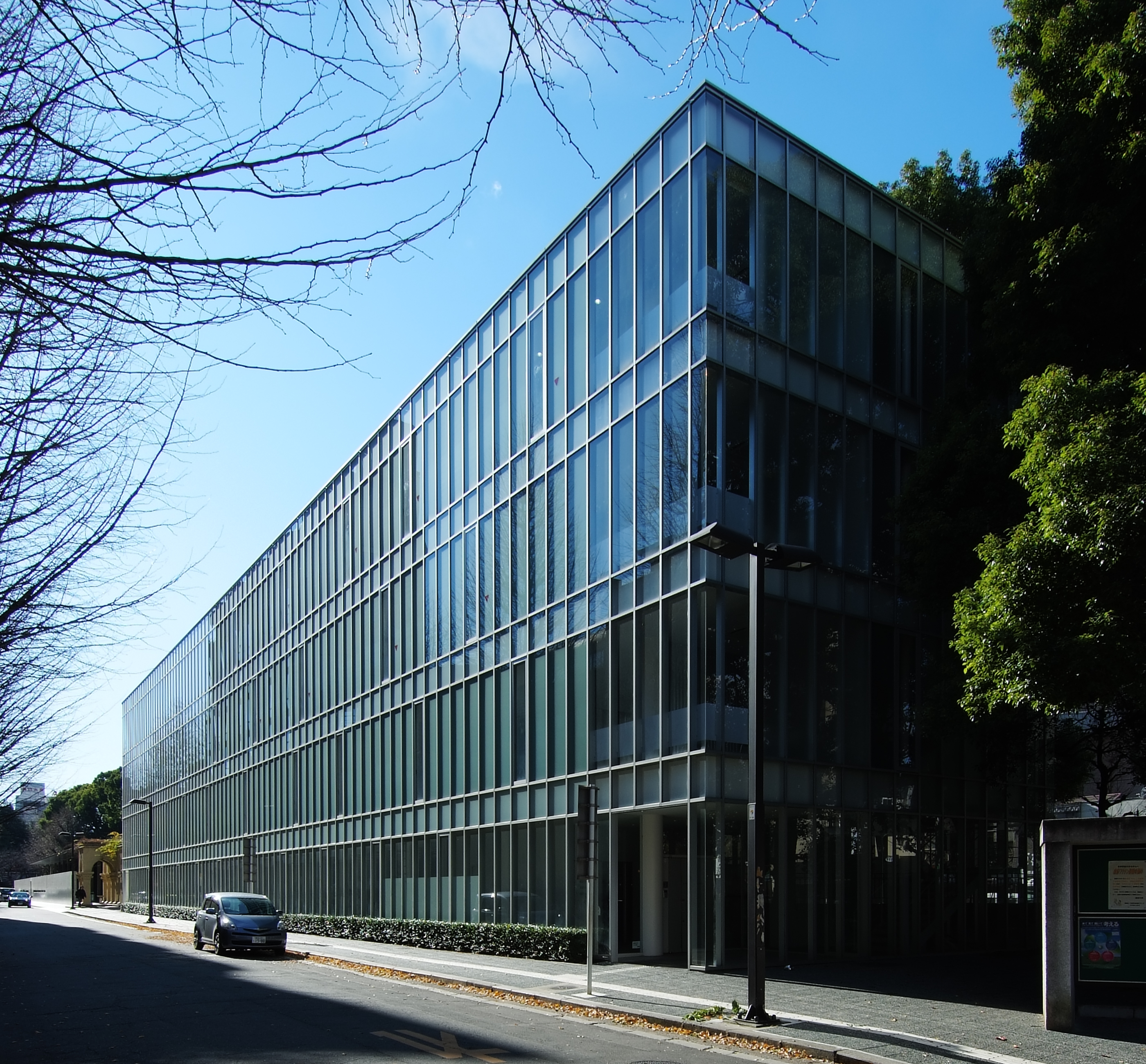
法学政治学系総合教育棟
（東京都文京区、槇文彦設計、2004年）

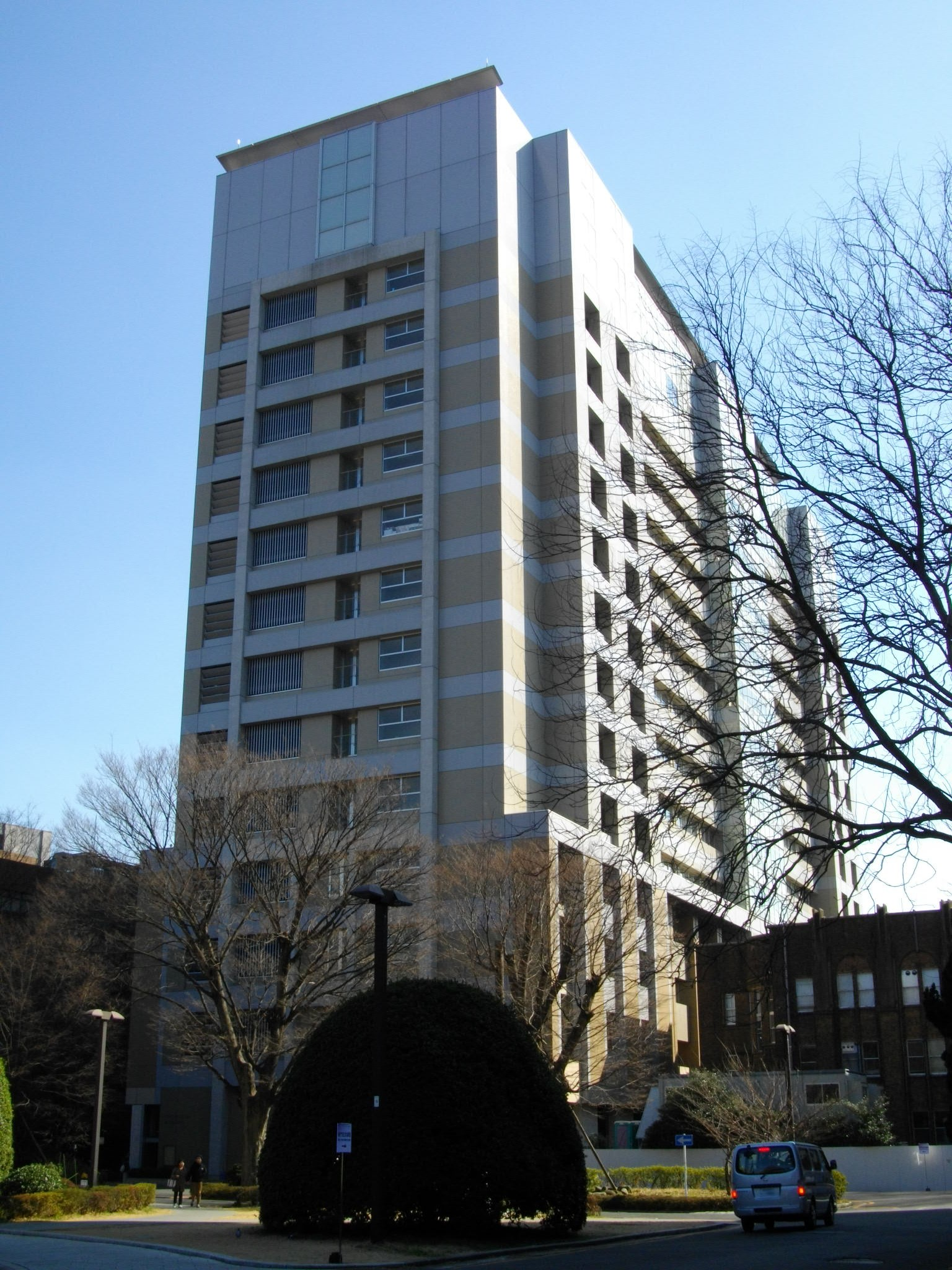
医学部教育研究棟

特記している以外の専攻には修士課程および博士後期課程が設置されている。
- 人文社会系研究科
  - 基礎文化研究専攻
  - 日本文化研究専攻
  - アジア文化研究専攻
  - 欧米系文化研究専攻
  - 社会文化研究専攻
  - 文化資源学研究専攻
  - 韓国朝鮮文化研究専攻
- 教育学研究科
  - 総合教育科学専攻
  - 学校教育高度化専攻

- 法学政治学研究科
  - 総合法政専攻
  - 法曹養成専攻（法科大学院）（専門職学位課程）

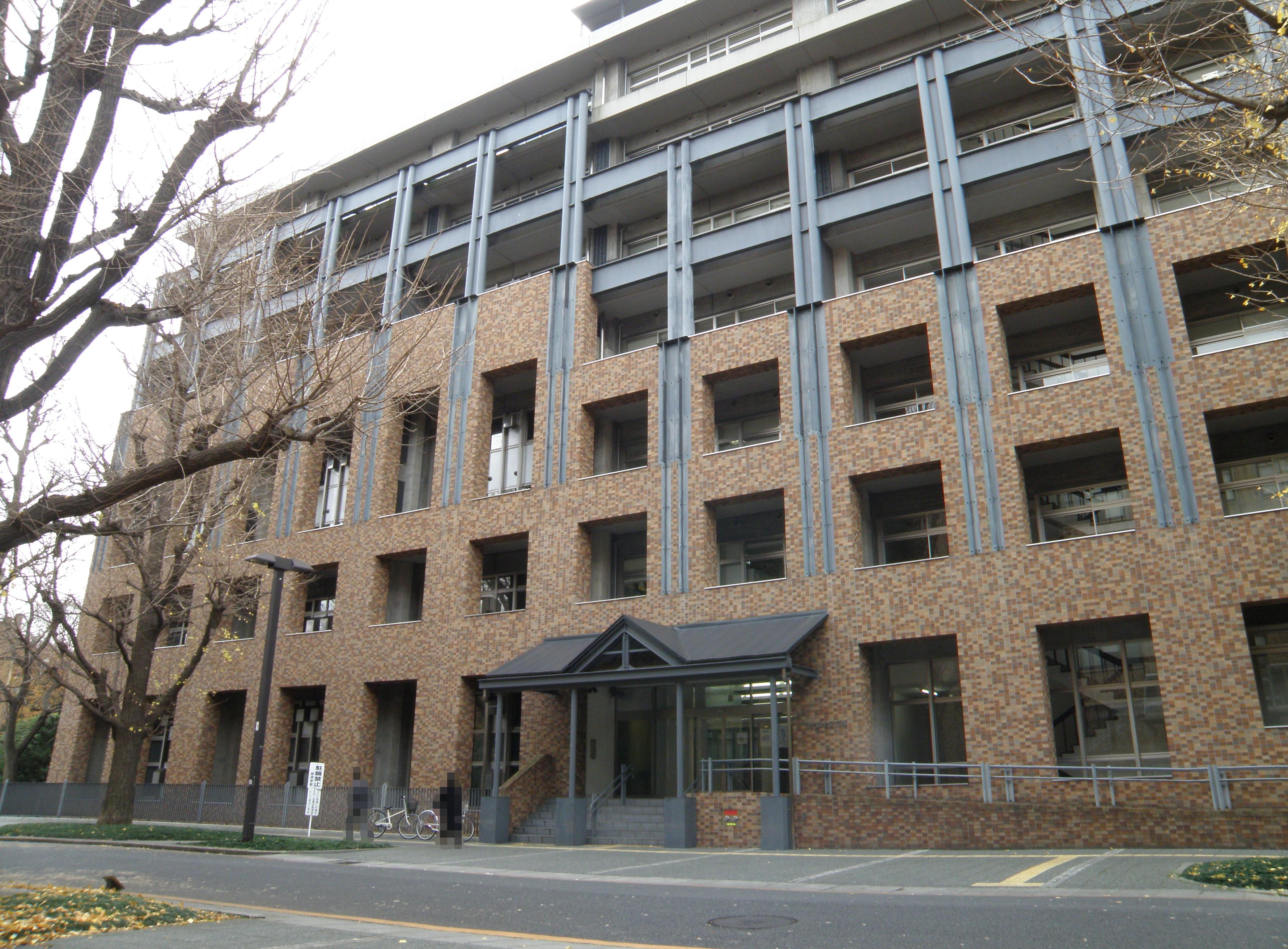
赤門総合研究棟（経済学部旧本館）

- 経済学研究科
  - 経済専攻
  - マネジメント専攻
- 総合文化研究科
  - 言語情報科学専攻
  - 超域文化科学専攻
  - 地域文化研究専攻
  - 国際社会科学専攻
  - 広域科学専攻
- 理学系研究科
  - 物理学専攻
  - 天文学専攻
  - 地球惑星科学専攻
  - 化学専攻
  - 生物科学専攻
- 工学系研究科
  - 社会基盤学専攻
  - 建築学専攻
  - 都市工学専攻
  - 機械工学専攻
  - 精密工学専攻
  - 航空宇宙工学専攻
  - 電気系工学専攻
  - 物理工学専攻
  - システム創成学専攻
  - マテリアル工学専攻
  - 応用化学専攻
  - 化学システム工学専攻
  - 化学生命工学専攻
  - 先端学際工学専攻（博士後期課程）
  - 原子力国際専攻
  - バイオエンジニアリング専攻
  - 技術経営戦略学専攻
  - 原子力専攻（専門職学位課程）
- 農学生命科学研究科
  - 生産・環境生物学専攻
  - 応用生命化学専攻
  - 応用生命工学専攻
  - 森林科学専攻
  - 水圏生物科学専攻
  - 農業・資源経済学専攻
  - 生物・環境工学専攻
  - 生物材料科学専攻
  - 農学国際専攻
  - 生圏システム学専攻
  - 応用動物科学専攻
  - 獣医学専攻（4年制博士課程）

- 医学系研究科
  - 分子細胞生物学専攻（4年制博士課程）
  - 機能生物学専攻（4年制博士課程）
  - 病因・病理学専攻（4年制博士課程）
  - 生体物理医学専攻（4年制博士課程）
  - 脳神経医学専攻（4年制博士課程）
  - 社会医学専攻（4年制博士課程）
  - 内科学専攻（4年制博士課程）
  - 生殖・発達・加齢医学専攻（4年制博士課程）
  - 外科学専攻（4年制博士課程）
  - 健康科学・看護学専攻
  - 国際保健学専攻
  - 医科学専攻（修士課程）
  - 公共健康医学専攻（公衆衛生大学院）（専門職学位課程）
- 薬学系研究科
  - 薬科学専攻
  - 薬学専攻（4年制博士課程）
- 数理科学研究科
  - 数理科学専攻
- 新領域創成科学研究科
  - 基盤科学研究系
    - 物質系専攻
    - 先端エネルギー工学専攻
    - 複雑理工学専攻

  - 生命科学研究系
    - 先端生命科学専攻
    - メディカル情報生命専攻

  - 環境学研究系
    - 自然環境学専攻
    - 海洋技術環境学専攻
    - 環境システム学専攻
    - 人間環境学専攻
    - 社会文化環境学専攻
    - 国際協力学専攻

  - 情報生命科学専攻
- 情報理工学系研究科
  - コンピュータ科学専攻
  - 数理情報学専攻
  - システム情報学専攻
  - 電子情報学専攻
  - 知能機械情報学専攻
  - 創造情報学専攻

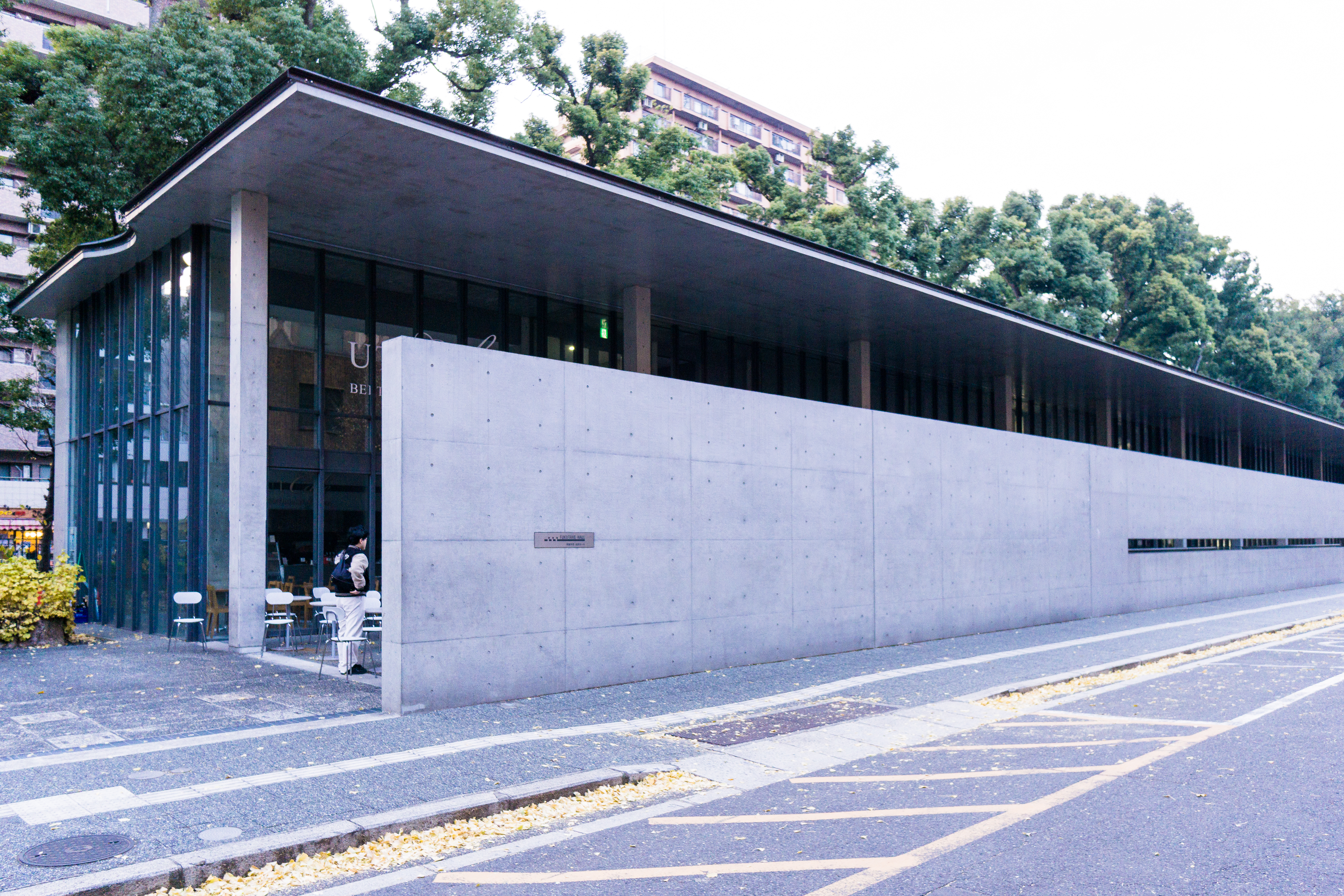
情報学環・福武ホール

- 情報学環・学際情報学府
  - 学際情報学専攻
- 公共政策学連携研究部・公共政策学教育部 (GraSPP)
  - 公共政策学専攻（公共政策大学院）（専門職学位課程）

### 附属機関
各学部、大学院各研究科が運営・管理している組織。各組織は教育および研究課題別に組織されており、学部附属が教育組織・実習組織、センターが大学院研究科毎の研究室に相当する組織。研究課題や共同研究によっては、学外からの利用も可能。

#### 学部附属機関

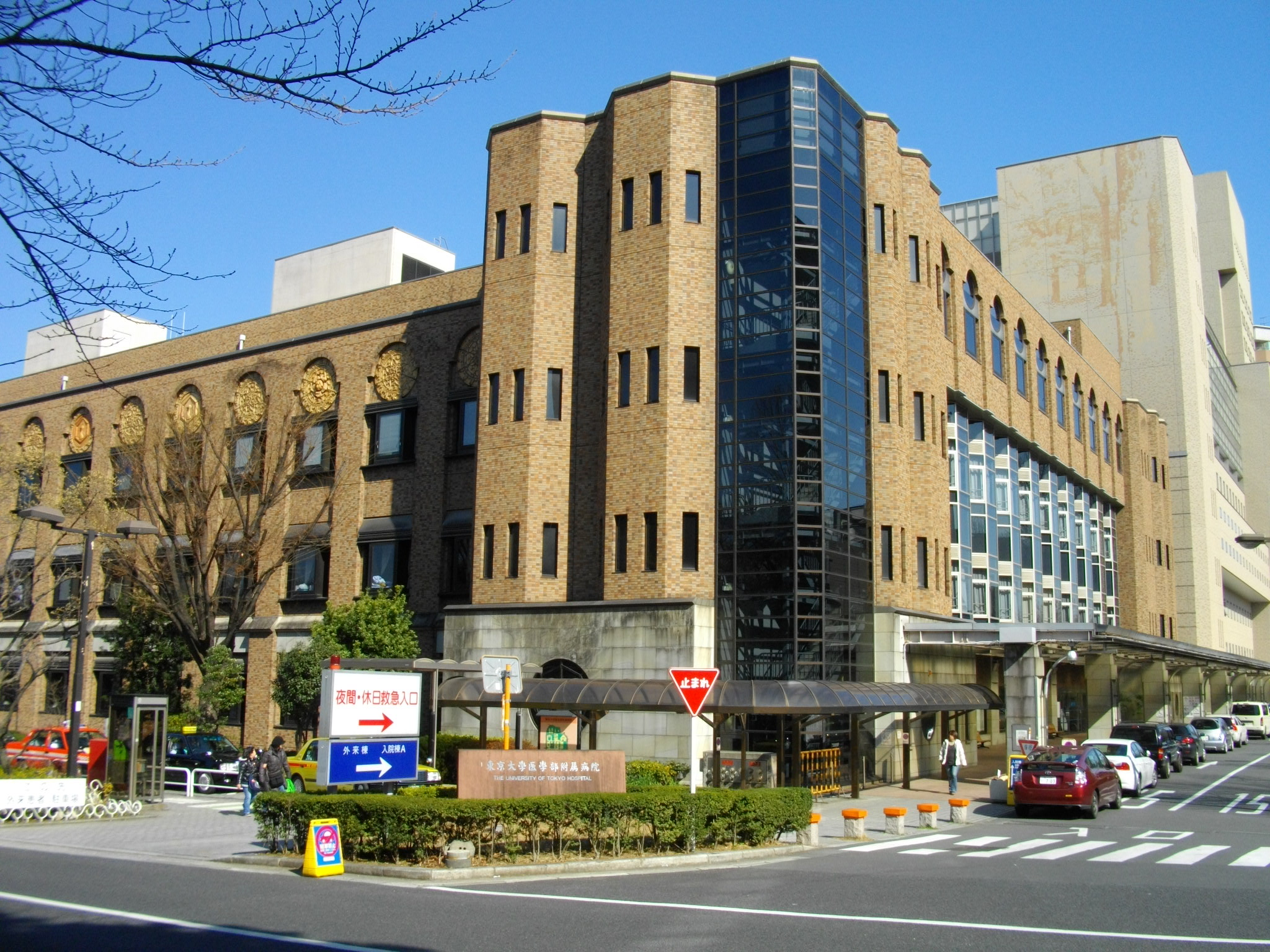
東大病院

- 医学部附属
  - 病院（東大病院）
- 教養学部附属
  - 教養教育高度化機構 (KOMEX)

#### 大学院研究科附属機関
- 人文社会系研究科附属
  - 次世代人文学開発センター
  - 北海文化研究常呂実習施設
  - 死生学・応用倫理センター
- 教育学研究科附属
  - 学校教育高度化・効果検証センター
  - バリアフリー教育開発研究センター
- 法学政治学研究科附属
  - ビジネスロー・比較法政研究センター
  - 近代日本法政史料センター
- 経済学研究科附属
  - 日本経済国際共同研究センター (CIRJE)
  - 金融教育研究センター (CARF)
  - 経営教育研究センター (MERC)
- 総合文化研究科附属
  - グローバル地域研究機構 (IAGS)
  - 国際環境学教育機構
  - 国際日本研究教育機構
  - 先進科学研究機構
  - 複雑系生命システム研究センター
  - 進化認知科学研究センター
  - 共生のための国際哲学研究センター (UTCP)
  - 東アジアリベラルアーツイニシアティブ (EALAI)
  - グローバルコミュニケーション研究センター

- 理学系研究科附属
  - 小石川植物園
    - 日光植物園

  - 臨海実験所
  - スペクトル化学研究センター
  - 地殻化学実験施設
  - 天文学教育研究センター (IoA)
    - 木曽観測所

  - 原子核科学研究センター (CNS)

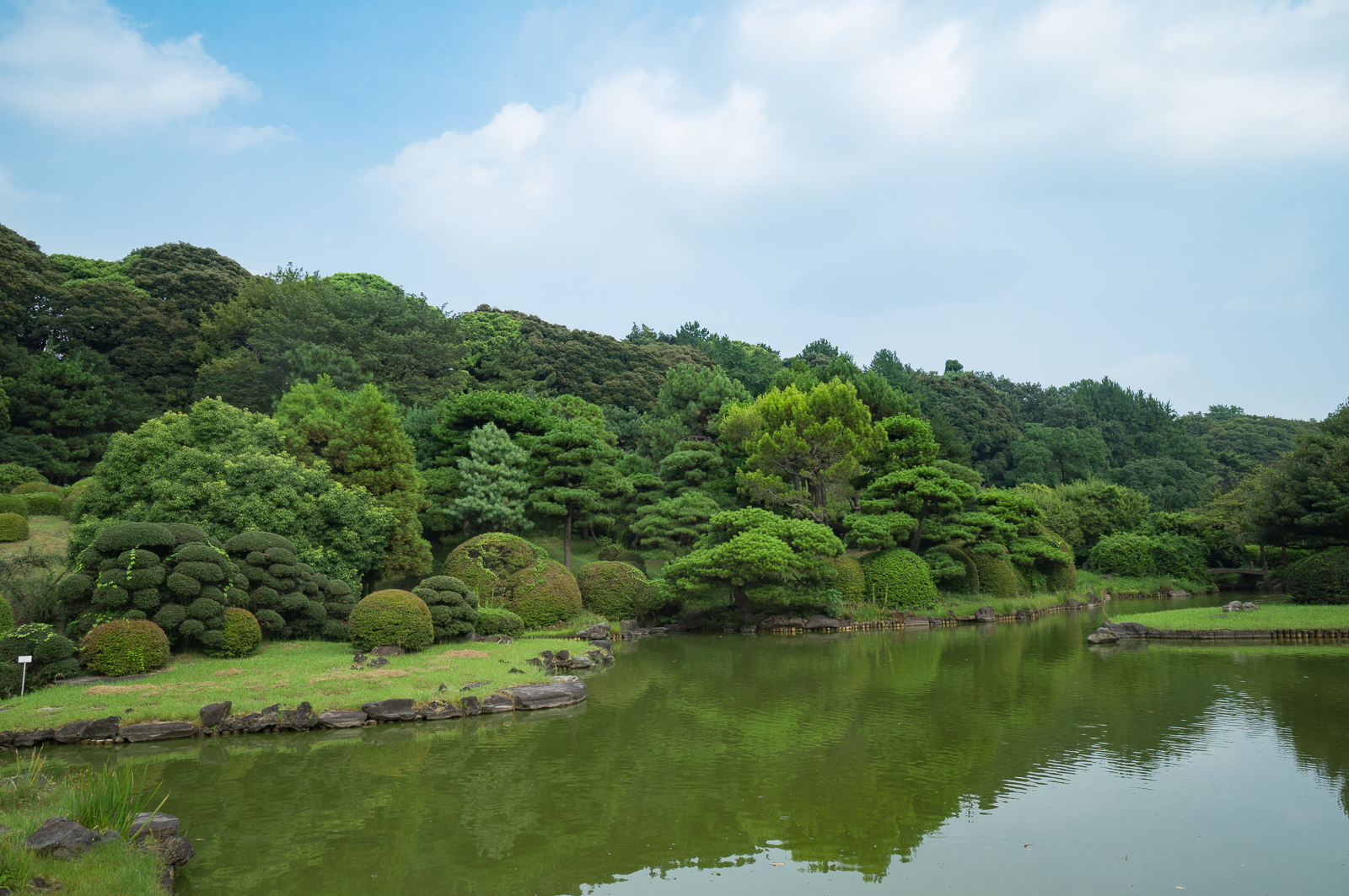
小石川植物園

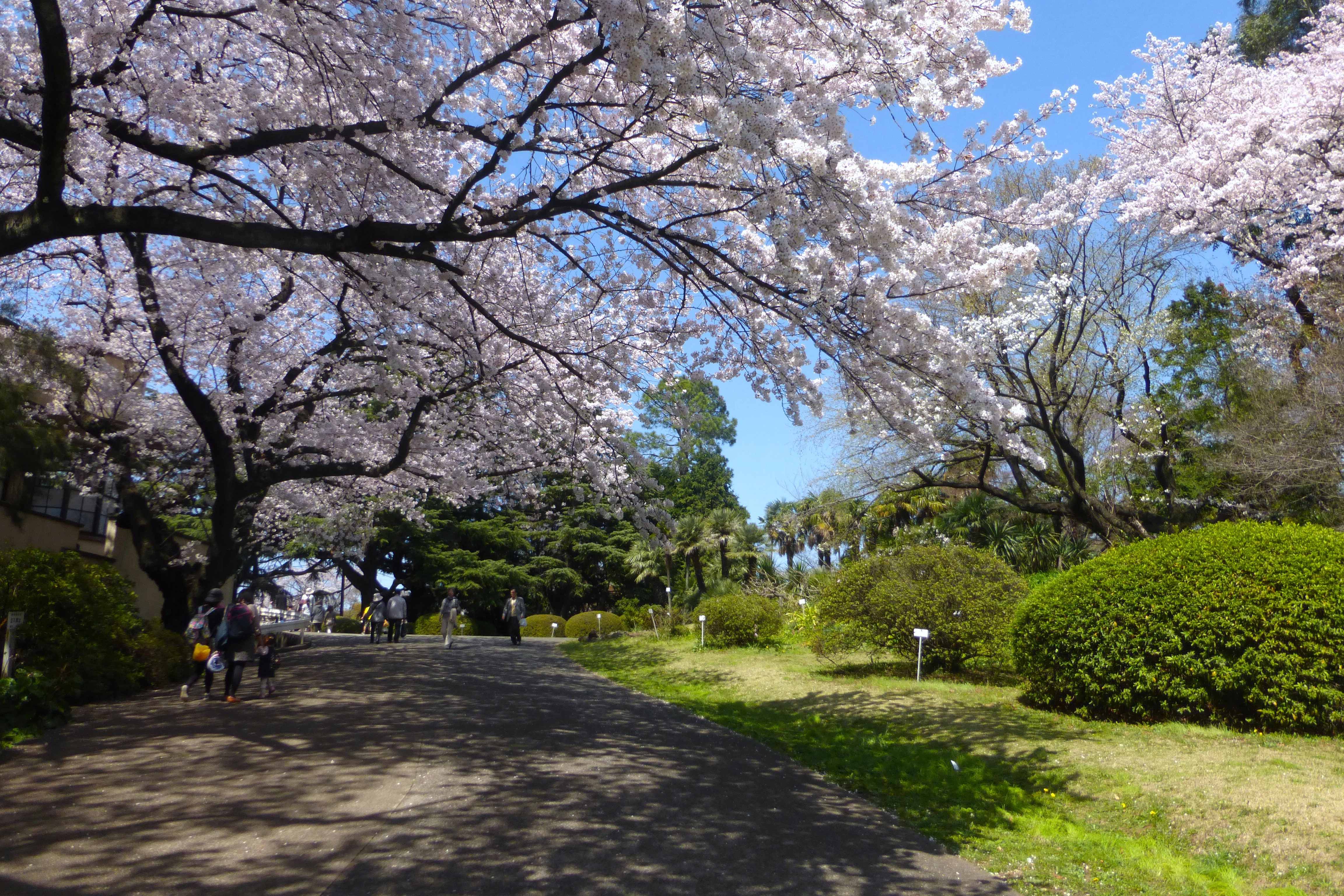
理学系研究科附属植物園

  - ビッグバン宇宙国際研究センター (RESCEU)
  - 超高速強光子場科学研究センター (CUILS)
  - 遺伝子実験施設
  - フォトンサイエンス研究機構
- 工学系研究科附属
  - 水環境制御研究センター (RECWET)
  - 量子相エレクトロニクス研究センター (QPEC)
  - 総合研究機構 (IEI)
  - エネルギー・資源フロンティアセンター (FRCER)
  - 光量子科学研究センター (UT-PSC)
  - 国際工学教育推進機構 (IIIEE)
  - 医療福祉工学開発評価研究センター (MDRRC)
  - レジリエンス工学研究センター

- 農学生命科学研究科附属
  - 生態調和農学機構 (ISAS)
  - 演習林
    - 千葉演習林 (2,226ha)
    - 北海道演習林 (22,715ha)
    - 秩父演習林 (5,812ha)
    - 田無演習林 (9ha)
    - 生態水文学研究所 (1,922ha)
    - 富士癒しの森研究所 (41ha)
    - 樹芸研究所 (247ha)

  - 牧場（通称：高等動物教育研究センター）

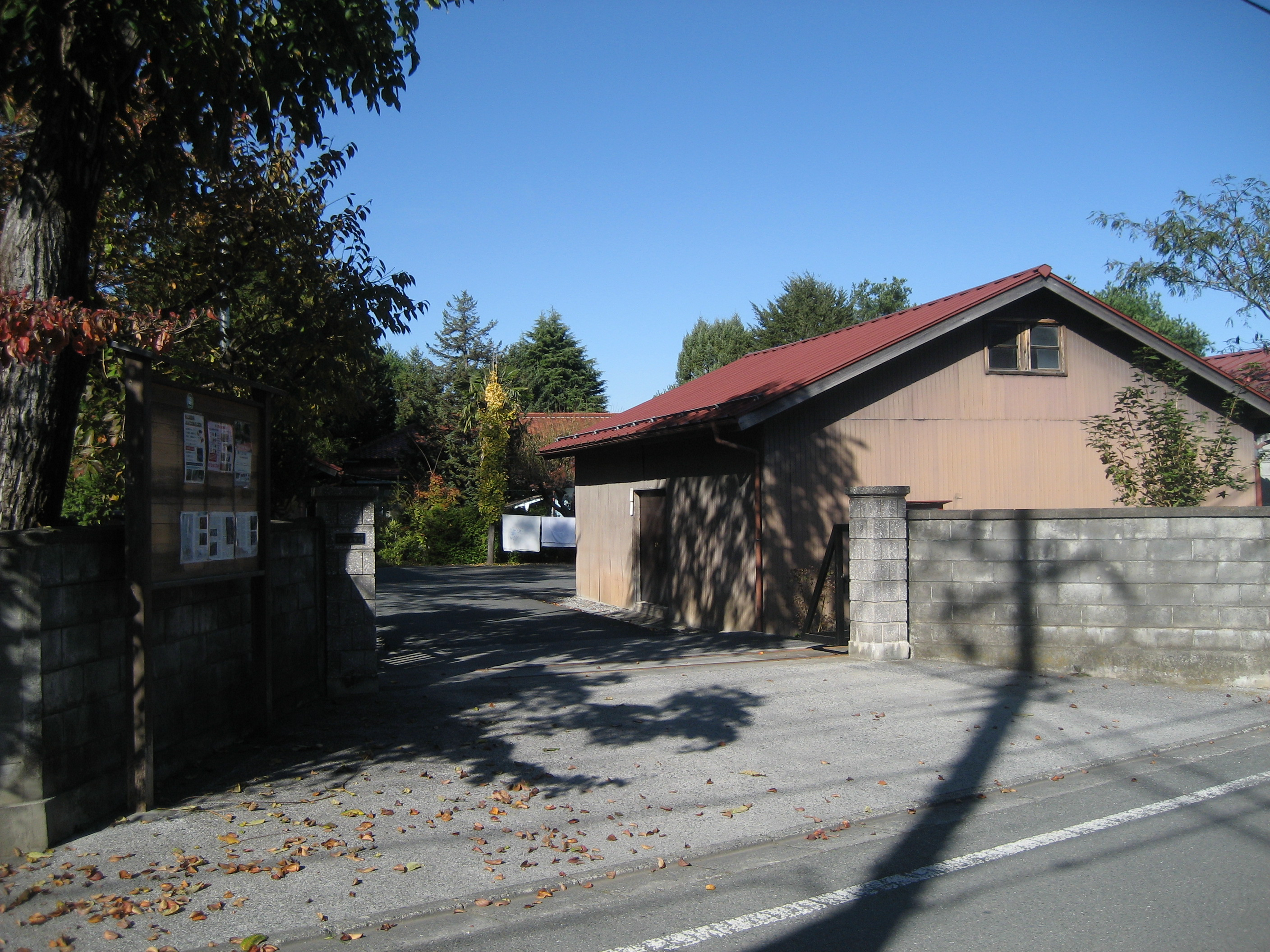
秩父演習林

  - 動物医療センター（ベテリナリーメディカルセンター）
  - 水産実験所（通称：水圏生物教育研究センター）
- 医学系研究科附属
  - 疾患生命工学センター (CDBIM)
  - 医学教育国際研究センター (IRCME)
- 薬学系研究科附属
  - 薬用植物園
- 数理科学研究科附属
  - 数理科学連携基盤センター (ICMS)
- 新領域創成科学研究科附属
  - 生涯スポーツ健康科学研究センター
  - オーミクス情報センター
  - バイオイメージングセンター
  - ファンクショナルプロテオミクスセンター (FPXC)
  - 革新複合材学術研究センター (TJCC)
- 情報理工学系研究科附属
  - ソーシャルICT研究センター
- 情報学環附属
  - 社会情報研究資料センター (MSSA)
  - 総合防災情報研究センター (CIDIR)
  - ユビキタス情報社会基盤研究センター
  - 現代韓国研究センター (CCKS)

#### 附置研究所

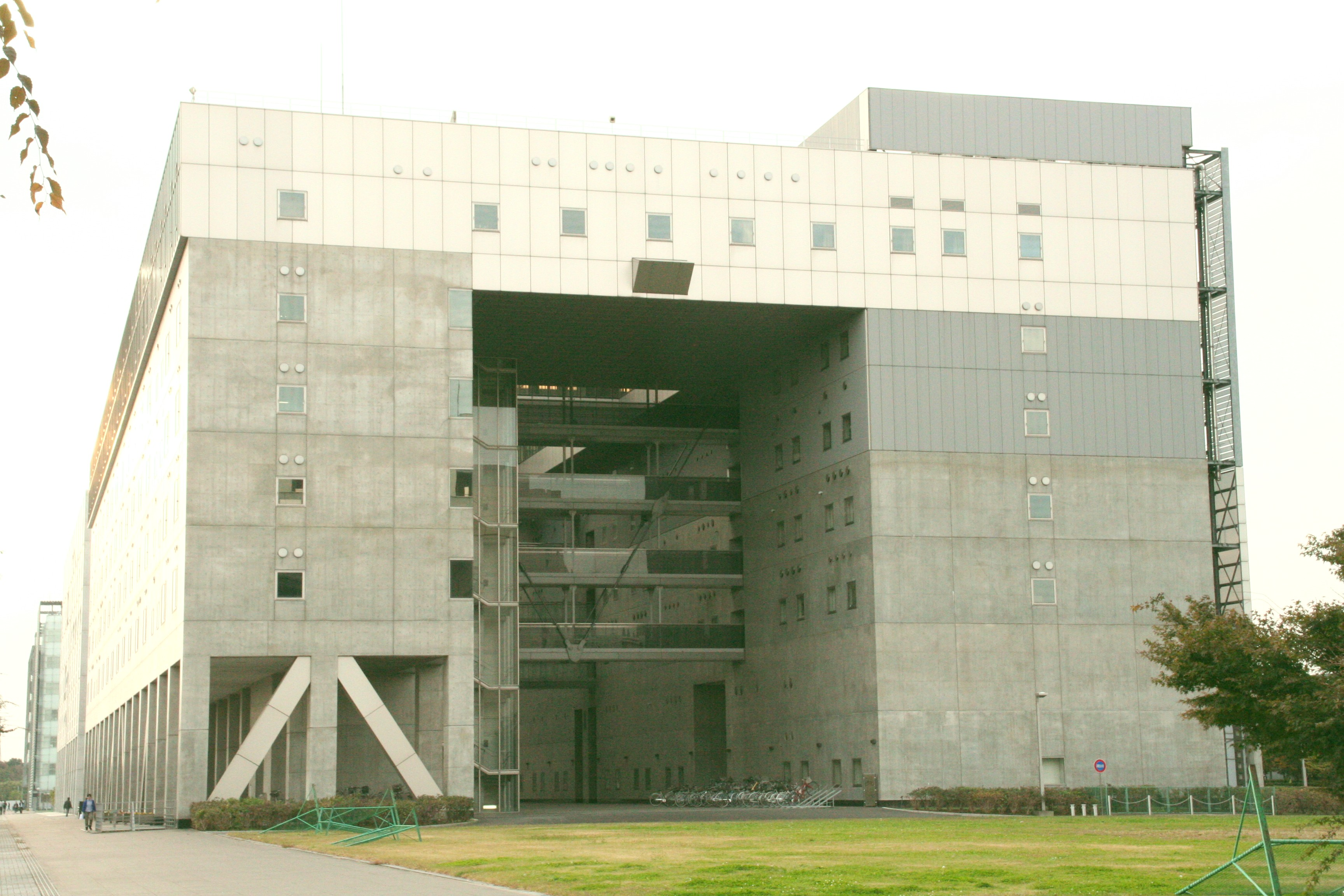
宇宙線研究所

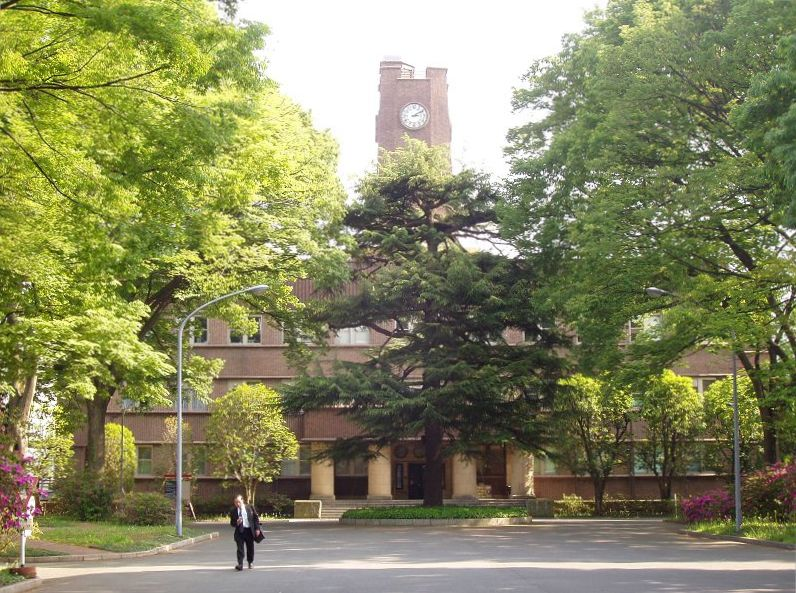
先端科学技術研究センター

専門研究、大学院教育を行う。研究課題によっては、学外からも利用可能。

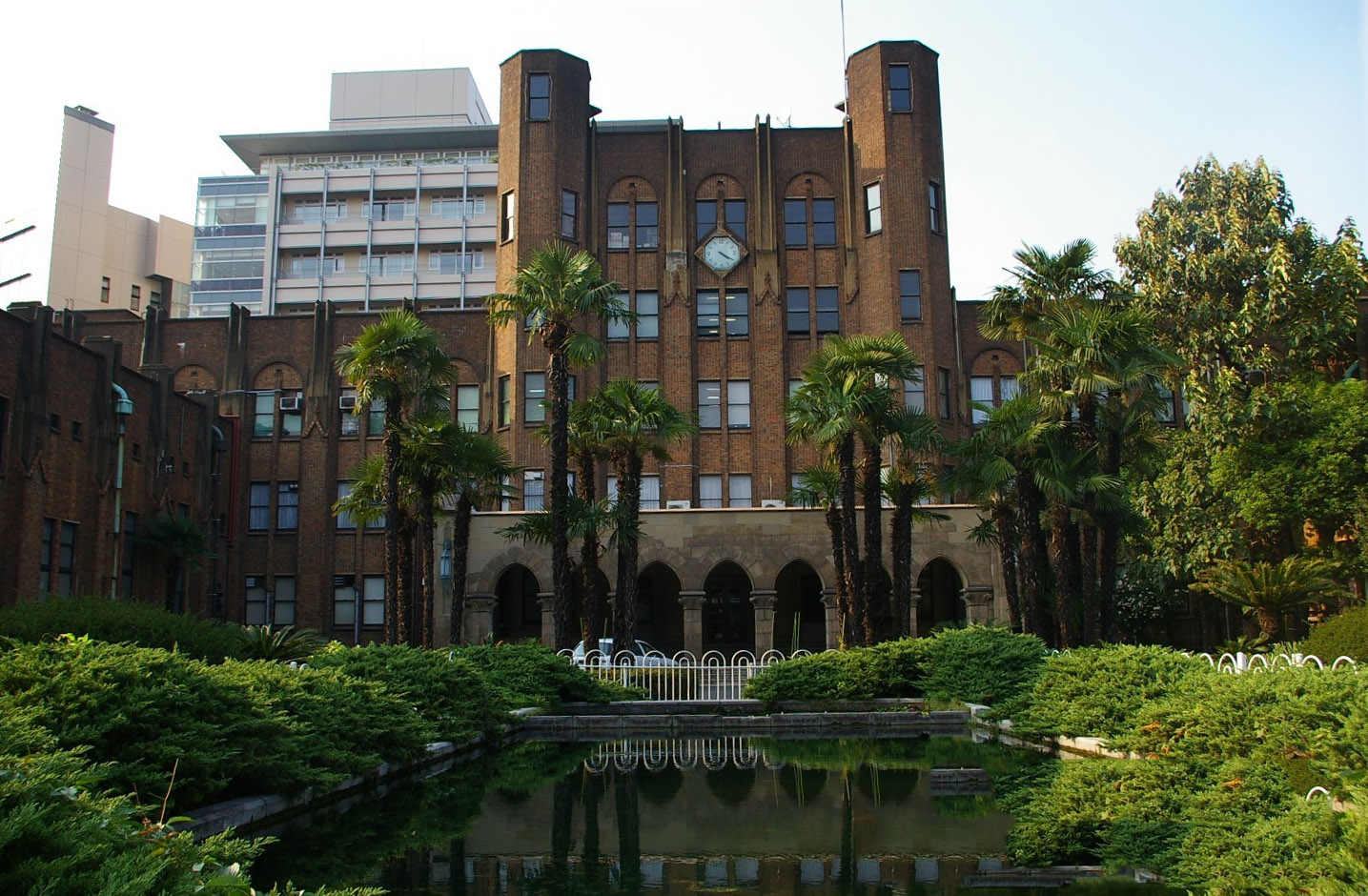
医科学研究所1号館

- 医科学研究所 (IMSUT)
福澤諭吉などが北里柴三郎のために私財を投じて1892年に設立した伝染病研究所を源流とし、1967年に現在の名称・組織となる。感染・免疫、癌・細胞増殖、基礎医科学の3部門および以下の附属施設からなる。
  - 病院
  - 実験動物研究施設
  - 奄美病害動物研究施設
  - 遺伝子解析施設
  - ヒトゲノム解析センター (HGC)
  - システム疾患モデル研究センター
  - 先端医療研究センター
  - 幹細胞治療研究センター
  - 感染症国際研究センター
  - 疾患プロテオミクスラボラトリー
- 地震研究所 (ERI)
1925年設立。数理系、地球計測系、物質科学系、災害科学系の4研究部門および以下の附属施設からなる。
  - 地震予知研究センター
  - 火山噴火予知研究センター (VRC)
  - 海半球観測研究センター (OHRC)
  - 高エネルギー素粒子地球物理学研究センター (CHEER)

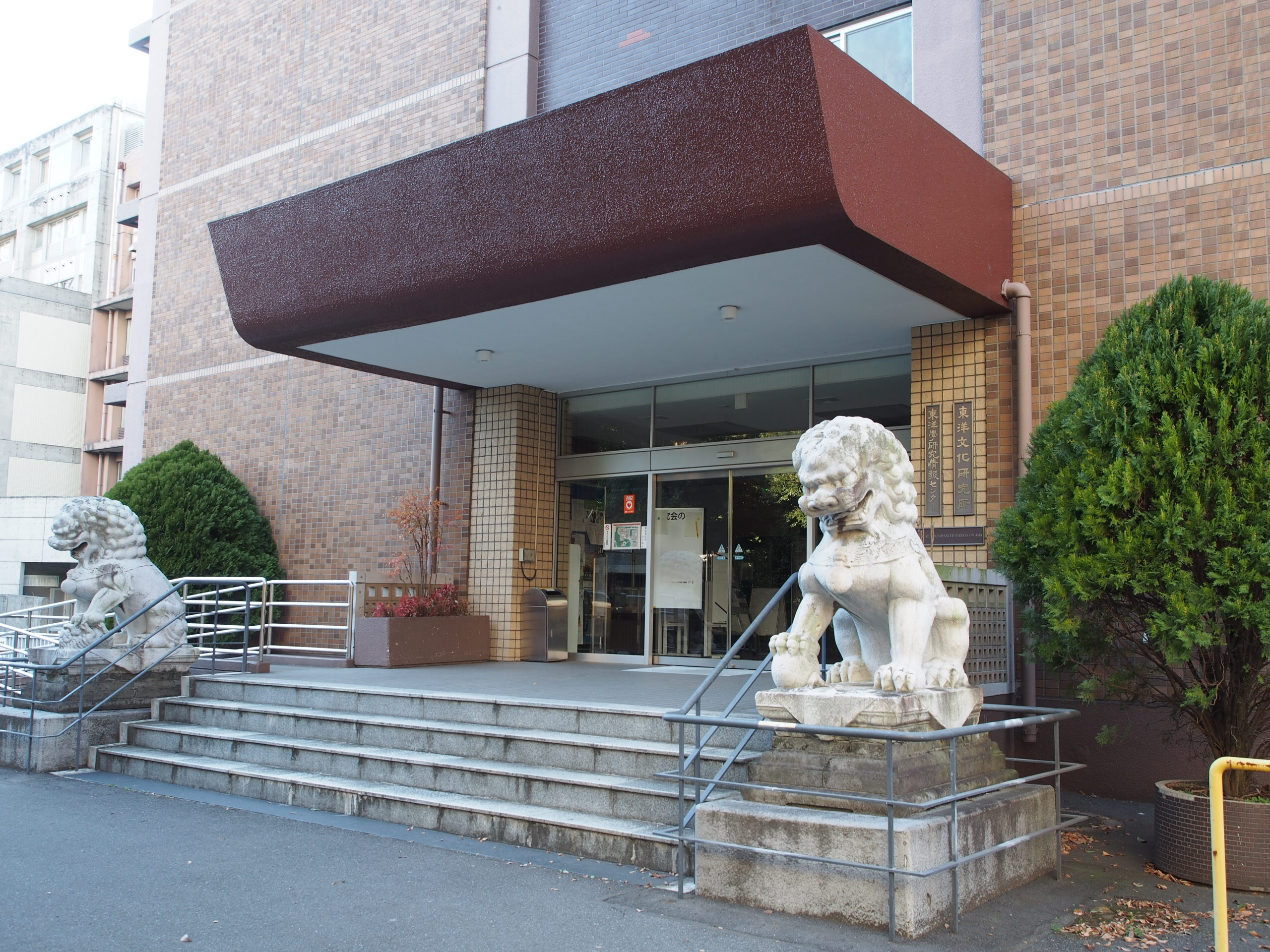
東洋文化研究所

  - 巨大地震津波災害予測研究センター
  - 地震火山噴火予知研究推進センター
  - 観測開発基盤センター
  - 地震火山情報センター (EIC)

- 東洋文化研究所
1941年設立。汎アジア、東アジア第一、東アジア第二、南アジア、西アジア、新世代アジアの6研究部門および以下の附属施設からなる。
  - 東洋学研究情報センター (RICAS)
- 社会科学研究所 (ISS)
1946年設立。比較現代法、比較現代政治、比較現代経済、比較現代社会、国際日本社会の5部門および以下の附属施設からなる。
  - 社会調査・データアーカイブ研究センター (SSJDA)
- 生産技術研究所 (IIS)
第二工学部を前身とし1949年設立。当初は第二工学部以来の千葉市稲毛区（現・西千葉地区）であったが、1962年に六本木に移転し、2001年に駒場キャンパスに移転した。基礎系、機械・生体系、情報・エレクトロニクス系、物質・環境系、人間・社会系の5研究部門と1客員部門、3寄付研究部門、7社会連携研究部門および以下の附属施設からなる。
  - 千葉実験所 〒277-8574 千葉県柏市柏の葉5-1-5
  - 価値創造デザイン推進基盤
  - 次世代モビリティ研究センター (ITS Center)
  - 統合バイオメディカルシステム国際研究センター (CIBiS)
  - マイクロナノ学際研究センター (CIRMM)
  - 持続型エネルギー・材料統合研究センター (IRCSEM)
  - 都市基盤安全工学国際研究センター (ICUS)
  - 海中観測実装工学研究センター
  - 光物質ナノ科学研究センター (NPEM)
  - ソシオグローバル情報工学研究センター (CSGI)
  - 革新的シミュレーション研究センター (CISS)

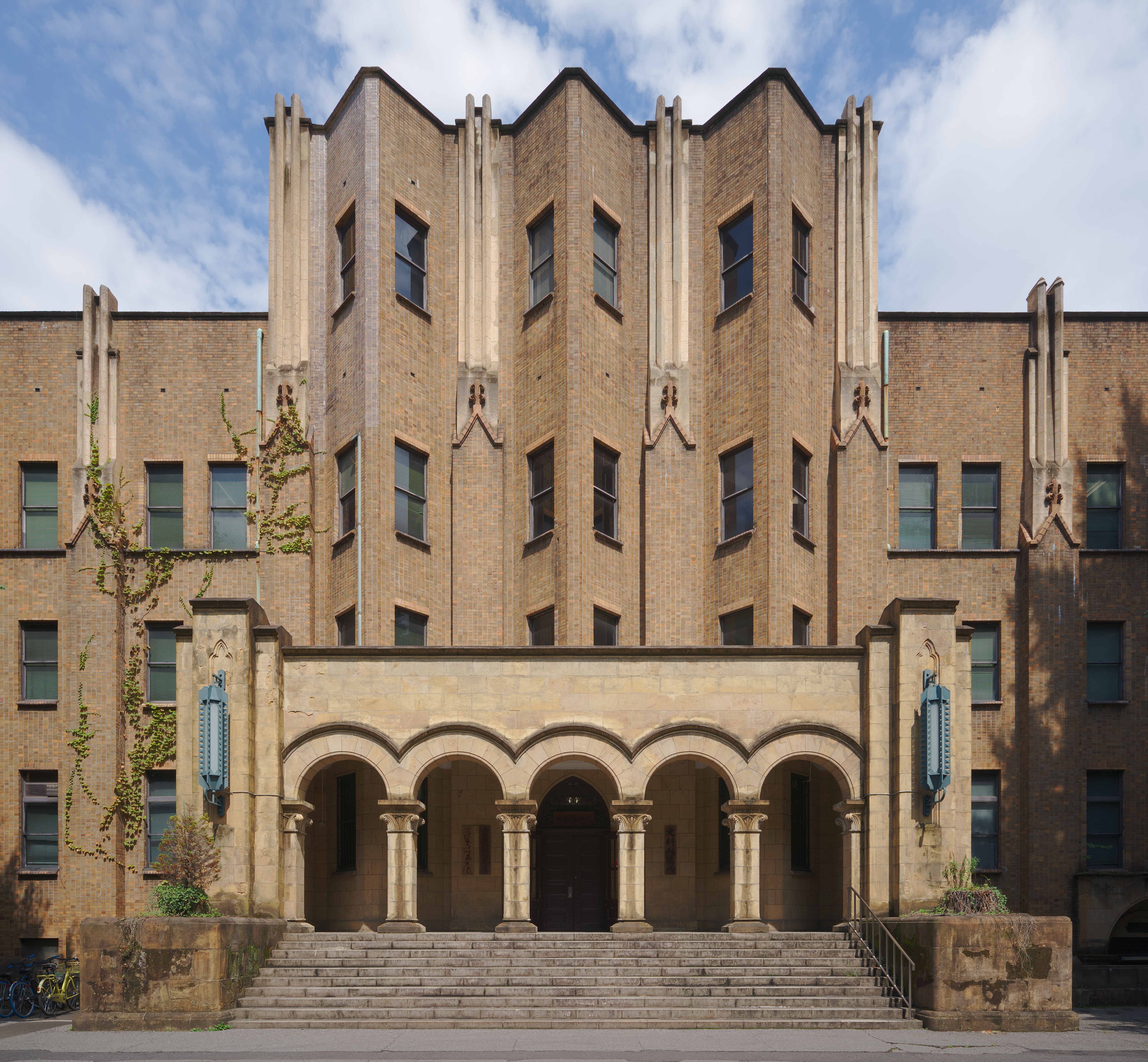
史料編纂所本館

- 史料編纂所
1950年に文学部から独立して東京大学附置研究所となった。古代史料、中世史料、近世史料、古文書古記録、特殊史料の5つの部および以下の附属施設からなる。
  - 画像史料解析センター
  - 前近代日本史情報国際センター
- 定量生命科学研究所 (IQB)
1953年応用微生物研究所として設置され、1993年に分子細胞生物学研究所に改称・改組、2018年に現名称・組織となる。2研究部門（先端定量生命科学、応用定量生命科学）と2研究センター（生命動態研究センター、高度細胞多様性研究センター）からなる。

- 宇宙線研究所 (ICRR)
1953年に東京大学宇宙線観測所が設置され、1976年に現名称に改称された。2000年に柏キャンパスに移転した。東京大学宇宙線観測所は日本初の全国共同利用研究機関である。宇宙ニュートリノ、高エネルギー宇宙線、宇宙基礎物理の3研究部門および以下の附属施設からなる。
  - 神岡宇宙素粒子研究施設（スーパーカミオカンデ）
  - 宇宙ニュートリノ観測情報融合センター (RCCN)

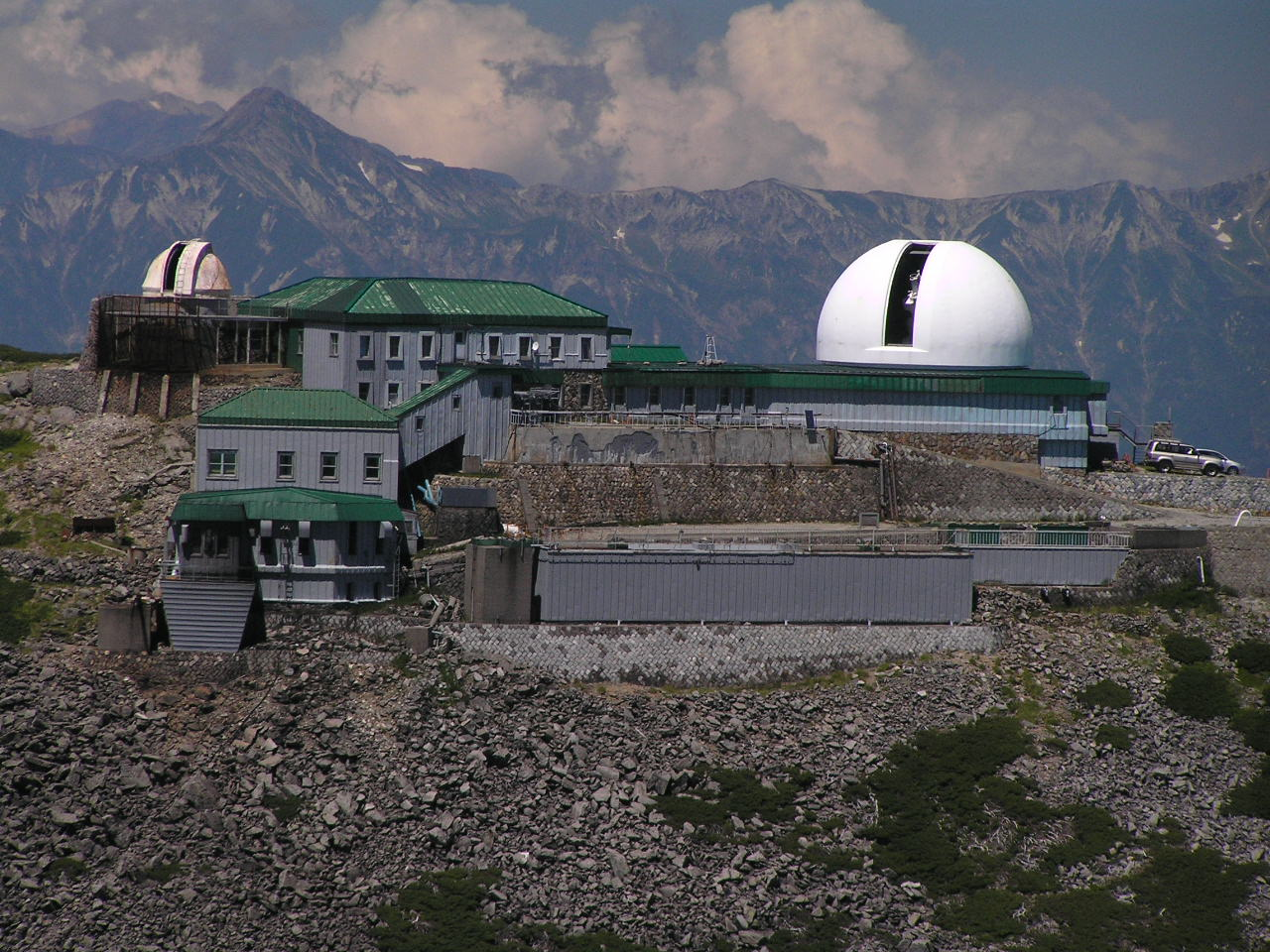
乗鞍コロナ観測所

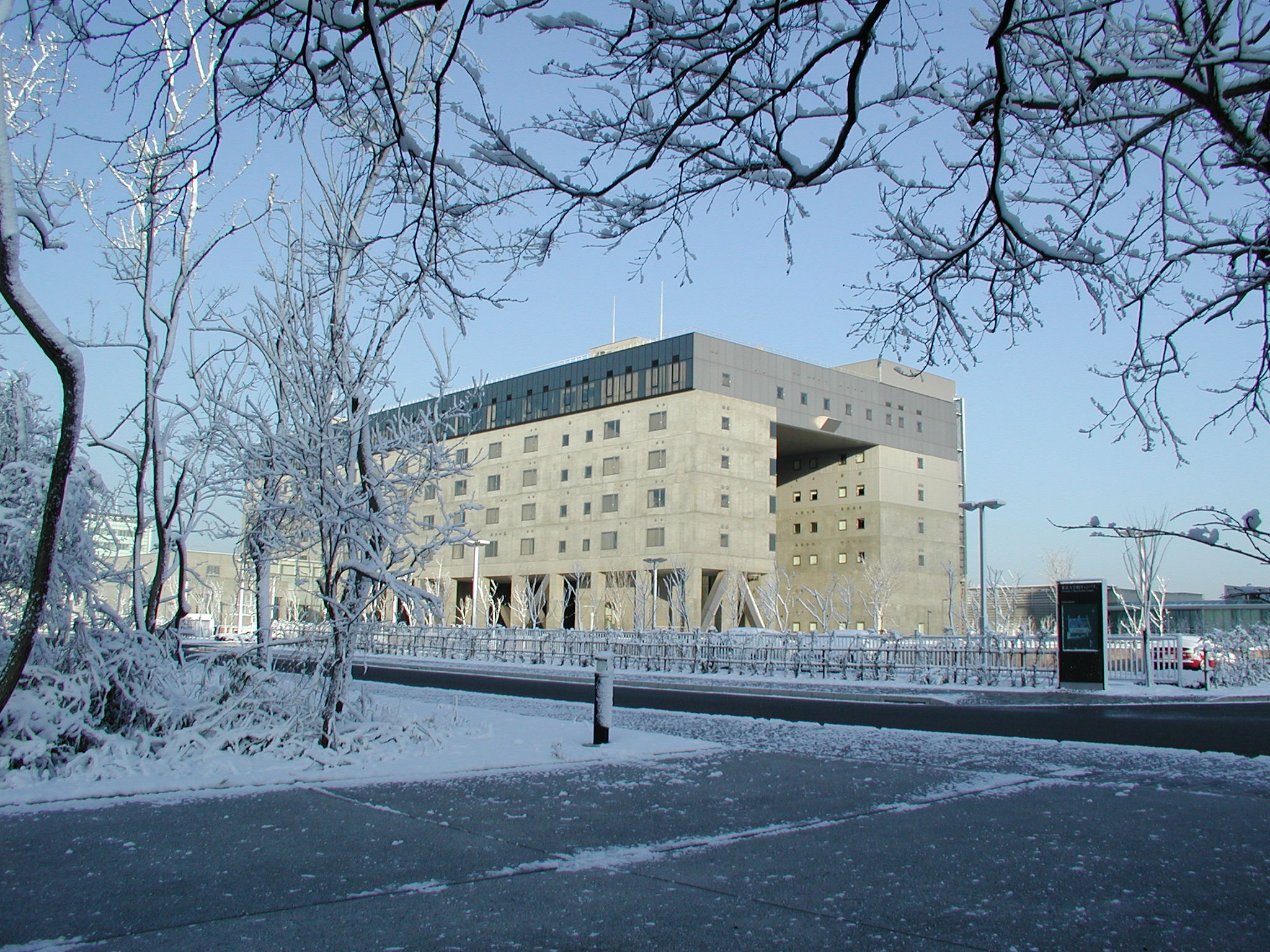
物性研究所 本館（A棟）

- 乗鞍観測所
- 明野観測所

- 物性研究所 (ISSP)
1957年に六本木に設置され、2000年に柏キャンパスに移転した。ナノスケール物性、物性理論、凝縮系物性、社会連携、データ統合型材料物性の5研究部門および以下の附属施設からなる。
  - 物質設計評価施設
  - 中性子科学研究施設
  - 国際超強磁場科学研究施設
  - 計算物質科学研究センター
  - 極限コヒーレント光科学研究センター
    - 軌道放射物性研究施設
- 大気海洋研究所 (AORI)
2010年に海洋研究所（1962年設置）と気候システム研究センター（1991年設置）を統合して設置された。気候システム研究系（気候モデリング研究部門、気候変動現象研究部門）、海洋地球システム研究系（海洋物理学部門、海洋化学部門、海洋底科学部門）、海洋生命システム研究系（海洋生態系動態部門、海洋生命科学部門、海洋生物資源部門）の3研究系8研究部門および以下の附属施設からなる。
  - 国際沿岸海洋研究センター
  - 国際連携研究センター
  - 地球表層圏変動研究センター
  - 高解像度環境解析研究センター

- 先端科学技術研究センター (RCAST)
1987年5月21日学内共同利用施設として設立。東京帝国大学航空研究所（1918年4月1日に設立）を源流とする。2004年に附置研究所となる。材料、環境・エネルギー、社会科学、情報、生物医化学、バリアフリーの6カテゴリーに42の専門分野、2寄付研究部門からなる。大学院工学系研究科先端学際工学専攻の教育も担当している。
  - 産学連携新エネルギー研究施設
- かつて存在した研究所
  - 東京天文台
1878年に理学部に設置された観象台がその前身である。1888年に理科大学附属東京天文台となり、1921年には東京帝国大学の附置研究所となった。1988年に名古屋大学空電研究所（現：太陽地球環境研究所）の一部などと改組統合し、大学共同利用機関国立天文台となった。
  - 宇宙航空研究所
1921年に東京帝国大学に設置された航空研究所が前身である。1946年に理工学研究所、1958年に航空研究所となり、1964年に全国共同利用研究所として宇宙航空研究所が駒場IIキャンパスに設置された。1981年に文部省所管の宇宙科学研究所および工学部附属境界領域研究施設（1988年廃止）に改組された。
  - 新聞研究所
1947年5月31日設置、1992年3月31日廃止。
  - 社会情報研究所
1992年4月1日設置、2004年3月31日廃止。
  - 立地自然科学研究所
1944年設置の南方自然科学研究所を改組して1946年に設置された。1952年に廃止された。
  - 輻射線化学研究所
1945年に設置され、1950年に廃止された。
  - 原子核研究所
1955年に全国共同利用研究所として東京都田無市に設置された。1997年に高エネルギー加速器研究機構に改組された。

#### 全学的研究施設・センター
東京大学教員、学生全てに開放されている。学生証のIDおよび教員のIDで利用可能。大学共同利用の場合にも開放している。総合研究博物館は学外にも開放されており、企画展なども開催されている。
- 総合研究博物館 (UMUT)
  - 小石川分館
- 低温センター
- アイソトープ総合センター
- 環境安全研究センター (ESC)
- 人工物工学研究センター (RACE)
- 生物生産工学研究センター (BRC)

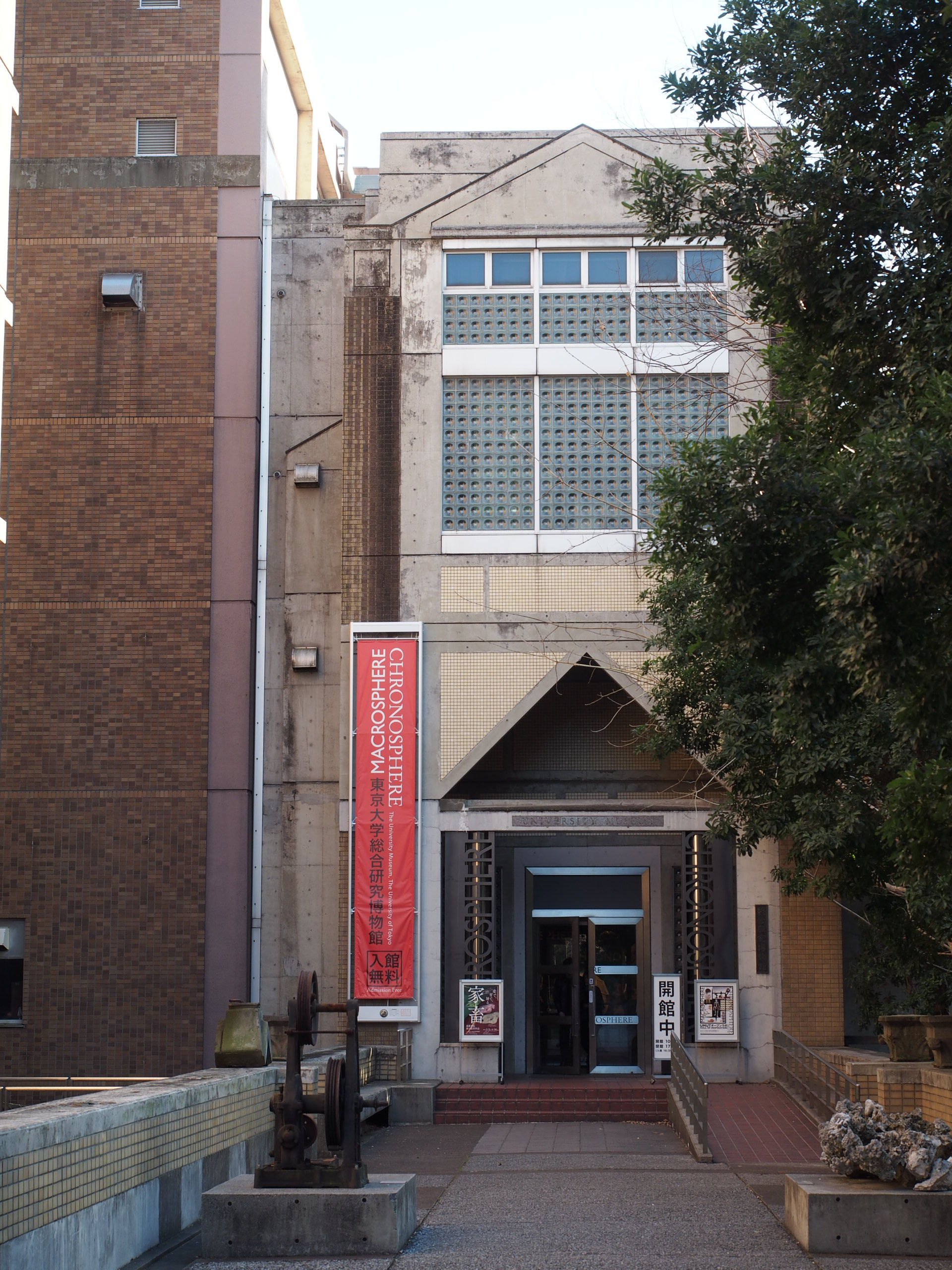
総合研究博物館

- アジア生物資源環境研究センター (ANESC)
- 大学総合教育研究センター
- 空間情報科学研究センター (CSIS)
- 情報基盤センター (ITC)
- 素粒子物理国際研究センター (ICEPP)
- 大規模集積システム設計教育研究センター (VDEC)
- 未来ビジョン研究センター (IFI)
政策ビジョン研究センター (PARI) とサステイナビリティ学連携研究機構 (IR3S) が統合し2019年4月1日に発足。
- バーチャルリアリティ教育研究センター（VRセンター）[120]

#### 附属図書館

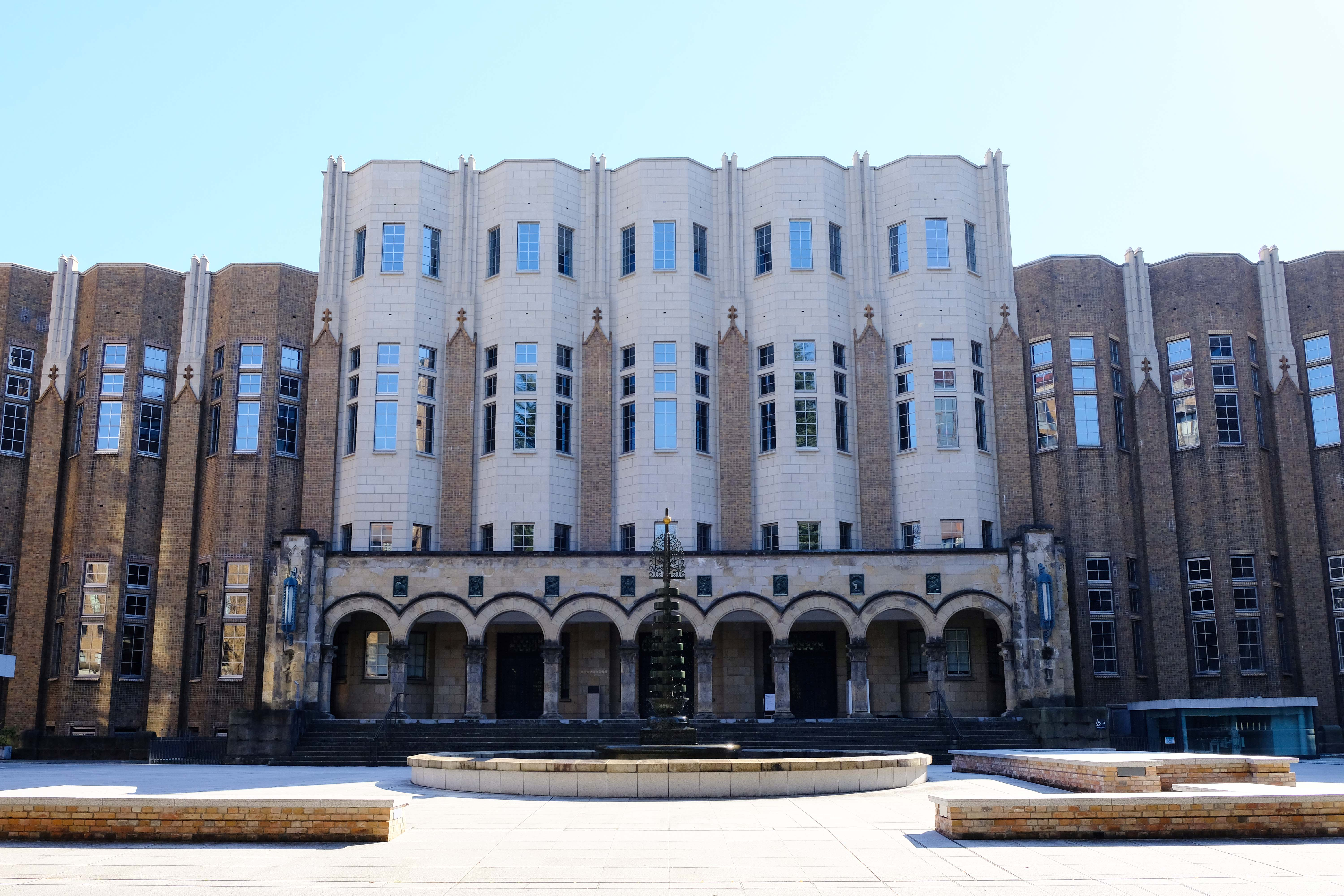
東京大学総合図書館

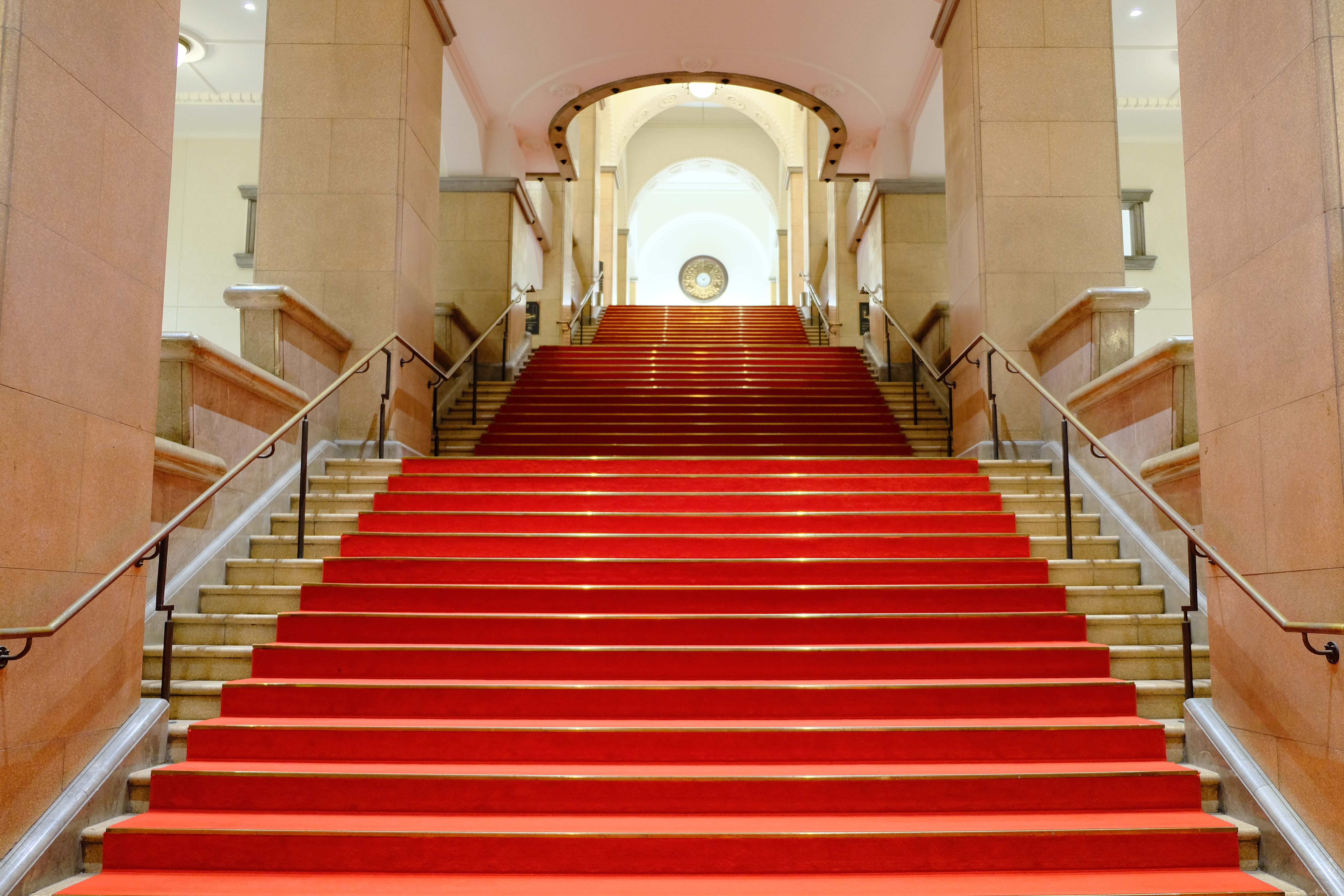
総合図書館大階段

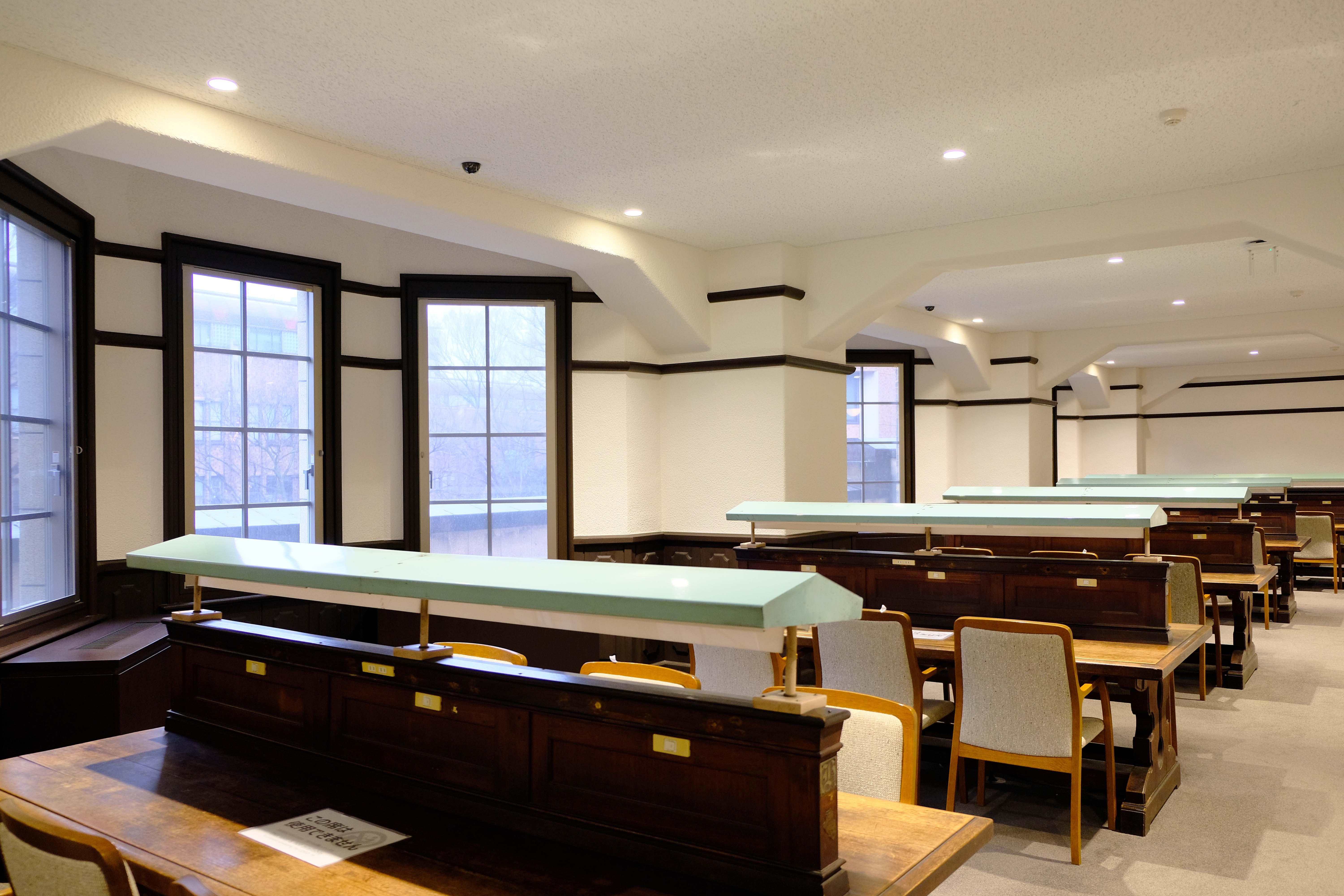
総合図書館2階閲覧室

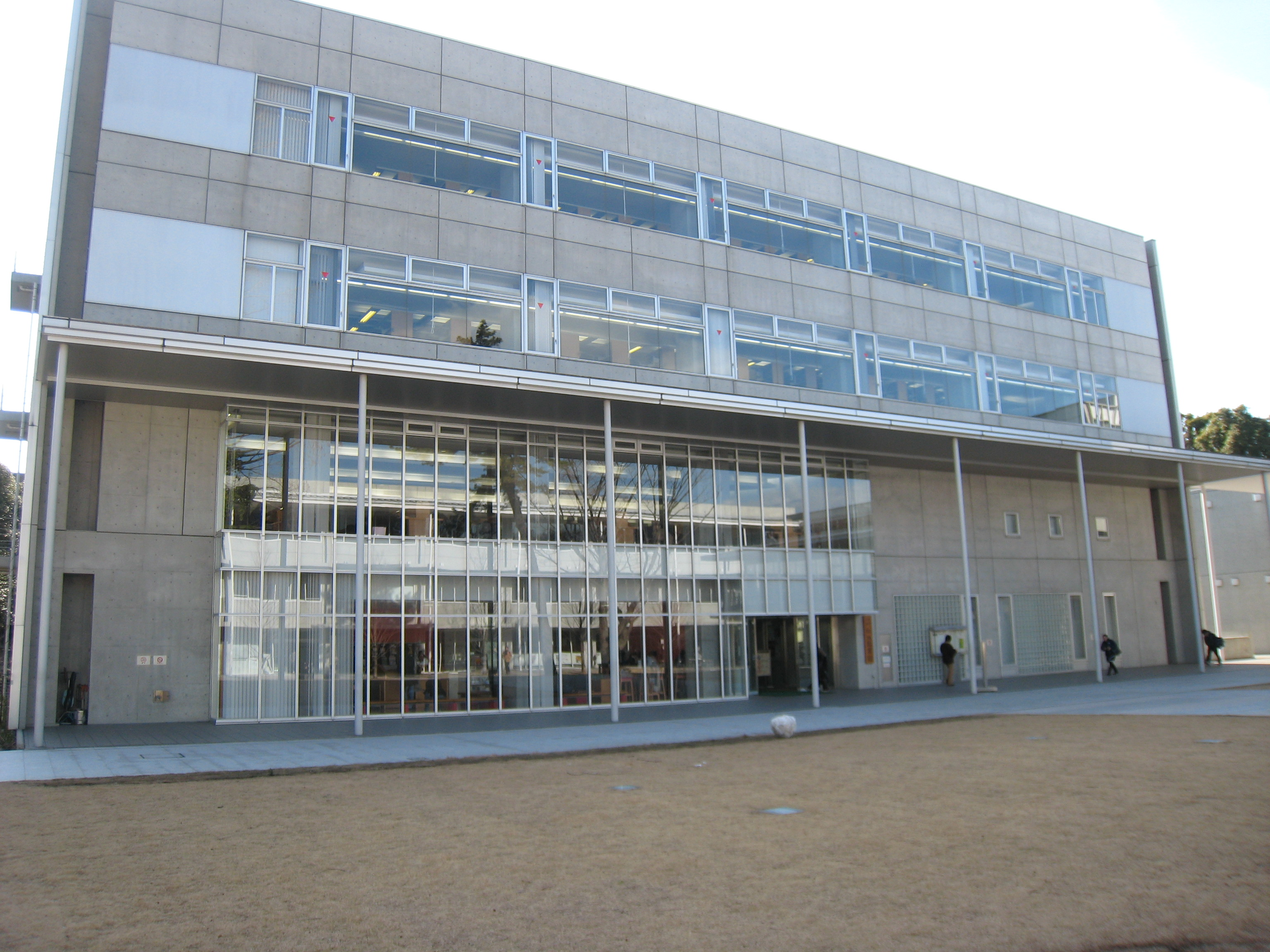
駒場図書館

東京大学附属図書館は本郷キャンパスの総合図書館、駒場キャンパスの駒場図書館、柏キャンパスの柏図書館と、学部・研究科・研究所等に設置されている部局図書館の27館・室から構成されている。蔵書数は全館合計で約983万冊、国内の大学機関で最も多い。卒業生でも利用カード、あるいは東京大学卒業生カードを作れば利用が可能である。
- 図書館
  - 総合図書館
  - 駒場図書館
  - 柏図書館
  - 医学図書館
  - 工学・情報理工学図書館
  - 理学図書館
  - 農学生命科学図書館
  - 経済学図書館
    - 経済学部資料室

  - 薬学図書館
- 図書室
  - 法学政治学研究科・法学部研究室図書室
    - 法制史資料室
    - 外国法令判例資料室

  - 法学政治学研究科附属近代日本法政史料センター（明治新聞雑誌文庫）
  - 人文社会系研究科・文学部図書室
  - 総合文化研究科自然科学図書室
  - 総合文化研究科附属アメリカ太平洋地域研究センター図書室
  - 教育学研究科・教育学部図書室
  - 数理科学研究科図書室
  - 情報学環・学際情報学府図書室
  - 情報学環附属社会情報研究資料センター
  - 医科学研究所図書室
  - 東洋文化研究所図書室
  - 社会科学研究所図書室
  - 生産技術研究所図書室
  - 史料編纂所図書室
  - 宇宙線研究所図書室
  - 物性研究所図書室
  - 大気海洋研究所図書室
  - 地震研究所図書室
  - 先端科学技術研究センター図書室
  - 総合研究博物館図書室

#### 国際高等研究所
東京大学全体の学術の卓越性の向上および国際化を強力に推進するため、全学組織である「東京大学国際高等研究所」(UTIAS) を2011年（平成23年）1月1日に設置した。世界最高水準の研究と、国際発信力を強化し総合研究大学としての国際的プレゼンスを高めることなどを達成目標としている。
- カブリ数物連携宇宙研究機構 (Kavli IPMU)
- ニューロインテリジェンス国際研究機構 (IRCN)
- 東京カレッジ (Tokyo College)
- 新世代感染症センター (UTOPIA)

#### 総長室直属機構
東京大学総長室直属の研究機構。最大の目的は、研究分野毎の研究科連携を進める学際横断型研究機構および専門研究機構からなる。総括プロジェクト機構が大学本部内機構。事務部門の効率化を進め、各研究分野毎の公平性を保つことを目的にしている。
- 総括プロジェクト機構
- 地球観測データ統融合連携研究機構 (EDITORIA)
- 創薬機構 (DDI)
- ナノ量子情報エレクトロニクス研究機構 (Nano Quine)
- 海洋アライアンス
- トランスレーショナル・リサーチ・イニシアティブ (TRI)
- IRT研究機構
- 高齢社会総合研究機構 (IOG)
- 生命科学ネットワーク
- フューチャーセンター推進機構 (UTFC)
- 海洋基礎生物学研究推進センター (CMB)
- マイクロ・ナノ多機能デバイス研究ネットワーク
- 日本・アジアに関する教育研究ネットワーク (ASNET)
- 文書館
- ゲノム医科学研究機構
- こころの多様性と適応の統合的研究機構 (UTIDAHM)
- 分子ライフイノベーション機構 (MLI)
- スポーツ先端科学連携研究機構 (UTSSI)

#### 東京大学出版会
東京大学総長を会長とする財団法人。正確には附属機関ではなく独立採算制を執る独立した機関であるが、東京大学本郷キャンパス内に事務所があることや東京大学関係者の書籍を発行することを目的としているため、本節にまとめた。主に学術書や大学の講義で使う教科書などを出している。

#### 附属学校
以下の附属学校がある。本学への優先的入学制度はない。
- 東京大学教育学部附属中等教育学校
- 東京大学医学部附属看護学校（2002年閉校）
- 東京大学医学部附属助産婦学校（2002年閉校）

#### その他の機関
- 日本語教育センター（国際本部）
- 国際センター（国際本部）
  - 本郷オフィス（国際センター相談室）
  - 駒場オフィス
    - 駒Iキャンパス
    - 駒II支所

  - 柏オフィス（柏インターナショナルオフィス）（柏IO）
- 保健・健康推進本部（保健センター）
  - 本郷支所
  - 駒場支所
  - 柏支所

## 教育および研究

### 教育
- 2020年度に、新型コロナウイルス感染症拡大への対応から、オンライン授業を導入しており[121]、対面授業と併用しながらオンライン授業の活用へ授業様式は変化している[122]。

#### 教養教育（前期課程教育）
東京大学の教養教育は、カリキュラムこそ現代に合わせて変化しているものの、実質的に旧制高等学校時代で重視されていた教養教育の流れを汲んでいる。大手予備校などの教育関係者やマスメディアの間では、旧制高等学校からの教養教育体系がそのまま維持されている大学は、現在の日本では東京大学以外存在していないという評価がある。これは現在の日本では実学が重視されており、多くの大学で教養教育を大幅に縮小するというカリキュラム改変が実施されているためである。

#### 採択されたプログラム
文部科学省の国公私立大学を通じた大学教育改革の支援プログラムに採択されたプログラム名を以下に掲げる。
- 現代的教育ニーズ取組支援プログラム
  - ICTを活用した新たな教養教育の実現 -アクティブラーニングの深化による国際標準の授業モデル構築-
- 特色ある大学教育支援プログラム
  - 教養教育と大学院先端研究との創造的連携の推進
- 大学教育の国際化推進プログラム
  - 国際標準の学部初年次教育実現のモデル構築 -留学生も視野に入れた先進的研修プログラムの試行-
  - 国際連携による初年次教養教育のモデル実現 -職員・学生の参画をとおした「学び」のエンパワーメント-
  - 世界公共政策ネットワーク推進計画（ダブル・ディグリーの導入とグローバル化に対応する教育基盤の構築）
- 法科大学院等専門職大学院形成支援プログラム
  - トランスナショナル・ロー・プログラムズ
  - 国際化・実践化手法による政策形成能力試行
- 質の高い大学教育推進プログラム
  - PISA対応の討議力養成プログラムの開発 -日本における国際先端の教養教育の実現-

#### 授業料減免制度
学生の家計について、所得評価額が基準値以下の場合に授業料の半額〜全額を免除、また総所得が218万円以下（給与所得のみの場合は400万円以下）の場合は原則として授業料全額が免除される制度がある。これにより、入学試験合格者のうち年収450万円以下の家庭の占める割合は18%となった。
ただし、私費外国人留学生については、外国人留学生奨学金（150,000円/月）受給時に、授業料減免申請の取下げ手続きを行うこととする。

#### 学位の取り消し
2010年に、創立史上初の学位の取り消しが行われた。
2003年3月28日に、博士（工学）の学位を授与された、トルコ国籍の大学院工学系研究科博士課程学生（その後、大学院工学系研究科建築学専攻助教となっていた）について、不正な方法で学位を受けた事実が判明したため、学位を取り消すこととなった。

### 研究
- 1995年度に、当時の文部省（現：文部科学省）令により中核的研究拠点形成促進プログラムが始まる。日本学術会議および科学技術・学術政策局の科学技術・学術審議会答申に基づき、研究課題毎の中核拠点形成の活動が始まる。中核的研究拠点は、大学共同利用研究所に相当する機関を形成することを目的とする。
- 2001年度に新たに法制度化された、競争的研究資金獲得制度に基づく研究プログラムを「21世紀COEプログラム」（略して21世紀COE）と呼ぶ。21世紀COE制度は、研究者個人ではなく、研究課題毎に採択されるため、大学内審査を経て、第三者評価により採択される。なお、全てのプログラムは数値管理に基づく評価法によって評価される。詳しくは、大学評価および競争的研究資金については書籍「研究評価 研究者・研究機関・大学におけるガイドライン」（根岸正光・山崎茂明 編著）、丸善、2001を参考にされたい。
- 2006年度に21世紀COEプログラム実施後の第三者評価を行い、いくつかの問題点が指摘されたため、それに基づきグローバルCOEプログラムへ制度変更が行われる。21世紀COEではばらまきの批判があったため、研究課題を精査し産業界への展開や応用研究に絞ることになる。産業界への展開を目的としたため、採択においては研究テーマ課題毎に採択することにした。この事業には日本学術会議、科学技術振興機構、日本学術振興会なども参加している。
- 2007年度に、グローバルCOEプログラム開始と同時に、世界トップレベル国際研究拠点形成促進プログラムが始まる。文部科学省の外郭団体である日本学術振興会の事業で、基礎研究分野の大幅な強化を目的とし、基礎研究分野への大幅な予算を投入することで、大学間連携や専門研究者育成、研究拠点となる研究所の設立および強化が始まる。

#### 21世紀COEプログラム
28件のプロジェクトが採択された。
- 2002年
  - 生命科学
    - 生体シグナル伝達機構の領域横断的研究
    - 「個」を理解するための基盤生命学の推進
    - 戦略的基礎創薬科学

  - 化学・材料科学
    - 動的分子論に立脚したフロンティア基礎化学
    - 化学を基盤とするヒューマンマテリアル創成

  - 情報・電気・電子
    - 情報科学技術戦略コア
    - 未来社会を担うエレクトロニクスの展開

  - 人文科学
    - 共生のための国際哲学交流センター
    - 生命の文化・価値をめぐる「死生学」の構築
    - 基礎学力育成システムの再構築

  - 学際・複合・新領域
    - 融合科学創成ステーション
- 2003年
  - 医学系
    - 脳神経医学の融合的研究拠点
    - 環境・遺伝素因相互作用に起因する疾患研究
    - ゲノム医科学の展開による先端医療開発拠点

  - 数学・物理学・地球科学
    - 科学技術への数学新展開拠点
    - 極限量子系とその対称性
    - 多圏地球システムの進化と変動の予測可能性
    - 強相関物理工学

  - 機械・土木・建築・その他工学
    - 機械システム・イノベーション
    - 都市空間の持続再生学の創出

  - 社会科学
    - 国家と市場の相互関係におけるソフトロー
    - 先進国における《政策システム》の創出
    - 市場経済と非市場機構との連関研究拠点
    - ものづくり経営研究センター

  - 学際・複合・新領域
    - 生物多様性・生態系再生研究拠点
    - 心とことば — 進化認知科学的展開
- 2004年
  - 革新的な学術分野
    - 言語から読み解くゲノムと生命システム（次世代バイオインフォマティクス拠点の創成）
    - 次世代ユビキタス情報社会基盤の形成

#### グローバルCOEプログラム
17件のプロジェクトが採択されている。
- 2007年
  - 生命科学
    - 生体シグナルを基盤とする統合生命学

  - 化学・材料科学
    - 理工連携による化学イノベーション

  - 電気・電子・情報
    - セキュアライフ・エレクトロニクス

  - 人文科学
    - 死生学の展開と組織化
    - 共生のための国際哲学教育研究センター (UTCP)

  - 学際・複合・新領域
    - 世界を先導する原子力教育研究イニシアチブ
- 2008年
  - 医学系
    - 疾患のケミカルバイオロジー教育研究拠点
    - ゲノム情報に基づく先端医療の教育研究拠点

  - 数学・物理学・地球科学
    - 未来を拓く物理科学結集教育研究拠点
    - 数学新展開の研究教育拠点

  - 機械・土木・建築・その他工学
    - 都市空間の持続再生学の展開
    - 機械システム・イノベーション国際拠点

  - 社会科学
    - 国家と市場の相互関係におけるソフトロー
    - ものづくり経営研究センター アジア・ハブ

  - 学際・複合・新領域
    - 次世代型生命・医療倫理の教育研究拠点創成
    - 学融合に基づく医療システムイノベーション
- 2009年
  - 学際・複合・新領域
    - ゲノム情報ビッグバンから読み解く生命圏

注：21世紀COEプログラム、グローバルCOEプログラム以外にも通常の研究教育活動や、特に科学研究費（略:科研費）による研究は行われている。なお、科研費以外にも研究テーマによって、特別研究費・企業委託研究費・採択研究費（特定領域など）の研究費があり、これらが研究活動の源泉となっている。例として、GRAPEプロジェクトは、採択研究費と企業委託研究費（委託研究員も受け入れている）からなる。また、寄附講座によって運営される研究室もあり、この場合には教職員は企業からの派遣によって成り立っている（研究費は企業からの持ち出しであり、税額控除対象となっているようである）。

#### 特別栄誉教授
東京大学で世界的に著しい功績を挙げた教授あるいは勤務した者に対して授与される終身称号のことである。東京大学より称号の授与とともに栄誉手当が支給される。2004年4月1日に「東京大学特別栄誉教授規程」を制定し、2005年1月1日付で4人の東京大学元教授に初めて東京大学特別栄誉教授の終身称号を授与した。

#### 研究成果の社会展開
2005年には独立採算制による株式会社「東大TLO」を設立し、研究成果の特許化および特許流通を進めることになった。研究成果を広く社会に認知してもらうことと、大学研究資金の一助としての活動が期待されている。なお、TLO組織は会津大学より始まり、東京大学でも2008年度から特許流通事業を開始したところである。

## 留学生受け入れ事業
2010年代、世界に開かれた大学作りが国家的戦略（「留学生30万人計画」）として掲げられたのと軌を一にして、東京大学での外国人留学生の受け入れ数は急増している。
各大学とも国際化拠点整備事業（グローバル30）にエントリーしてモデルとなる事業を進める中で、特に東京大学においては質の高い優秀な留学生の受け入れを行い、ハイレベルの国内学生との優れた知的創造のアマルガム生成が期待される。
2020年代でも、スーパーグローバル大学創成支援事業が進められている。令和3年度予算額：33億円（令和2年度予算額：33億円）。うち、東京大学は、タイプA（トップ型）に位置付けられている。

### 外国人留学生数
2022年5月1日時点で受け入れている外国人留学生は、4,627人にのぼり（正規学生のほか研究生・聴講学生等含む）、過去最高の人数である。とりわけ、85%以上を占める私費外国人留学生については、2022年5月の調査で初めて4千人に達し、2012年比でこの10年のうちに倍増しており、大学による留学生支援の成果の一端がうかがえる。日本学生支援機構が行う外国人留学生の在籍状況調査（2021年5月時点）によると、国内の大学における留学生受け入れ数は、2007年以降前年までトップに位置した早稲田大学が2年続きの減少により後退した結果もあり、東京大学 が15年ぶりに1位に返り咲いている。
2022年度の外国人留学生を出身国・地域別の内訳から見ると、中国が全体の約3分の2にあたる65.6%、次いで多い韓国が8.0%であるなどアジアからの学生が全体の9割近くを占めている。その他にヨーロッパからの学生が4.5%、北米からの学生が2.6%などとなっている。この年は、110の国・地域から4,627人の学生を受け入れている。

## 学生生活

### 課外活動
課外活動を行う団体・組織は、大きく分けて運動会とサークルに分かれる。このうち運動会は、他大学によく見られる体育会に相当する組織である。学部生は原則として全員運動会に入会するので、学部生であれば誰でも御殿下記念館などの運動施設の利用、運動会主催の各種大会・講習会への参加、保健体育寮「スポーティア」などでの宿泊等が可能である。大会等に出場するには、運動会に属する部に所属する必要がある。
運動系の活動は、運動会に属する部の他、サークルに参加しても行うことができる。音楽系や文化系の活動を行う場合には、サークルに参加することになる。

#### 東京大学運動会
学生・院生・研究生・教職員・卒業生・修了生・元教職員などを会員とする財団法人。学部生は原則として全員加入であり、年会費が必要。アメリカンフットボール部や漕艇部、硬式野球部、応援部は有名である。全国七大学総合体育大会の参加校で、2009年より京都大学との間で双青戦も開催されている。

#### サークル
大きく分けて、学生部（もしくは各学部）学生課の管轄下にある学生団体と、教養学部学友会（同窓会の連合体としての東京大学校友会とは別組織）に加盟しているサークルの2つに分けられる。また、このどちらにも属さない非公認サークルも存在する。

##### 学生団体
大学当局の公認サークル。団体設立には必ず顧問教官を置く必要があるほか、本郷キャンパスにサークルの活動拠点になるような場所が事実上存在しないため、サークル活動を維持するには駒場キャンパスでの便宜を受けられる学友会加盟サークルで十分な場合が多いなどの理由から、公認を受けないサークルが多い。

##### 教養学部学友会加盟サークル
教養学部の学生自治団体の一つである学友会に加盟しているサークル。サークル設立に際し顧問教官を置く必要がない上、学友会を通じ大学からのサークル援助金を受け取ることが可能。また援助金以外にも部室の確保など、駒場Iキャンパスにおけるサークル活動を行う際の便宜が十分に得られることから、大半のサークルはこちらを選択している。

#### 学生自治会
かつては各学部の学生自治会の連合組織として学生自治会中央委員会が置かれていたが、現在は存在していない。学生自治会ないしそれに相当する自治団体としては、教養学部前期課程の東京大学教養学部学生自治会、法学部の東京大学法学部緑会、医学部自治会などがある。

### 大学祭
五月祭（本郷キャンパス）と駒場祭（駒場キャンパス）の2つがある。五月祭は研究発表が中心であるのに対して、駒場祭は教養学部前期課程に在籍している学生の活動の発表を中心に行われている。

#### 五月祭

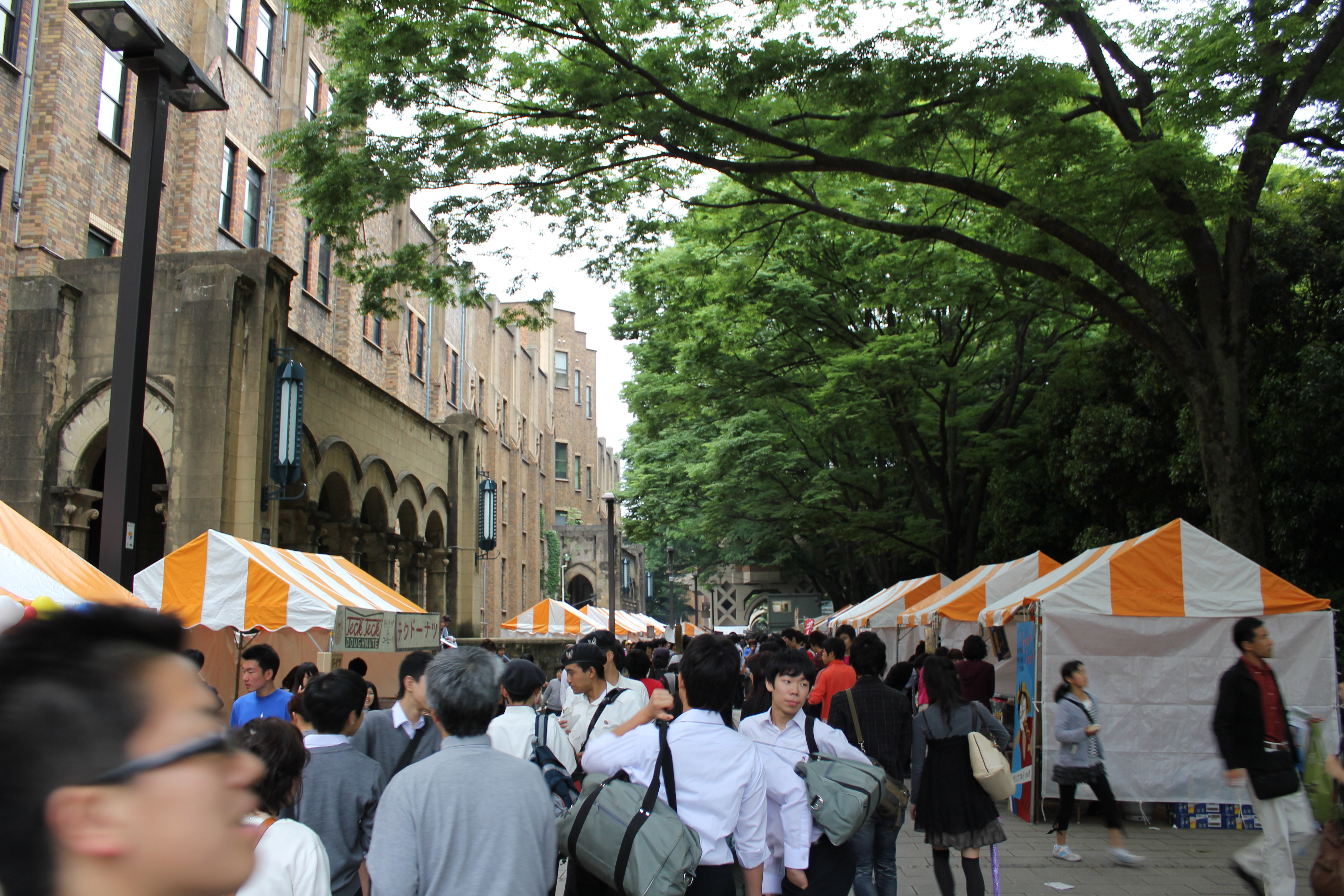
五月祭

五月祭（ごがつさい、May Festival）は、東京大学本郷キャンパス（弥生地区も含む）で開催される大学祭。五月祭常任委員会により開催されている。例年5月末の土日の2日間にかけて開催されている。五月祭の起源は、1923年5月5日に東京帝国大学で催された第1回大園遊會であり、その後、全学大懇親會、全学公開と名称が変わり、1933年に現在の名称になった。

##### テーマ
駒場祭と違い、五月祭ではテーマがある回とない回がある。
| 年度           | テーマ                         |
| -------------- | ------------------------------ |
| 74回（2001年） | あなたが伸ばしたその手のひらに |
| 75回（2002年） | -                              |
| 76回（2003年） | -                              |
| 77回（2004年） | Making the Future              |
| 78回（2005年） | いろとりどり                   |
| 79回（2006年） | My Favorite May Festival       |
| 80回（2007年） | Re Academic                    |
| 81回（2008年） | En-join                        |
| 82回（2009年） | Academic Pandemic              |
| 83回（2010年） | 東大を、見に行こう             |
| 84回（2011年） | 東大に、出会う夏               |
| 85回（2012年） | Our Campus is Your Canvas      |
| 86回（2013年） | aMayzing!                      |
| 87回（2014年） | 花咲く未来、建造中             |
| 88回（2015年） | 知識の扉を、開ける夏           |
| 89回（2016年） | 東大生に、恋した日。           |
| 90回（2017年） | つつむ、ひらく                 |
| 91回（2018年） | 渦を巻く                       |
| 92回（2019年） | 〈おもしろい〉が、交差する。   |
| 93回（2020年） | 青ク咲ク                       |
| 94回（2021年） | 灯る                           |
| 95回（2022年） | 汽祭域                         |
| 96回（2023年） | はなみどり                     |
| 97回（2024年） | しずく融け合う、水模様         |
| 98回（2025年） | 心を駆動する。                 |

#### 駒場祭

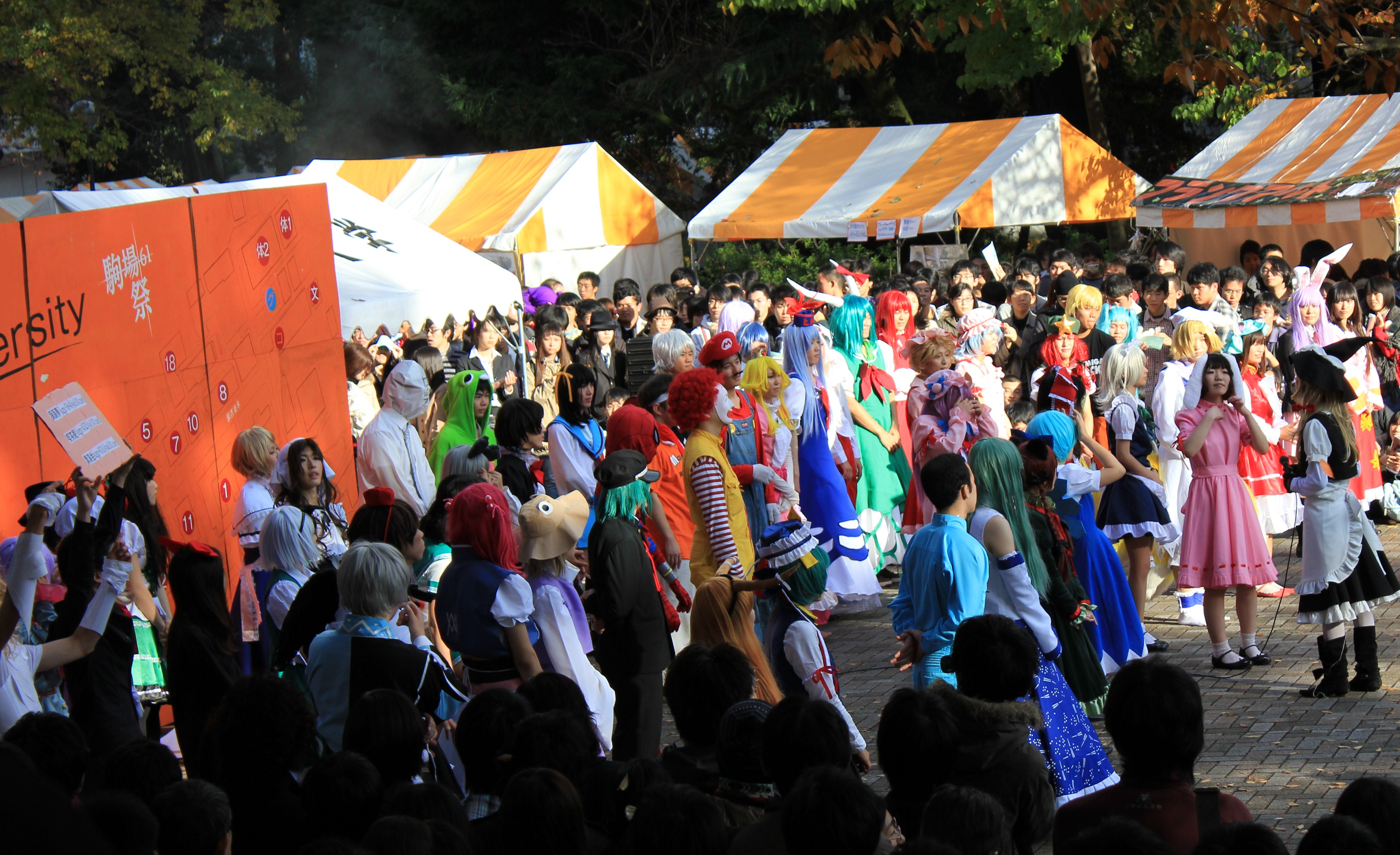
駒場祭

駒場祭（こまばさい、Komaba Festival, 略称：駒祭）は、東京大学駒場Iキャンパスで開催される大学祭。教養学部前期課程の学生を中心に構成される。駒場祭委員会により開催されている。例年11月下旬勤労感謝の日付近の3日間に開催される。駒場祭の起源は、1891年（明治24年）に旧制第一高等学校（一高）で開催された第1回紀念祭にまでさかのぼる。1950年（昭和25年）3月一高が廃止され、新制東京大学に移行した後、同年11月25日に第1回駒場祭が開催され、現在に至る。初代委員長は小倉寛太郎。

### スポーツ
- 硬式野球部は東京六大学野球連盟に所属している（1925年加盟）。
- 旧帝国大学が持ち回りで開催している全国七大学総合体育大会に参加している。
- 一橋大学との対抗戦は、同学の前身である東京商科大学時代から続いており、漕艇部、柔道部、陸上運動部、ゴルフ部、ホッケー部など様々な運動部で開催されている。両大学では東京大学の「東」と一橋大学の旧称である東京商科大学の「商」を取って、東商戦（商東戦）と呼ぶ。また、単に相手校の名を冠して一橋戦（商大戦・東大戦）と呼ぶこともある（イッキョウセンと呼ぶ部もある）。特に漕艇部の「東京大学一橋大学対校競漕大会」（東商レガッタ）は、体育会以外の学生や出身者も観戦に訪れるため、他の同対抗戦と比べて盛大であると同対抗戦の関係者は考えている。
- 運動部所属者以外にも運動の場を提供するという趣旨の下、運動会は総長杯サッカー大会・総長杯野球大会・伊豆戸田マラソン等の諸大会、ダンス・グライダー・ボウリングといった数々のスポーツについての講習会・体験会を主催している。

## 学内組織と大学関係者

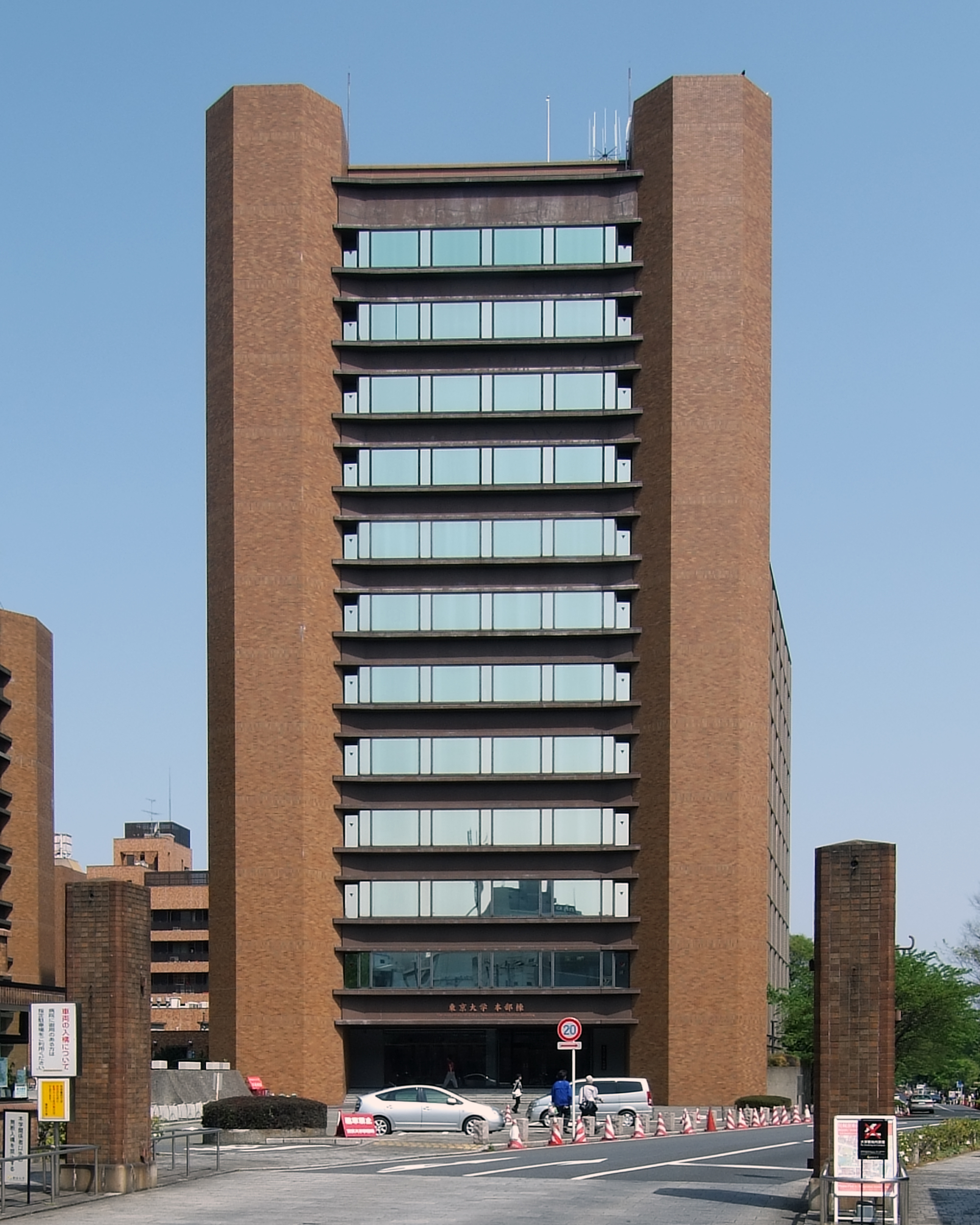
本部庁舎（手前は龍岡門）

### 学内組織
総長は、学内選挙によって選出される。大学の管理責任者であるのみならず、東京大学という学問の府を象徴する存在として機能している。理事（国立大学法人法の定めにより7名以内）は総長が任命し、総長と理事で役員会が構成される。このほか、幹部職員として副学長（若干名）や監事（2名）、副理事（若干名）等が置かれている。このうち、監事は文部科学大臣が任命する。
- 幹部職員（総長、理事〈外部出身者を含む〉、副学長、監事、副理事）
- 経営協議会（総長、理事、教職員、学外委員）
- 教育研究評議会（総長、理事、研究科長、研究所長等）
- 教員（教授、准教授、講師、助教、助手）
- 学生
- 事務部門（本部事務、学部・研究科事務、研究所事務等）
- 卒業生（全学の同窓会である赤門学友会のほか、各学部、研究科、部活動、同好会毎に組織）

#### 職制度
ポストドクター
大学院修了者に対しては、他大学と同じく、ポストドクター制度を採用している。
特別研究員
学位取得者や専門免許職の再教育を目的として設けている。
特任研究員
学位取得者（本学の内外、学位の種類を問わない）かつ社会的に顕著な業績を挙げた研究者を招請する。国内では唯一本学から始まった制度である。新規研究分野における人材発掘や社会的に要請される研究課題を遂行するに当たり、各研究センターもしくは大学本部からの推薦、学内会議により任命される（別の研究機関や大学等との併任がない場合には最大雇用期間が設定されていない。なお、併任の場合には大学院課程相当期間に当たる最大5年となる）。
受託研究員
過去には国内留学と呼ばれた。企業や公的機関から研究員として受け入れ、研究課題の遂行を支援する。
寄附講座職員
寄附講座を設立した企業などから職員を受け入れ、研究課題遂行および求人活動を支援する。
研究室連携
産学官連携などを進めるために、希望した企業等に研究室を貸与し、共同研究などを行いやすくする。

#### 東京大学新聞社
学生新聞「東京大学新聞」を発行している公益財団法人。編集部はすべて東京大学の学生で構成されており、新入生募集などが一般のサークルと一緒に掲載されることもあるが、東京大学教授を理事長とした、法人格を有する団体である点が大きく異なる。

### 大学関係者

#### 稷門賞
稷門賞（しょくもんしょう）は、東京大学の活動の発展に顕著な功績のあった個人、法人あるいは団体に授与される。2002年度から授与されている。具体的には、私財の寄付、ボランティア活動、寄附講座設置などを行った者が対象とされている。
稷門は、中国の戦国時代の斉の首都・臨淄の城門の名前である。斉の威王、宣王が学者を都に集めたため、学府として栄えたことに由来する。

### 卒業生

#### 同窓会組織
各学部・学科ごとに同窓会が分立している。これは、東京帝国大学時代に各学部（分科大学）の独立性がとても大きかったことの名残である。近年は、全学的な同窓会連合組織である「東京大学同窓会連合会」や「東京大学校友会（旧称、赤門学友会」が発足している。卒業生個人は各学部ごとの同窓会や赤門学友会に加入できる。
- 鉄門倶楽部（医学部医学科）
- 東京大学保健学同窓会（医学部健康科学・看護学科）
- 東京大学工学部丁友会（工学部、工学系研究科）
- 木葉会 （工学部建築学科、工学系研究科建築学専攻）
- 造兵精密同窓会（工学部精密工学科、工学系研究科精密工学専攻）
- 東京大学電気系同窓会（工学系研究科、情報理工学系研究科、新領域創成科学研究科、情報学環・学際情報学府の電気関連専攻）
- 航空宇宙会（工学部航空宇宙工学科・工学系研究科航空宇宙工学専攻）
- 東京大学経友会（経済学部）
- 東京大学薬友会（薬学部）
- 東京大学理学部数学教室・大学院数理科学研究科同窓会（東大数学同窓会）（理学部数学科、数理科学研究科）
- 創域会（新領域創成科学研究科）
- 東京大学公共政策大学院同窓会（公共政策大学院）
- 東京大学医師会（医学部医学科）

この他に、サークル・ゼミ・クラス単位の同窓会や地域ごとの同窓会もある。また、女子卒業生のみ（女子在学生も入会可能）の「さつき会」もある。駒場友の会は駒場キャンパスの同窓会としての性格をもっている。

#### 学士会

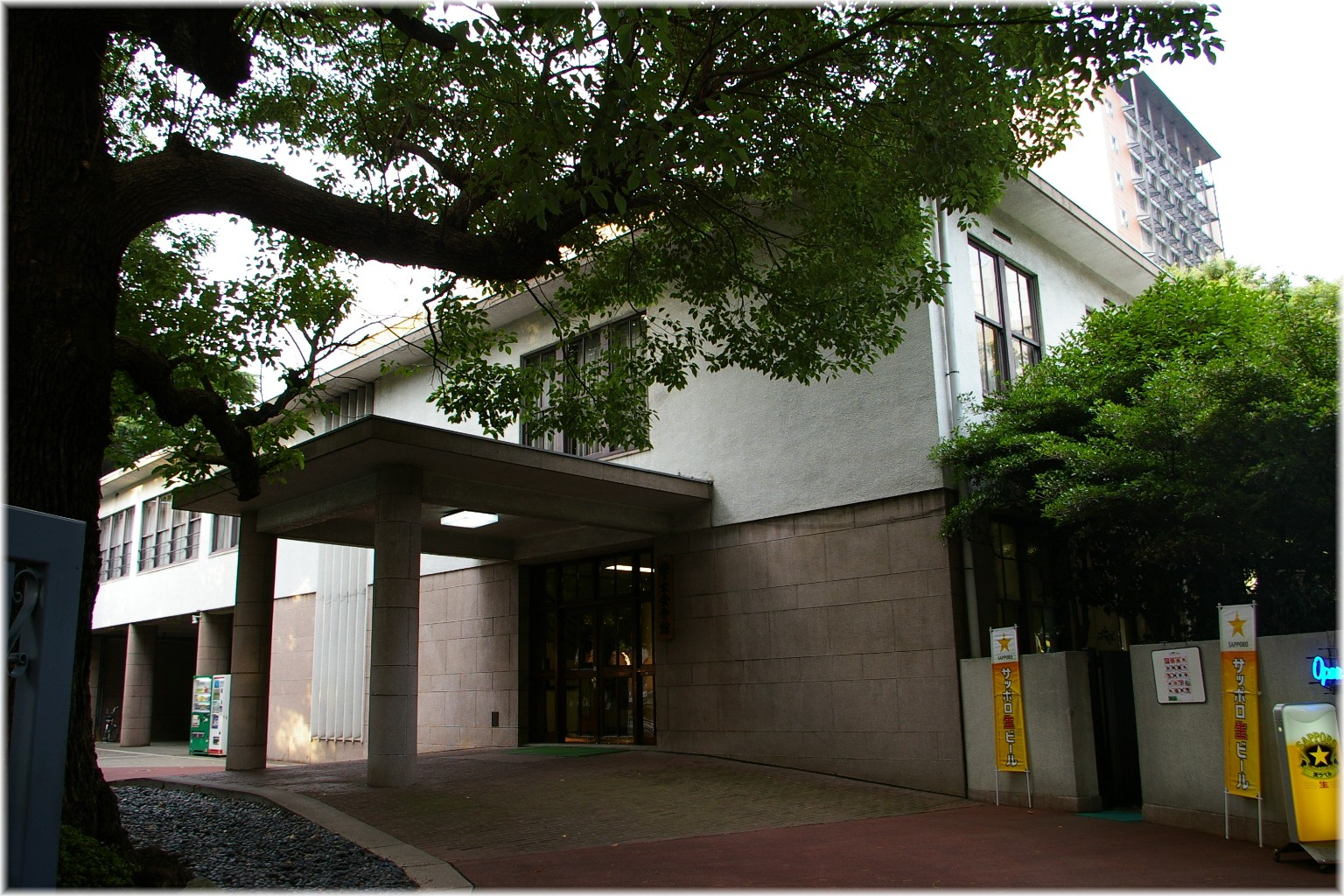
学士会分館（2006年）。右端にビアガーデンの幟などが見える。

1886年に東京帝国大学卒業生によって設立された同窓会組織であり、旧帝国大学出身者および教授・准教授（助教授）・学長とその経験者で構成されている。
2008年度まで本郷キャンパスの赤門付近に学士会分館があったが、一帯の再開発計画（経済学部学術交流研究棟など）に伴い閉鎖された。1965年から毎年夏季に開かれていたビアガーデンも2007年度を最後に廃止された。

#### 東京大学卒業生カード
三菱UFJニコスと提携し、同窓生向けのクレジットカードを発行していた（現在は廃止）。黒を基調にした一般カードとゴールドカードが存在した。付加機能としては総合図書館の入館証を兼ねていた（2011年以降発行者は利用不可）。

## 施設

### キャンパス
東京大学は新制大学となってから長い間（日本全国に分布する研究施設などを除くと）本郷・駒場の主要2キャンパスで構成されていたが、1992年6月に立案された三極構造構想に基づいて柏キャンパスが設置されてからは、本郷・駒場・柏が主要キャンパスと扱われるようになった。現在、東京大学公式サイトでは、これらに白金・中野を加えた5キャンパス体制を謳っている。本郷・駒場・柏はさらに複数のキャンパスに分かれている。「東京大学キャンパス計画委員会規則」（平成14年2月19日評議会可決）では、「『本郷地区』とは本郷、浅野および弥生の各キャンパスをいい、『駒場地区』とは駒場第一および駒場第二の各キャンパスをいい、『柏地区』とは柏キャンパスをいい、『検見川・西千葉・柏II地区』とは検見川、西千葉および柏IIの各キャンパスをいう」と定義されていたが、2007年1月の「柏地区キャンパス開発・利用計画要綱」（平成7年12月12日評議会承認）の改正により、現在では柏IIキャンパスは柏地区キャンパスに含まれることになっている。
東京大学構内には歴史的建築が多数存在するため、代表的な建造物については東京大学の建造物で詳しく解説している。

#### 本郷地区キャンパス
後期課程と大学院のほとんどが設置されているキャンパス。

#### 駒場地区キャンパス
教養課程などが設置されているキャンパス。

#### 柏地区キャンパス
自然科学系研究所などが集中設置されているキャンパス。

#### 白金キャンパス
- 使用学部・使用研究科：なし
- 使用附属施設
  - 医科学研究所
- 交通アクセス
  -  東京メトロ南北線・ 都営地下鉄三田線白金台駅徒歩0分
  - JR 山手線目黒駅より徒歩15分

「白金地区」あるいは「白金台キャンパス」とも呼ばれる。

#### 中野キャンパス
- 使用学部・使用研究科・使用附属施設：なし
- 交通アクセス
  -  東京メトロ丸ノ内線中野新橋駅より徒歩10分
  -  京王新線幡ヶ谷駅より徒歩20分、 都営地下鉄大江戸線西新宿五丁目駅より徒歩15分
  - JR新宿駅西口より京王バス利用

「中野地区」とも呼ばれる。旧制東京高等学校が所在した場所である。現在は東京大学教育学部附属中等教育学校が所在する。1962年に東京大学海洋研究所が設置されていたが、2010年4月に東京大学大気海洋研究所として柏キャンパスへ完全移転した。

#### その他の施設
小石川地区（東京都文京区）
使用附属施設
- 理学系研究科附属植物園
- 農学生命科学研究科附属小石川樹木園
- 総合研究博物館小石川分館

交通アクセス
-  都営地下鉄三田線白山駅より徒歩10分
-  東京メトロ丸ノ内線茗荷谷駅より徒歩約15分

田無地区（田無キャンパス）（東京都西東京市）
使用附属施設
- 生態調和農学機構
- 農学生命科学研究科附属田無演習林

交通アクセス
-  西武新宿線田無駅より徒歩7分
-  西武池袋線ひばりヶ丘駅より西武バス利用

多摩農場は検見川キャンパスに移転する予定であったが、地元の市民団体が反対運動をしたこともあり、2007年8月に移転中止を決定した。逆に、これまで検見川キャンパスにあった緑地植物実験所および神奈川県二宮町の附属農場二宮果樹園を田無地区に移転することとなり、2010年4月、統合して生態調和農学機構が発足した。なお二宮果樹園は、移転に先立って2008年3月19日に閉鎖された。
以前は宇宙線研究所、原子核研究所（現：高エネルギー加速器研究機構）も同キャンパスに設置されていたが、現在はいずれも移転している。
検見川地区（検見川キャンパス）（千葉県千葉市花見川区）
使用附属施設
- 薬学系研究科附属薬用植物園
- 検見川総合運動場

交通アクセス
- JR 総武線新検見川駅より徒歩10分

将来、検見川キャンパスの運動場機能の一部を柏IIキャンパスに移すことを計画している。
農学生命科学研究科附属農場の多摩農場（田無地区）・二宮果樹園を検見川キャンパスに移転させる計画もあったが、これは上述のように中止となった。
西千葉地区（西千葉キャンパス）（千葉県千葉市稲毛区）
使用附属施設
- なし

交通アクセス
- JR 総武線西千葉駅より徒歩5分

生産技術研究所附属千葉実験所があったが、2017年4月1日に柏キャンパスに移転した。2019年現在、民間による街計画の跡地利用が進められている。
柏キャンパスに統合・移転した大気海洋研究所は、当初西千葉キャンパスに設置される予定だった。当初の予定地は、移転財源確保のため処分する見込みである。
東海キャンパス（東海村キャンパス）（茨城県那珂郡東海村）
使用研究科
- 工学系研究科原子力専攻

使用附属施設
- 物性研究所附属中性子科学研究施設

交通アクセス
- JR常磐線東海駅より路線バス（茨城交通）利用
- JR東京駅より高速バス（茨城交通）利用

原子力専攻は研究室・事務室の他に、研究設備として高速中性子源炉「弥生」、ライナック (LINAC)、核融合炉ブランケット研究施設、重照射研究設備 (HIT) を有する。
この他、スーパーカミオカンデ、農学生命科学研究科附属演習林、医科学研究所附属奄美病害動物研究施設など全国各地に研究施設を持つ。

### 学生食堂

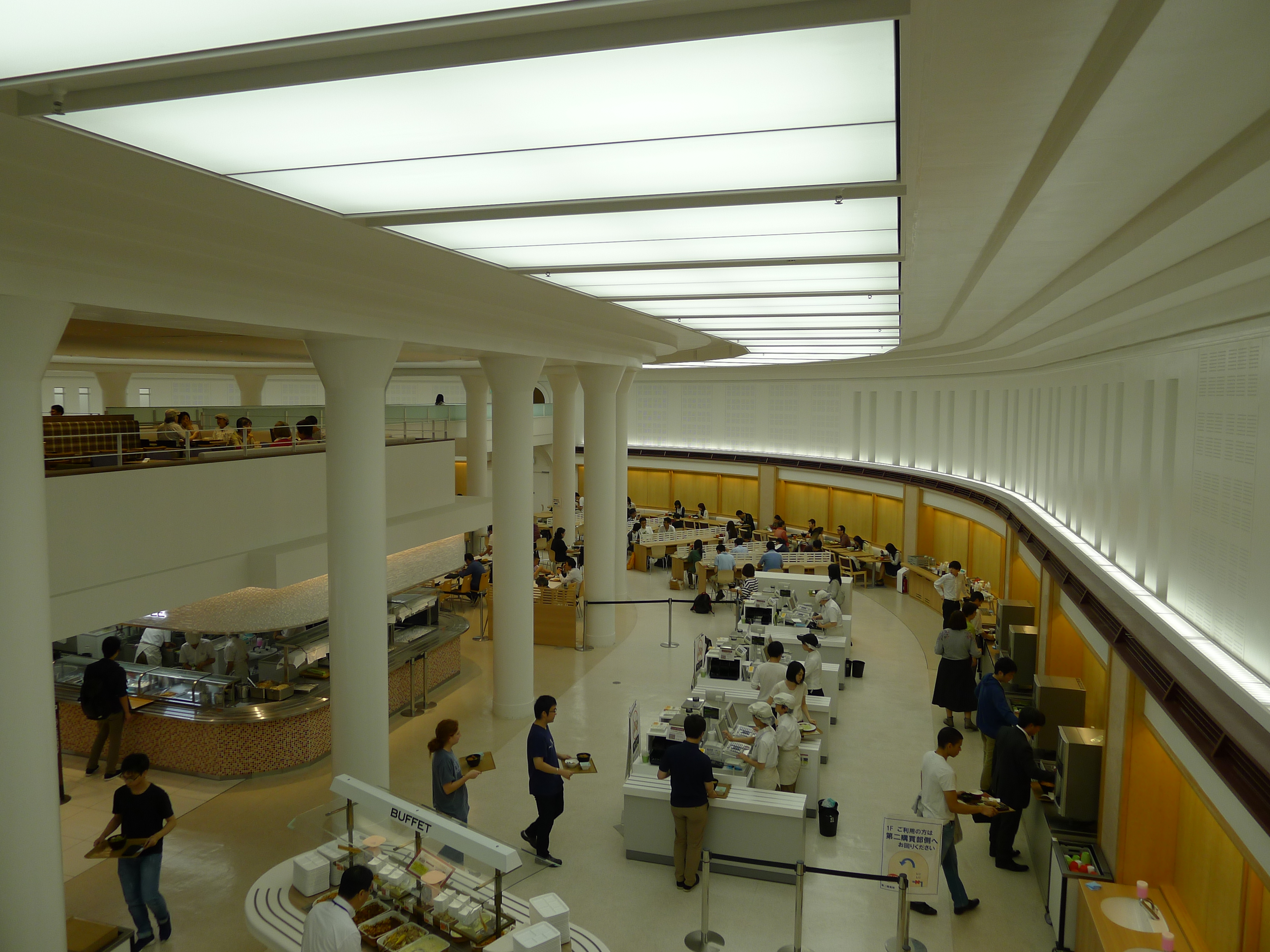
中央食堂（本郷）

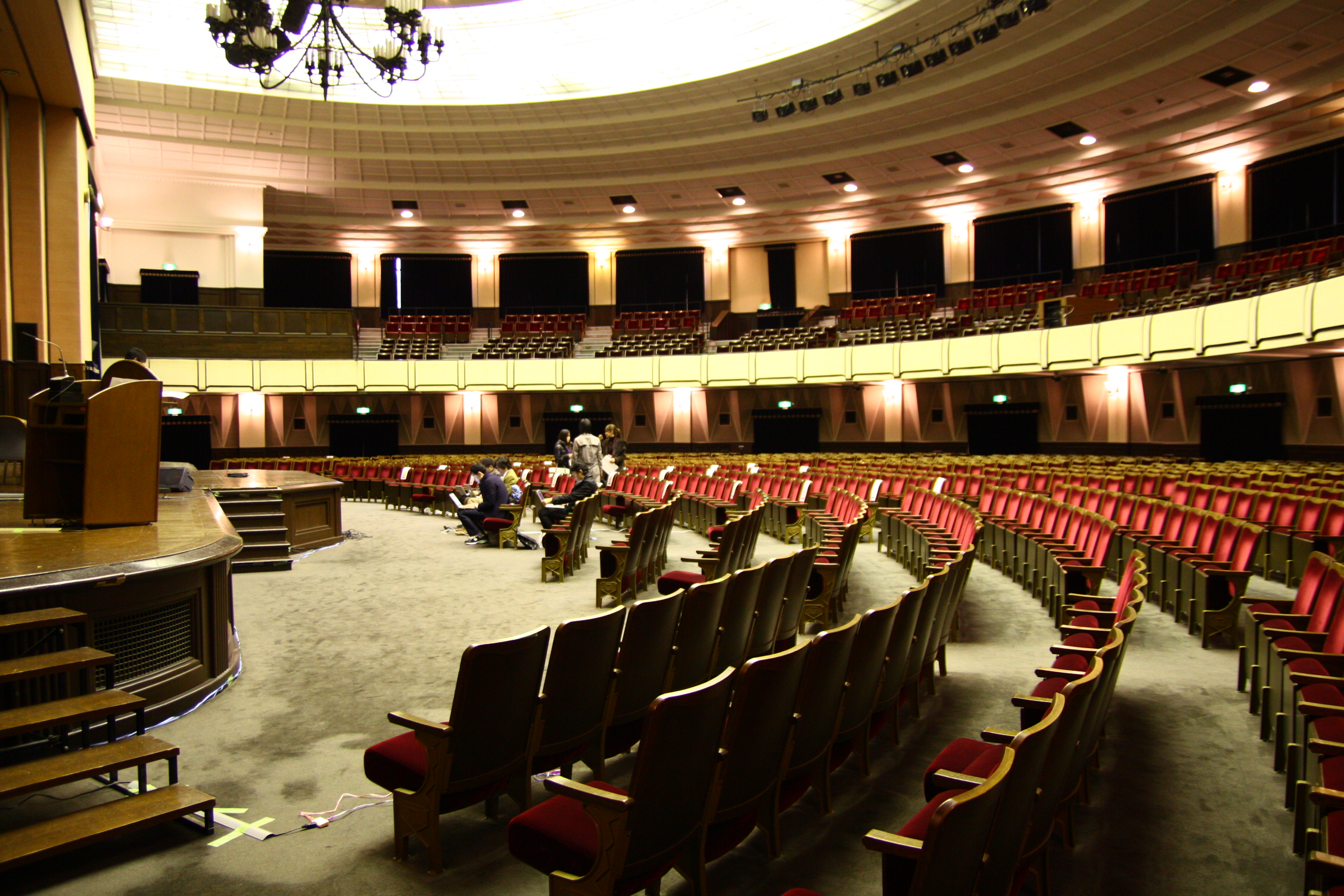
安田講堂内部

- 本郷地区キャンパス[144]
本郷中央食堂（安田講堂前広場地下）[145]
銀杏・メトロ食堂（法文2号館地下1階）[145]
本郷第二食堂（第二食堂建物2階）[145]
農学部食堂（農学部3号館地下1階）[145]
- 駒場キャンパス[146]
駒場コミュニケーション・プラザ南館[147]
カフェテリア若葉（1階）
ダイニング銀杏（2階）
カッフェヴィゴーレ（1階）
1号館北西角パンショップ
CAFETERIA KOMOREBI（21KOMCEE West地下1階、現在休業中）[148]
- 駒場IIキャンパス
駒場リサーチキャンパス食堂（現在休業中）[149]
- 柏キャンパス[150]
カフェテリア
プラザ憩い
お魚倶楽部はま
Food shop & Cafe[151]
- 医科学研究所
医科研食堂[151]
- 国立天文台
天文台食堂[151]

### 大講堂（安田講堂）
東京大学大講堂は「安田講堂」の異名を持ち、赤門（次節を参照）と並んで東京大学を象徴する建物となっている。東大紛争の際に発生した東大安田講堂事件は昭和の事件史では必ず取り上げられるエポックとなっている。

### 赤門

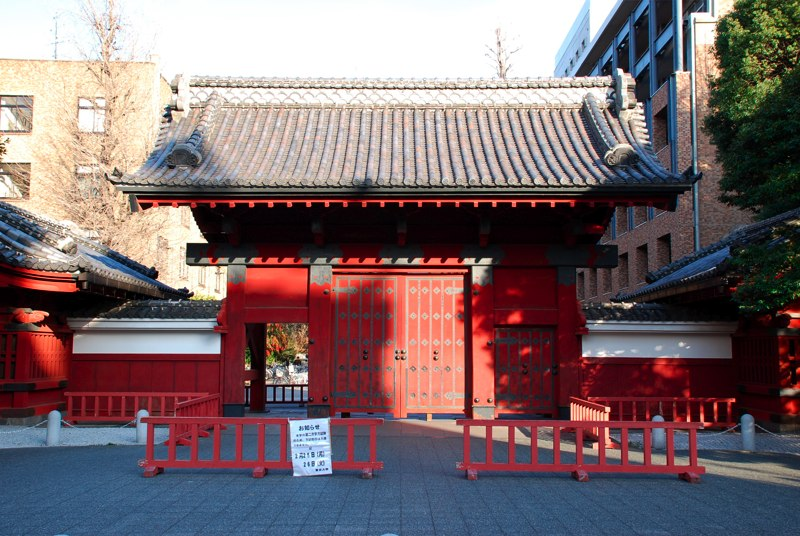
赤門

本郷キャンパスの校門の一つである。正門ではない。1827年に建てられた、旧加賀藩主前田家上屋敷の御守殿門である。御守殿門は一般に焼失しても再建を許されない慣習があり、貴重な現存物となっている。1931年に旧国宝に指定された（現在は重要文化財）。
「赤門」は東京大学の異称にもなっている。第二次世界大戦前における日本国内の大学の異称にも影響を与え、「○門」という異称を持つ大学を増やした。東京大学医学部が自ら名乗る異称である「鉄門（てつもん）」も、赤門に影響されて付けられたものと推測されている。テレビなどで東京大学を紹介する際にも、東京大学の象徴としてよく背景に用いられる。
2020年に両脇の番所の耐震基礎診断を行ったところ一部の耐震性能が低いことが分かり、赤門の耐震性能も低いおそれがあるため、2021年2月12日から閉鎖されており耐震診断が実施される。

### 宿舎
東京大学には以下の4つの学生宿舎がある。前期課程学生は三鷹国際学生宿舎に入居できる。なお、大学宿舎再編に伴い、追分国際学生宿舎の募集は、2021年秋季入居分（留学生対象）をもって停止される。
- 豊島国際学生宿舎（男女・豊島区西巣鴨）- 2006年4月より女子学生も入居可能となった。
  - 豊島国際学生宿舎（A棟）- 2003年12月竣工。鉄筋コンクリート造5階建て、200室。入居割合は、国内学生約7割、留学生約3割。
  - 豊島国際学生宿舎（B棟）- 2017年2月竣工。鉄筋コンクリート造5階建て、300室。入居割合は、国内学生約7割、留学生約3割。
- 追分国際学生宿舎（男女・文京区向丘）- 2010年竣工。鉄筋コンクリート造及びプレストレスコンクリート造14階建て、東京大学追分インターナショナルハウス内150室。入居割合は、国内学生約7割、留学生約3割。
- 三鷹国際学生宿舎（男女・三鷹市新川- 1993年5月～1995年4月に各棟が竣工。鉄筋コンクリート造3階建て、6棟（共用棟除く）、605室。教養学部が管理しており、教養学部生と留学生、留学生のチューターを行う大学院生のみ入居できる。入居割合は、国内学生約7割（男女比 8 : 2）、留学生約3割。
- 目白台インターナショナル・ビレッジ（男女・文京区目白台）- 2019年7月竣工。鉄筋コンクリート造及びプレストレスコンクリート造8階建て。シェア型704室、独立型151室、バリアフリー対応1室。
  - １階部分にコンビニ店としてファミリーマート文京目白台三丁目店がある。また、カフェ＆ダイニングレストランとしてヴィレッジマルシェがある（テイクアウト可能）。
- かつて存在した学生寮
  - 駒場寮（男子・女子）- 駒場Iキャンパス内に存在した学生寮。教養学部の管轄であった。1990年代後半以降のみ女子学生も入居可能だった。

### 検見川総合運動場

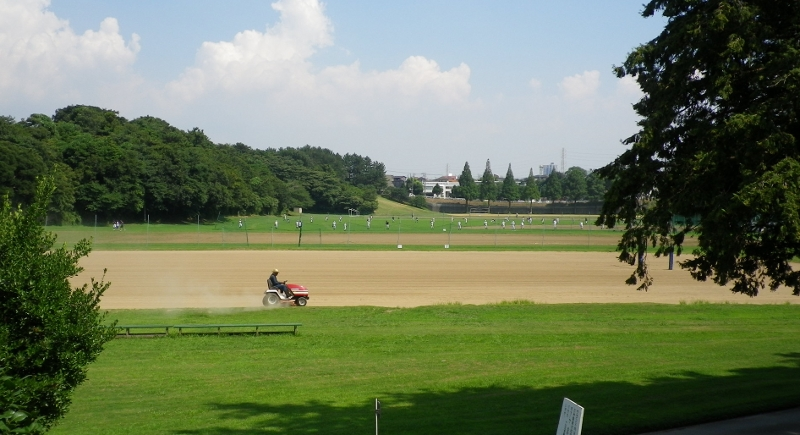
検見川総合運動場

千葉市花見川区にある。運動場の利用は東京大学関係者に限定されていない。かつてはゴルフコースや検見川学生寮があり、地方から上京した学生が東京都内の駒場、本郷のキャンパスに通っていた。部活動やサークルの合宿が行われることも多かったが、現在はあまり使用されていない。
大賀一郎（当時・関東学院大学非常勤講師）が、1951年（昭和26年）に約2,000年前の土層から古代ハスの種子を発見した場所でもある。このハスは大賀ハスと名付けられ、このため植物学者の間でも著名な場所となっている。

## 対外関係

### 大学発企業の設立
「産学協創推進本部」を設けて、既存企業との産学連携のほか、東京大学関係者によるベンチャー企業起業を支援している。インキュベーション施設への入居受け入れのほか、ベンチャーキャピタル「東京大学協創プラットフォーム開発」「東京大学エッジキャピタル」による投資を行うこともある。こうしたベンチャー支援の取り組みを示すブランド「uTIE」（ユータイ）を2019年に制定した。
それに先立って、研究成果の活用を支援する「東京大学エクステンション株式会社」を2018年に設立した。

### 民間企業などとの連携
朝日新聞社と連携して度々シンポジウムや世論調査を含む共同調査などを行っている。

### 地方自治体との連携
三重県四日市市にサテライトを設け、地域の課題解決を研究する協定を締結。

### 他大学・研究機関との協力
国際学術交流協定
東京大学では国際交流を推進するために、世界各地の49か国の大学等研究機関と国際学術交流協定を結んでいる。大学間の協定だけでなく AIKOM のような部局（学部・研究科・研究所など）間の協定もあるが、それらを全て合わせた協定数は891となっている（2018年9月時点）。
東アジア4大学フォーラム (BESETOHA)
東京大学、北京大学、ソウル大学校、ベトナム国家大学ハノイ校の4大学で構成されている学術会議である。1999年に東京大学駒場Iキャンパスで第1回会議が開催された。
東京大学リベラルアーツ南京交流センター（東京大学教養教育南京交流中心）
総合文化研究科・教養学部の海外学術交流拠点として2004年11月25日に南京大学に設置された。
8大学工学系研究科長懇談会
早稲田大学との包括連携協定
日仏情報学連携研究拠点 (JFLI)
国際高等研究所
産業技術総合研究所（東大柏キャンパス内に研究拠点「柏センター」開設）

#### 2021年度の国際交流協定
- 国連工業開発機関（UNIDO）との国際交流協定の締結（2021年7月）[164]

## 社会との関わり

### 事件
- 明治十六年事件
- 久米邦武筆禍事件
- 戸水事件
- 森戸事件
- 国際労働会議代表反対運動
- 天皇機関説事件
- 矢内原事件
- 人民戦線事件
- 平賀粛学
- 河合栄治郎事件
- 東京大学文学部不正入試事件
- 「曲学阿世」論争
- 東大助教授毒殺事件
- 東大ポポロ事件
- 東大紛争 - 東大安田講堂事件
- 宇都宮病院事件
- 東大駒場騒動
- SIGN研究[165]
- 加藤茂明元教授による大量論文不正問題[166]
- ディオバン事件[167][168]
- 匿名Aによる論文大量不正疑義事件[169]
- 東京大学誕生日研究会レイプ事件[170]
- Ordinary researchersによる論文22報の不正疑義問題[171]
- マイトラクリップ手術による死亡事故の隠蔽事件[172]
- 教養学部・大学院総合文化研究科の教授就任予定者の内定取り消し事件[173]

## 企業からの評価

### 人事担当者からの評価
- 2021年日本経済新聞社と日経HRが実施した、「企業の人事担当者からみたイメージ調査」[174]（全上場企業と一部有力未上場企業4,850社の人事担当者を対象に、2019年4月から2021年3月までの間に採用した学生から見た大学のイメージなどを聞いた調査）において、東京大学は、「全国総合」で788大学[175]中、第4位[174]にランキングされた。

### 出世力
- ダイヤモンド社の2006年年9月23日発行のビジネス誌『週刊ダイヤモンド』94巻36号（通巻4,147号）「出世できる大学」と題された特集の出世力ランキング（日本の全上場企業3,800社余りの代表取締役を全調査[176][177][178]）で、東京大学は、2006年時点で存在する744大学[179]中、第1位[180]にランキングされた。
- 『週刊エコノミスト』（2010年8月31日号）に掲載された、「卒業生数の割に役員・管理職の人数が多い度合い」で、東京大学は、2010年時点で存在する全国の778大学[181]中、第33位にランキングされた[182]。

## ギャラリー
- 駒場キャンパスの銀杏並木
- 本郷キャンパスの銀杏並木
- 正門（本郷キャンパス、2009年4月）
- 赤門（本郷キャンパス、2009年4月）
- 銀杏並木（本郷キャンパス、2009年4月）
- 育徳園心字池（別名:三四郎池、本郷キャンパス）[183]
- 七徳堂（本郷キャンパス）